# 日本の学校法人一覧
日本の学校法人一覧（にほんのがっこうほうじんいちらん）は、日本の私立学校を経営する学校法人一覧。かつて存在していたものも含む。

## あ行

### あ
- アイ・アイ学園：本部は静岡県。
- 愛育会：本部は茨城県。
- 愛育学園：本部は愛知県。
- 愛育学園：本部は茨城県。
- 愛育学園：本部は岩手県。
- 愛育学園：本部は愛媛県。
- 愛育学園：本部は東京都。
- 愛育学園：本部は栃木県。
- ISI学園：本部は東京都。
- ILP萩原学園：本部は福岡県。
- 相生学園：本部は静岡県。
- 相生幼稚園：本部は山梨県。
- アイオナ学園：本部は長野県。
- 愛恩幼稚園：本部は茨城県。
- 愛垣学園：本部は埼玉県。
- あい学園：本部は愛媛県。
- 相川学園：本部は静岡県。
- 合川学園：本部は福岡県。
- 愛基学園：本部は北海道。
- 愛恵学園：本部は神奈川県。
- 愛恵学園：本部は奈良県。
- あいく学園：本部は愛知県。
- 愛子学園：本部は宮城県。
- 愛甲学院：本部は兵庫県。
- 愛香学園：本部は石川県。
- 愛光学園：本部は愛媛県。『日本カトリック学校連合会』に属する。
- 愛光学園：本部は鹿児島県。
- 愛光学園：本部は神奈川県。
- 愛光学園：本部は群馬県。
- 愛光学園：本部は長崎県。
- 愛光学園：本部は福岡県。
- 愛光学園：本部は北海道。
- 愛耕学園：本部は宮城県。
- 愛国学園：本部は東京都。
- 相沢学園：本部は長野県。
- 相澤学園：本部は神奈川県。
- 愛仕学園：本部は埼玉県。
- IGL学園：本部は広島県。
- 愛慈学園：本部は秋田県。
- 愛自学園：本部は愛媛県。
- 愛自整学園：本部は愛知県。
- 愛集学園：本部は大阪府。
- 愛心学園：本部は千葉県。『日本カトリック学校連合会』に属する。
- 愛心学園：本部は新潟県。
- 愛真幼稚園：本部は鳥取県。
- 愛垂幼稚園：本部は兵庫県。
- 愛西学園：本部は愛知県。
- 愛生学園：本部は新潟県。
- 愛生学園：本部は福岡県。
- 愛静学園：本部は北海道。
- 愛泉会：本部は東京都。
- 愛泉学園：本部は茨城県。
- 愛泉学園：本部は岩手県。
- 愛泉学園：本部は大阪府。
- 愛泉学園：本部は神奈川県。
- 愛泉学園：本部は千葉県。
- 愛泉学園：本部は栃木県。
- 愛染学園：本部は奈良県。
- 愛知医科大学：本部は愛知県。
- 愛知石川学園：本部は愛知県。
- あいち大橋学園：本部は愛知県。
- 愛知学院：本部は愛知県。
- 愛知韓国学園：本部は愛知県。
- 愛知享栄学園：本部は愛知県。2014年4月1日付で『享栄学園』から分離して発足。『享栄学園グループ』に属する。
- 愛知江南学園：本部は愛知県。
- 愛知産業大学：本部は愛知県。
- 愛知児童文化学園：本部は愛知県。
- 愛知淑徳大学：本部は愛知県。
- 愛知真和学園：本部は愛知県。2006年3月7日付で『足立学園』から分離して発足。『真宗大谷派学校連合会』に属する。
- 愛知大学：本部は愛知県。
- 愛知朝鮮学園：本部は愛知県。
- 愛知理容学園：本部は愛知県。
- 愛知ルーテル学院：本部は愛知県。
- 愛徳学園：本部は兵庫県。『日本カトリック学校連合会』に属する。
- 藍野学院：本部は大阪府。『藍野グループ』に属する。
- 藍野学園：『キリスト教学校教育同盟』に属する。
- 愛農学園：本部は三重県。『キリスト教学校教育同盟』に属する。
- 愛の園：本部は奈良県。
- 愛の園：本部は和歌山県。『日本カトリック学校連合会』に属する。
- 愛の光学園：本部は和歌山県。
- 相原学園：本部は神奈川県。
- 相羽学園：本部は愛知県。
- 相原保善学園：本部は東京都。
- アイビー学院：本部は福井県。2007年4月に解散。設置する専門学校は『大原学園』に設置者を変更。
- 愛美学園：本部は愛知県。2004年4月1日付で『美濃加茂学園』を分離した。
- アイピーシー学園：本部は愛知県。
- 愛海学園：本部は沖縄県。
- 愛友学園：本部は茨城県。
- 吾平永田学園：本部は鹿児島県。
- 愛隣学園：本部は愛知県。
- 愛隣学園：本部は茨城県。
- 愛隣学園：本部は埼玉県。
- 愛隣学園：本部は千葉県。
- 愛和学院：本部は神奈川県。
- 愛和学園：本部は愛知県。
- 愛和学苑：本部は熊本県。
- 愛和学園：本部は埼玉県。
- 愛和学園：本部は東京都。
- 愛輪学園：本部は東京都。
- あいわ学園：本部は長崎県。
- 饗庭学園：本部は埼玉県。
- 葵会学園：本部は千葉県。『葵会グループ』に属した。2019年4月1日付で『いわき明星大学』と合併して『医療創生大学』が発足。
- 葵学園：本部は愛知県。
- あおい学園：本部は愛媛県。
- 葵学園：本部は大阪府。
- 青井学園：本部は熊本県。
- 葵学園：本部は埼玉県。
- あおい学園：本部は東京都。
- あおい学園：本部は新潟県。
- あおい学園：本部は福井県。
- 葵学園：本部は北海道。
- あおい学園：本部は三重県。
- あおい学園：本部は山口県。
- 青池学園：本部は福井県。
- 青い鳥学園：本部は栃木県。
- 青い鳥学園：本部は長野県。
- 青い鳥学園：本部は兵庫県。
- 青江白梅学園：本部は熊本県。
- 青木学園：本部は愛知県。
- 青木学園：本部は神奈川県。
- 青木学園：本部は埼玉県。
- 青木学園：本部は千葉県。
- 青木学園：本部は北海道。
- 青木学園：本部は山口県。
- 青空学園：本部は青森県。
- あおぞら学園：本部は栃木県。
- 青空学園：本部は宮城県。
- 青空学園：本部は山形県。
- 青田学園：本部は埼玉県。
- 青砥学園：本部は東京都。
- 青葉：本部は福島県。
- 青葉学園：本部は大阪府。
- 青葉学園：本部は神奈川県。
- 青葉学園：本部は静岡県。
- 青葉学園：本部は千葉県。
- 青葉学園：本部は東京都。『渋谷教育学園グループ』に属する。
- 青葉学園：本部は栃木県。
- 青葉学園：本部は広島県。
- あおば学園：本部は福岡県。
- 青葉台幼稚園：本部は神奈川県。
- 青葉台幼稚園：本部は静岡県。2003年4月に『学校法人国際学園』と合併した。
- 青森愛育学園：本部は青森県。
- 青森うとう学園：本部は青森県。
- 青森白ゆり学園：本部は青森県。
- 青森田中学園：本部は青森県。
- 青森西学園：本部は青森県。
- 青森富士学園：本部は青森県。
- 青森山田学園：本部は青森県。
- 青森幼稚園：本部は青森県。
- 青柳学園：本部は栃木県。
- 青柳学園：本部は福岡県。
- 青山学院：本部は東京都。『キリスト教学校教育同盟』に属する。
- 青山学園：本部は愛知県。
- 青山学園：本部は静岡県。
- 青山学園：本部は福岡県。
- 青山幼稚園：本部は香川県。
- 赤い実：本部は神奈川県。
- あかい幼稚園：本部は福島県。
- 赤木学園：本部は広島県。
- あかし学園：本部は福岡県。
- 明石学園：本部は北海道。
- あかしあ学園：本部は群馬県。
- 明石聖公会学園：本部は兵庫県。
- 吾田学園：本部は宮崎県。
- 赤塚学園：本部は鹿児島県。『赤塚学園グループ』に属する。
- 赤塚幼稚園：本部は東京都。
- 暁学園：本部は愛知県。
- 暁学園：本部は茨城県。
- 暁学園：本部は福岡県大野城市。
- 暁学園：本部は福岡県北九州市。
- 暁学園：本部は三重県。
- アカデミー学園：本部は熊本県。
- あかね学園：本部は京都府。
- 赤平学園：本部は青森県。
- 赤堀学園：本部は東京都。『滋慶学園グループ』に属した。2013年4月1日付で『歯研会学園』『日野学園』『東京生命科学学園』と合併して『東京滋慶学園』が発足。
- 赤門学院：本部は宮城県。
- 赤門学園：本部は静岡県。
- 赤門宏志学院：本部は宮城県。
- 赤山学園：本部は熊本県。
- 秋池学園：本部は埼玉県。
- 安芸学園：本部は広島県。
- 秋川文化学園：本部は東京都。
- 秋草学園：本部は埼玉県。
- 秋田学園：本部は愛知県。
- 秋田カトリック学園：本部は秋田県。『日本カトリック学校連合会』に属する。
- 秋田キリスト教学園：本部は秋田県。
- 秋田経理情報学園：本部は秋田県。
- 秋田国際アカデミー：本部は秋田県。
- 秋田市旭川幼稚園：本部は秋田県。
- 秋田聖心の布教姉妹会：本部は秋田県。『日本カトリック学校連合会』に属する。
- 秋田電算機専門学校：本部は秋田県。
- 秋田ヘアビューティーカレッジ：本部は秋田県。
- 秋津学園：本部は東京都。
- 秋都学院：本部は大阪府。
- 秋葉学園：本部は千葉県。
- 秋葉台学園：本部は神奈川県。
- 穐原学園：本部は兵庫県。
- 秋間学園：本部は栃木県。
- 安芸みのる学園：本部は広島県。
- 秋本学園：本部は埼玉県。
- 秋元学園：本部は東京都。
- 秋山学園：本部は千葉県。
- 秋山学園：本部は東京都。
- 秋山学園：本部は栃木県。
- 秋山学園：本部は福岡県。
- 秋吉学園：本部は福岡県。
- 明学園：本部は京都府。
- 芥田学園：本部は静岡県。
- 芥見学園：本部は岐阜県。
- あぐり郷学園：本部は東京都。
- 上尾学園：本部は埼玉県。
- 上尾田中学園：本部は埼玉県。
- 上尾みどりが丘幼稚園：本部は埼玉県。
- 明角学園：本部は東京都。
- 明の沢学園：本部は埼玉県。
- 明の星学園：本部は青森県。『日本カトリック学校連合会』に属する。
- 明の星学園：本部は埼玉県。
- 暁の星学園：本部は福岡県。『日本カトリック学校連合会』に属する。
- あけぼの学院：本部は兵庫県。
- 曙学園：本部は愛知県。
- あけぼの学園：本部は大阪府。
- あけぼの学園：本部は静岡県。
- あけぼの学園：本部は東京都。
- あけぼの学園：本部は栃木県。
- 曙学園：本部は福岡県大野城市。
- 曙学園：本部は福岡県北九州市。
- あけぼの幼稚園：本部は鳥取県。
- 明佳学園：本部は愛知県。
- 浅井学園：本部は茨城県。
- 浅井学園：本部は北海道。
- 浅井和裁専門学校：本部は福岡県。
- 麻生学園：本部は神奈川県。読み方は『あさおがくえん』。
- 朝霞学園：本部は埼玉県。
- 安佐学園：本部は広島県。
- 安積国造学園：本部は福島県。
- 朝霞たちばな学園：本部は埼玉県。
- 朝霞花の木学園：本部は埼玉県。
- 麻上学園：本部は北海道。
- 淺谷学園：本部は神奈川県。
- 阿佐ヶ谷学園：本部は東京都。
- 浅川学園：本部は長野県。
- 麻機幼稚園：本部は静岡県。
- 朝来学園：本部は京都府。
- 朝来野学園：本部は大分県。
- 麻園学園：本部は北海道。
- 安里学園：本部は静岡県。
- 浅沼学園：本部は埼玉県。
- 浅沼学園：本部は静岡県。
- 浅野学園：本部は愛知県。
- 浅野学園：本部は岐阜県。
- 浅野学園：本部は神奈川県。
- 浅野学園：本部は埼玉県。
- 浅野学園：本部は千葉県。
- 浅野学園：本部は福岡県。
- 浅ノ川学園：本部は石川県。
- 浅野工学園：本部は神奈川県。
- 浅野文化学園：本部は岐阜県。
- 朝日医療学園：本部は岡山県。
- 旭ヶ丘学園：本部は愛知県。
- 朝陽ヶ丘学園：本部は大阪府。
- 朝日ヶ丘学園：本部は鹿児島県。
- あさひが丘学園：本部は神奈川県。
- 旭ヶ丘学園：本部は長野県。
- 旭ヶ丘学園：本部は宮城県。
- 旭ヶ丘幼稚園：本部は東京都。
- 旭が丘幼稚園：本部は新潟県。
- 旭ヶ丘幼稚園：本部は山口県。
- あさひ学園：本部は愛知県。
- あさひ学園：本部は青森県。
- あさひ学園：本部は茨城県。
- 旭学園：本部は茨城県。
- 旭学園：本部は大阪府。
- 朝日学園：本部は岡山県。『朝日学園グループ』に属する。
- あさひ学園：本部は鹿児島県。
- 旭学園：本部は神奈川県。
- 旭学園：本部は高知県。
- 旭学園：本部は佐賀県。
- 旭学園：本部は静岡県。
- 旭学園：本部は千葉県。
- 朝日学園：本部は千葉県。
- 朝陽学園：本部は長野県。
- あさひ学園：本部は兵庫県。
- 朝日学園：本部は福井県。
- あさひ学園：本部は福岡県。
- 朝日学園：本部は宮崎県。
- 旭川大谷学園：本部は北海道。
- 旭川科学技術学園：本部は北海道。
- 旭川学園：本部は北海道。
- 旭川カトリック学園：本部は北海道。『日本カトリック学校連合会』に属する。
- 旭川志峯学院：本部は北海道。1948年3月18日付で『財団法人旭川共立女子学園』の設立が認可されたのち、1951年3月9日付で『学校法人旭川共立女子学園』への名称変更が認可、1968年には『学校法人北日本学院大学』、1970年には『学校法人旭川大学』、2023年4月1日付で現名称へと改称している。
- 旭川真宗学園：本部は北海道。
- 旭川数学英語情操学校：本部は北海道。
- 旭川荘：本部は岡山県。
- 旭川宝田学園：本部は北海道。
- 旭川中央学園：本部は北海道。
- 旭川つくし学園：本部は北海道。
- 旭川報恩学園：本部は北海道。
- 旭川緑が丘学園：本部は北海道。
- 旭川明照学園：本部は北海道。
- 旭川龍谷学園：本部は北海道。『龍谷総合学園』に属する。
- 旭キリスト教学院：本部は長野県。
- 旭清水幼稚園：本部は大阪府。
- 朝日珠算学園：本部は三重県。
- 旭鈴木学園：本部は千葉県。
- 朝日大学：本部は岐阜県。
- 旭出学園：本部は東京都。
- 朝日橋学園：本部は大阪府。
- 朝日服飾専門学校：本部は富山県。
- 朝日服装学院：本部は三重県。
- 朝日幼稚園：本部は大阪府。
- 旭幼稚園：本部は東京都。
- あさひ幼稚園：本部は新潟県。
- 朝日幼稚園：本部は山梨県。
- 麻布学園：本部は東京都。
- 麻布獣医学園：本部は神奈川県。
- 麻布山幼稚園：本部は東京都。
- 浅間学園：本部は東京都。
- あざみ野学園：本部は福島県。
- アザミ文化学院：本部は秋田県。
- アジア学院：本部は栃木県。
- アジアの風：本部は岡山県。
- 亜細亜学園：本部は東京都。『東急グループ』に属する。
- 足利大学：本部は栃木県。
- 足利珠算学校：本部は栃木県。
- 足利しらゆり幼稚園：本部は栃木県。
- 足利ひかり学園：本部は栃木県。
- 足利文化服装専門学校：本部は栃木県。
- 芦川学園：本部は東京都。
- あじさい学園：本部は岐阜県。
- 芦田学園：本部は東京都。
- 阿品学園：本部は広島県。
- あしのめ学園：本部は宮城県。
- 芦屋インターナショナルスクール：本部は兵庫県。
- 芦屋音楽学園：本部は兵庫県。
- 芦屋学園：本部は兵庫県。
- 芦屋学園：本部は福岡県。
- 芦屋芸術学院：本部は兵庫県。
- 芦屋高等洋裁学校：本部は福岡県。
- 芦屋聖マルコ学園：本部は兵庫県。
- 芦屋みどり幼稚園：本部は兵庫県。
- 明日香学園：本部は大分県。
- 飛鳥学園：本部は東京都。
- あすなろ学園：本部は静岡県。
- アスピア学園：本部は兵庫県。
- あずま学園：本部は青森県。
- 東学園：本部は北海道。
- 東教育研究団：本部は東京都。
- 安曇川学園：本部は滋賀県。
- アゼリー学園：本部は東京都。
- 麻生大谷学園：本部は岩手県。旧称『学校法人花巻大谷学園』。『麻生学園グループ』に属する。
- 麻生学園：本部は福岡県。『麻生学園グループ』に属する。読み方は『あそうがくえん』。
- 麻生塾：本部は福岡県。『麻生グループ』に属する。
- 麻生文教学園：本部は福岡県。『麻生学園グループ』に属する。
- アソカ学園：本部は大阪府。
- アソカ学園：本部は熊本県。
- アソカ学園：本部は長崎県。
- アソカ学園：本部は北海道。
- アソカ学園：本部は宮崎県。
- あそか幼稚園：本部は埼玉県。
- アソカ幼稚園：本部は島根県。
- 無憂樹学園：本部は静岡県。
- あたご学園：本部は宮崎県。
- 愛宕学園：本部は神奈川県。
- 足立芦田学園：本部は東京都。
- 足立学園：本部は愛知県。『真宗大谷派学校連合会』に属する。
- 安達学園：本部は愛知県。
- 安達学園：本部は岐阜県。2020年4月1日付で『中京学院』を分離した。
- 足立学園：本部は静岡県。
- 足立学園：本部は東京都。
- 安達学園：本部は山形県。
- 安達女子専修学校：本部は福島県。
- 安達ドレスメーカー女学院：本部は栃木県。
- 安達文化学園：本部は東京都。
- 足立弥生学園：本部は東京都。
- 熱海幼稚園：本部は静岡県。
- 厚木学園：本部は神奈川県。
- 厚木田園学園：本部は神奈川県。
- 厚木バプテスト学園：本部は神奈川県。
- 厚木和田学園：本部は神奈川県。
- 阿津坂学園：本部は福岡県。
- 吾妻学園：本部は岩手県。
- あづま学園：本部は千葉県。
- アテネ学園：本部は山形県。
- アテネ・フランセ：本部は東京都。
- アーデン山中学園：本部は東京都。
- 跡見学園：本部は東京都。
- アトンメント会：本部は神奈川県。『日本カトリック学校連合会』に属する。
- 穴吹学園：本部は香川県。『穴吹カレッジグループ』に属する。
- 穴吹学園：本部は徳島県。『穴吹カレッジグループ』に属する。
- 穴吹学園：本部は広島県。『穴吹カレッジグループ』に属する。
- 穴吹デザイン専門学校：本部は広島県。『穴吹カレッジグループ』に属する。
- アナンダ学園：本部は長崎県。
- 網走大谷学園：本部は北海道。
- 網走学園：本部は北海道。設置した『網走高等学校』は2008年3月31日付を以って閉校し、『北海道網走向陽高等学校』と統合のうえ、『北海道網走桂陽高等学校』となっている。
- 網走桂学園：本部は北海道。
- 網走文化専門学校：本部は北海道。
- あびこ学園：本部は大阪府。
- アブタン学園：本部は埼玉県。
- 油川幼稚園：本部は青森県。
- アプリコット学園：本部は埼玉県。
- 安部学院：本部は東京都。
- 阿部学園：本部は愛知県。
- 阿部学園：本部は神奈川県。
- 阿部野学園：本部は大阪府。
- 安部幼稚園：本部は神奈川県。
- アポロ学園：本部は東京都。
- 雨尾学園：本部は愛知県。
- 天笠学園：本部は福島県。
- 天笠学園：本部は山形県。
- 尼崎韓国学園：本部は兵庫県。
- 天草しらゆり学園：本部は熊本県。
- 天田学園：本部は長野県。
- 天野学園：本部は東京都。
- 天羽学園：本部は千葉県。
- 天美学園：本部は大阪府。
- 天美学園：本部は奈良県。
- 奄美信愛学園：本部は鹿児島県。『日本カトリック学校連合会』に属する。
- 天谷学園：本部は福井県。
- アミークス国際学園：本部は沖縄県。
- 阿弥陀寺教育学園：本部は千葉県。
- アームストロング青葉幼稚園：本部は富山県。
- 雨宮学園：本部は東京都。
- アメリカン・スクール・イン・ジャパン・ファウンデイション：本部は東京都。
- 綾羽育英会：本部は滋賀県。
- 鮎川学園：本部は大阪府。
- 鮎川学園：本部は山梨県。
- 鮎澤学園：本部は茨城県。
- あゆみ学園：本部は神奈川県。
- 歩学園：本部は京都府。
- あゆみ学園：本部は千葉県。
- あゆみ秀英学園：本部は新潟県。
- 新井学園：本部は神奈川県。
- 新井学園：本部は埼玉県。
- 荒井学園：本部は埼玉県。
- 新井学園：本部は東京都。
- 荒井学園：本部は富山県。
- 荒井学園：本部は長野県。
- 荒川学園：本部は茨城県。
- 荒川学園：本部は栃木県。
- 新倉学園：本部は山梨県。
- 嵐山学園：本部は京都府。
- 荒幡学園：本部は埼玉県。
- 荒畑学園：本部は東京都。
- 荒巻学園：本部は宮城県。
- 有明学園：本部は熊本県。
- 有明学園：本部は長崎県。
- ありあけ国際学園：本部は福岡県。『聖マリアグループ』に属する。
- 有浦学園：本部は長崎県。
- 有坂中央学園：本部は群馬県。『中央総合学園』『設楽学園』を有する『中央カレッジグループ』に属する。
- アリス国際学園：本部は石川県。
- 有野台幼稚園：本部は兵庫県。
- 有馬学園：本部は千葉県。
- 有馬学園：本部は東京都。『有馬学園グループ』に属する。
- 有馬学園：本部は山口県。
- 有松学院：本部は茨城県。
- 有松学園：本部は愛知県。
- アルウィン学園：本部は東京都。
- アルコット学園：本部は神奈川県。
- アルス学園：本部は埼玉県。
- アルス学園：本部は栃木県。
- RWFグループ：本部は愛媛県。
- アルファ・アカデミー：本部は岐阜県。
- 安房家政学院：本部は千葉県。
- 淡島学園：本部は東京都。
- 粟津学園：本部は石川県。
- 安永寺学園：本部は宮城県。
- 安居院学園：本部は京都府。
- 安行学園：本部は埼玉県。
- 安斉学園：本部は福島県。
- 安城石橋学園：本部は愛知県。
- 安城学園：本部は愛知県。
- 安定寺学園：本部は広島県。
- 安蔵学園：本部は東京都。
- 安藤学園：本部は愛知県。
- 安藤学園：本部は神奈川県。
- 安藤学園：本部は埼玉県。
- 安中二葉幼稚園：本部は群馬県。
- 安養学園：本部は埼玉県。
- 安楽寺学園：本部は栃木県。
- 安楽寺学園：本部は福岡県。

### い
- 遺愛学院：本部は北海道。『キリスト教学校教育同盟』に属する。
- 飯倉学園：本部は福岡県。
- 飯島学園：本部は埼玉県。
- 飯田学園：本部は埼玉県。
- 飯田学園：本部は千葉県。
- 飯田女学院：本部は愛知県。
- いいづな学園：本部は長野県。
- 飯塚学園：本部は茨城県。
- 飯塚学園：本部は群馬県。
- 飯塚学園：本部は福岡県。旧称『学校法人明経学園』。
- 飯沼学園：本部は千葉県。
- 飯野学園：本部は栃木県。
- 飯生学園：本部は千葉県。
- 飯原学園：本部は岐阜県。
- 飯鉢学園：本部は栃木県。
- 飯村学園：本部は茨城県。
- イーエーエス伯人学校：本部は愛知県。2019年9月2日付で『大野学園』『倉橋学園』と合併した。
- イーエスピー学園：本部は東京都。
- イエズス孝女会葉山学園：本部は神奈川県。『日本カトリック学校連合会』に属する。
- イエス団：本部は兵庫県。
- 医王寺学園：本部は山形県。
- 医学アカデミー：本部は埼玉県。『瑞穂グループ』に属する。
- 五十嵐学園：本部は青森県。
- 五十嵐学園：本部は埼玉県。
- 斑鳩学苑：本部は奈良県。
- 育愛学園：本部は神奈川県。
- 育英学院：本部は東京都。旧称『学校法人帝都育英学院』。『日本カトリック学校連合会』に属する。『サレジオ会』を母体とする。
- 育英学園：本部は愛知県。
- 育英学園：本部は愛媛県。
- 育英学園：本部は北海道。
- 育英館：本部は京都府。『京都育英館』はグループ学園。
- 育英義塾学園：本部は沖縄県。
- 育英実務珠算学校：本部は三重県。
- 育英珠算学校：本部は三重県。
- 育英幼稚園：本部は東京都。
- 育芸学園：本部は奈良県。
- いくせ学園：本部は三重県。
- 育生学園：本部は大阪府。
- 育成学園：本部は兵庫県。
- 井口学園：本部は山梨県。
- 幾徳学園：本部は神奈川県。
- 育徳学園：本部は福岡県。
- 生野学園：本部は兵庫県。読み方は『いくのがくえん』。
- 郁文館夢学園：本部は東京都。旧称『学校法人郁文館学園』。
- 育美学園：本部は神奈川県。
- 育保学園：本部は大阪府。
- 育和学園：本部は大阪府。
- 池内学園：本部は京都府。
- 池浦学園：本部は大阪府。
- 池上学園：本部は東京都。
- 池上学園：本部は北海道。
- 池上珠算学校園：本部は東京都。
- 池上みどり幼稚園：本部は東京都。
- 池上学園：本部は北海道。
- 池田学園：本部は大阪府。
- 池田学園：本部は鹿児島県。
- 池田学園：本部は神奈川県。
- 池田学園：本部は東京都豊島区。
- 池田学園：本部は東京都羽村市。
- 池田学園：本部は栃木県。
- 池田学園：本部は長野県。
- 池田学園：本部は福岡県。
- 池田五月山教会学園：本部は大阪府。
- 池田幼稚園：本部は山梨県。
- 池谷学園：本部は神奈川県。
- 池谷学園：本部は東京都。
- 池の内学園：本部は愛知県。
- 池の台学園：本部は東京都。
- 池坊学園：本部は京都府。
- 池見学園：本部は東京都。
- 池見札幌学園：本部は北海道。2020年12月28日付で閉鎖登記され、解散した。
- 池水学園：本部は鹿児島県。
- 池峯学園：本部は大阪府。
- 井沢学園：本部は埼玉県。
- 井沢学園：本部は静岡県。
- 伊沢学園：本部は栃木県。
- 伊沢教育会：本部は栃木県。
- 石井学園：本部は神奈川県。
- 石井学園：本部は岐阜県。
- 石井学園：本部は埼玉県。
- 石井学園：本部は千葉県。
- 石井学園：本部は東京都。
- 石井学園：本部は福岡県。
- 石井文学園：本部は東京都。
- 石垣学園：本部は埼玉県。
- 石神学園：本部は千葉県。
- 石狩学園：本部は北海道。
- 石川学院：本部は東京都。
- 石川学園：本部は愛知県。
- 石川学園：本部は沖縄県。
- 石川学園：本部は神奈川県。
- 石川学園：本部は埼玉県。
- 石川学園：本部は千葉県。
- 石川学園：本部は東京都。
- 石川学園：本部は栃木県。
- 石川カトリック学園：本部は石川県。2005年に『海の星学園』と『カルメン学園』と『ヨゼフ学園』等が合併して発足。『日本カトリック学校連合会』に属する。
- 石川義塾：本部は福島県。旧称『学校法人石川高等学校』。
- 石川キンダー学園：本部は東京都。
- 石川高等編物学校：本部は石川県。
- 石川珠算学校：本部は東京都。
- 石川幼稚園：本部は東京都。
- 石川理容美容専門学校：本部は石川県。
- 石木学園：本部は岐阜県。
- 伊敷町学園：本部は鹿児島県。
- 石榑学園：本部は岐阜県。
- 石黒学園：本部は群馬県。
- 石坂学園：本部は長野県。
- 石嶋教育会：本部は栃木県。
- 石田あさきトータルファッション専門学校：本部は広島県。
- 石田学園：本部は大阪府。
- 石田学園：本部は鹿児島県。
- 石田学園：本部は埼玉県。
- 石田学園：本部は静岡県。
- 石田学園：本部は兵庫県。
- 石田学園：本部は広島県。
- 石田学園：本部は福岡県。
- 石田学園：本部は北海道。
- 石塚学園：本部は埼玉県。
- 石輝学園：本部は宮城県。
- 石鍋学園：本部は東京都。
- 石橋文化学園：本部は大阪府。
- 石橋幼稚園：本部は栃木県。
- 石原学園：本部は愛知県。
- 石原学園：本部は鹿児島県。
- 石原学園：本部は千葉県。
- 井島学園：本部は熊本県。
- 石嶺学園：本部は埼玉県。
- 石山学園：本部は広島県。
- 石山学園：本部は福島県。
- 伊集学園：本部は埼玉県。
- 伊集院敬愛学園：本部は鹿児島県。
- 石渡学園：本部は神奈川県。
- 石渡学園：本部は千葉県。
- 石渡育英学園：本部は神奈川県。
- 伊豆学園：本部は福岡県。
- いずみケ丘学園：本部は大分県。
- 泉ヶ丘学園：本部は埼玉県。
- 泉ヶ丘学園：本部は福岡県。
- いずみ学園：本部は愛知県。
- いずみ学園：本部は埼玉県。
- いずみ学園：本部は栃木県。
- いずみ学園：本部は新潟県。
- いずみ学園：本部は宮城県。
- 泉学園：本部は愛媛県。
- 泉学園：本部は大分県。
- 泉学園：本部は神奈川県。
- 泉学園：本部は岐阜県。
- 泉学園：本部は埼玉県。
- 泉学園：本部は千葉県。
- 泉学園：本部は北海道。
- 泉学園：本部は山口県。
- 和泉学園：本部は愛知県。
- 和泉学園：本部は大阪府。
- 和泉学園：本部は神奈川県。
- 和泉学園：本部は佐賀県。
- 出水学園：本部は鹿児島県。
- 和泉短期大学：本部は神奈川県。旧称『学校法人クラーク学園』。『キリスト教学校教育同盟』に属する。
- 和泉中央学園：本部は神奈川県。
- 和泉平和学園：本部は神奈川県。
- 和泉マリア学園：本部は大阪府。『日本カトリック学校連合会』に属する。
- 和泉宮学園：本部は大阪府。
- ism：本部は鳥取県。
- 伊勢学園：本部は三重県。
- 伊勢崎美容学園：本部は群馬県。
- 伊勢整容学園：本部は三重県。
- 伊勢原白百合学園：本部は神奈川県。
- 磯川学園：本部は神奈川県。
- 磯島学園：本部は栃木県。
- 磯野学園：本部は愛知県。
- 磯部幼稚園：本部は群馬県。
- 磯山学園：本部は栃木県。
- 伊髙学園：本部は福岡県。
- 猪高学園：本部は愛知県。
- 板橋学園：本部は茨城県。
- 板橋学園：本部は埼玉県。
- 板橋明星学園：本部は東京都。
- 一里山学園：本部は兵庫県。
- 伊丹教会学園：本部は兵庫県。
- 伊丹高等文化学院：本部は兵庫県。
- 伊丹聖カタリナ学園：本部は大阪府。『日本カトリック学校連合会』に属する。
- 市貝学園：本部は栃木県。
- 市川東学院：本部は千葉県。
- 市川音楽専門学校：本部は千葉県。
- 市川学院：本部は兵庫県。
- 一川学園：本部は埼玉県。
- 市川学園：本部は千葉県。
- 市川学園：本部は東京都。
- 市川珠算学校：本部は千葉県。
- 市川東学院：本部は千葉県。
- 市川南幼稚園：本部は山梨県。
- 市川幼稚園：本部は山梨県。
- 市川和裁技術学院：本部は千葉県。
- 一隅学園：本部は群馬県。
- 一隅学園：本部は福岡県。
- 一関学院：本部は岩手県。
- 一宮栽松学園：本部は愛知県。
- 一宮女学園：本部は愛知県。
- 市ノ沢学園：本部は茨城県。
- 市之瀬学園：本部は埼玉県。
- 一の宮清光学園：本部は山口県。
- 一の割学園：本部は埼玉県。
- 市原学園：本部は千葉県。
- 一弘学園：本部は青森県。旧称『学校法人横田学園』。
- 一廣学園：本部は神奈川県。
- 市藤学園：本部は千葉県。
- 市邨学園：本部は愛知県。
- 市村学園：本部は北海道。
- 一蓮寺幼稚園：本部は山梨県。
- 一廣学園：本部は神奈川県。
- 五浦学園：本部は東京都。
- いつき学園：本部は山形県。
- 一輝星学園：本部は石川県。
- 一色学園：本部は千葉県。
- 一心学園：本部は広島県。
- 一翠学園：本部は神奈川県。
- いづみ学園：本部は京都府。
- いづみ学園：本部は東京都。
- いづみ学園：本部は福岡県。
- 出田文化学園：本部は熊本県。
- 出原学園：本部は広島県。
- イデア熊本アジア学園：本部は熊本県。
- いといがわ学園：本部は新潟県。
- いとう学園：本部は埼玉県。
- 伊東学園：本部は秋田県。
- 伊東学園：本部は埼玉県。
- 伊東学園：本部は東京都。
- 伊東学園：本部は栃木県。
- 伊藤学園：本部は愛知県。『神戸学園グループ』に属する。
- 伊藤学園：本部は秋田県。
- 伊藤学園：本部は岐阜県。
- 伊藤学園：本部は千葉県。
- 伊藤学園：本部は長野県。
- 伊藤学園：本部は福岡県。
- 伊藤学園：本部は三重県。
- 伊藤学園：本部は山梨県。
- 伊謄塾：本部は神奈川県。
- 伊東文化学園：本部は福岡県。
- 糸菊学園：本部は愛知県。
- 以徳学園：本部は広島県。
- 糸島学園：本部は福岡県。
- 糸島中央学園：本部は福岡県。
- 稲垣学園：本部は大阪府。
- 稲垣学園：本部は埼玉県。
- 伊那学園：本部は長野県。
- 稲置学園：本部は石川県。旧称『学校法人実践商業高等学校』。
- 稲置洋裁学院：本部は和歌山県。
- 稲田学園：本部は山口県。
- 稲積学園：本部は北海道。
- いなば学園：本部は山形県。
- 稲羽学園：本部は岐阜県。
- 稲葉学園：本部は大分県。
- 稲葉学園：本部は静岡県。
- 稲葉学園：本部は兵庫県。
- 稲葉学園：本部は北海道。
- イナバ自動車学校：本部は鳥取県。
- 稲葉幼稚園：本部は鳥取県。
- 稲穂学園：本部は埼玉県。
- 稲村ヶ﨑学園：本部は神奈川県。
- 稲元学園：本部は埼玉県。
- 稲山学園：本部は埼玉県。
- 稲寄学園：本部は福井県。
- 犬伏学園：本部は栃木県。
- 稲荷学園：本部は大阪府。
- 稲荷学園：本部は京都府。
- いにしき学園：本部は鹿児島県。旧称『学校法人下伊敷町学園』。
- いのうえ学園：本部は福岡県。
- 井上学園：本部は大阪府。
- 井上学園：本部は神奈川県。
- 井上学園：本部は埼玉県。
- 井上学園：本部は千葉県。
- 井上学園：本部は東京都多摩市。
- 井上学園：本部は東京都三鷹市。
- 井上学園：本部は長野県。
- 井上学園：本部は福岡県飯塚市。
- 井上学園：本部は福岡県北九州市。
- 井上学園：本部は三重県。
- 猪野学園：本部は広島県。
- 井之頭学園：本部は東京都。
- いのせ学園：本部は栃木県。
- いーはとーぶ学園：本部は埼玉県。
- 茨城：本部は茨城県。旧称『学校法人茨城高等学校併設茨城中学校』。
- 茨城音楽学園：本部は茨城県。
- 茨木学園：本部は大阪府。
- 茨城キリスト教学園：本部は茨城県。『キリスト教学校教育同盟』に属する。
- 茨城情報専門学校：本部は茨城県。
- 茨城朝鮮学園：本部は茨城県。
- 茨城フレンド学園：本部は茨城県。
- 茨木若竹学園：本部は大阪府。
- 伊吹幼稚園：本部は愛媛県。
- 伊福学園：本部は鹿児島県。
- いまい学園：本部は群馬県。
- 今井学園：本部は埼玉県。
- 今井学園：本部は栃木県。
- 今泉学園：本部は埼玉県。
- 今泉学園：本部は佐賀県。
- 今泉学園：本部は静岡県。
- 今泉学園：本部は福島県。
- 今川学園：本部は大阪府。
- 今小路学園：本部は岐阜県。
- 今治キリスト教学園：本部は愛媛県。
- 今治精華学園：本部は愛媛県。
- 今治普門学園：本部は愛媛県。
- 今治明徳学園：本部は愛媛県。
- 今治幼稚園：本部は愛媛県。
- 今宮学園：本部は京都府。
- 今村学園：本部は大阪府。
- 今村学園：本部は鹿児島県。
- 今村学園：本部は埼玉県。
- 今村学園：本部は静岡県。
- 今屋学園：本部は鹿児島県。
- 伊万里学園：本部は佐賀県。『龍谷総合学園』に属する。
- 妹背学園：本部は山口県。
- 井元学園：本部は千葉県。
- 井本学園：本部は熊本県。
- 入江学園：本部は兵庫県。
- 入交学園：本部は高知県。
- 医療創生大学：本部は東京都。
- イルカ学園：本部は神奈川県。
- 入間学園：本部は埼玉県。
- 入間平成学園：本部は埼玉県。
- 彩葉学園：本部は広島県。
- 岩浅学園：本部は千葉県。
- 岩井学園：本部は千葉県。
- いわお学園：本部は大阪府。
- 岩尾昭和学園：本部は大分県。『真宗大谷派学校連合会』に属する。
- 岩岡学園：本部は広島県。
- いわき秀英学園：本部は福島県。
- 磐城新星学園：本部は福島県。
- iwakiヘアメイクアカデミー：本部は福島県。
- いわき明星大学：本部は福島県。2015年に『明星学苑』から分離して発足。2019年4月1日付で『葵会学園』と合併して『医療創生大学』が発足。『葵会グループ』に属した。
- いわき幼稚園：本部は福島県。
- 岩口学園：本部は長崎県。
- 岩国学園：本部は山口県。
- 岩国国際タイピスト学院：本部は山口県。
- 岩倉学園：本部は愛知県。
- いわさ学園：本部は北海道。
- 岩崎学園：本部は神奈川県。
- 岩崎学園：本部は埼玉県。
- 岩崎学園：本部は千葉県。
- 岩澤学園：本部は神奈川県。
- 岩代学園：本部は福島県。
- 岩田学園：本部は大分県。
- 岩田学園：本部は埼玉県。
- 岩田学園：本部は東京都。
- 岩田学園：本部は山梨県。
- 岩谷学園：本部は神奈川県。
- 磐田東学園：本部は静岡県。
- 岩槻金子学園：本部は埼玉県。
- 岩槻清水学園：本部は埼玉県。
- 岩槻町田学園：本部は埼玉県。
- 岩槻みどり学園：本部は埼玉県。
- 岩手医科大学：本部は岩手県。
- 岩手科学技術学園：本部は岩手県。
- 岩手キリスト教学園：本部は岩手県。
- 岩手奨学会：本部は岩手県。
- 岩手女子奨学会：本部は岩手県。
- 岩手橘学園：本部は岩手県。
- 岩出山学園：本部は宮城県。
- 岩永学園：本部は長崎県。
- 岩永学園：本部は福岡県。
- 岩波学園：本部は神奈川県。
- 岩沼学園：本部は宮城県。
- いわはま学園：本部は千葉県。
- 岩本学園：本部は神奈川県。
- 岩本学園：本部は栃木県。
- 岩本学園：本部は広島県。
- 引接寺学園：本部は福井県。
- インターナショナル学園：本部は京都府。
- インターナショナルスクール・オブ・アジア軽井沢：本部は長野県。
- インターナショナルスクールオブ長野：本部は長野県。
- 院内学園：本部は千葉県。

### う
- ヴィアトール学園：本部は京都府。『洛星中学校』『洛星高等学校』を設置。
- 上内学園：本部は兵庫県。
- 植木学園：本部は福岡県。
- 植草学園：本部は千葉県。
- 上里学園：本部は愛知県。
- 上田学院：本部は宮城県。読み方は『うえだがくえん』。
- 上田学園：本部は愛知県。
- 上田学園：本部は大阪府大阪市。読み方は『うえだがくえん』。
- 上田学園：本部は大阪府堺市。読み方は『うえだがくえん』。
- 上田学園：本部は高知県。読み方は『うえたがくえん』。
- 上田学園：本部は長野県。読み方は『うえだがくえん』。
- 上田学園：本部は広島県。読み方は『うえだがくえん』。
- 植田学園：本部は千葉県。
- 植竹学園：本部は埼玉県。
- 上田煌桜学園：本部は長野県。
- 上野学園：本部は愛知県。
- 上野学園：本部は栃木県。
- 上野学園：本部は東京都。
- 上野学園：本部は広島県。
- 上野かっぽう学園：本部は三重県。
- 上野教育学園：本部は岩手県。
- 上野塾：本部は東京都。
- 上野そろばん簿記学園：本部は三重県。
- 上野原学園：本部は山梨県。
- 上野原羽佐間幼稚園：本部は山梨県。
- 上野法律学園：本部は東京都。
- 上宮学園：本部は大阪府。読み方は『うえのみやがくえん』。
- 上野山学園：本部は和歌山県。
- 上野洋裁学院：本部は東京都。
- 上原学園：本部は鹿児島県。
- 上原学園：本部は栃木県。
- 上原学園：本部は広島県。
- 上松学園：本部は埼玉県。
- 上村学園：本部は熊本県。読み方は『うえむらがくえん』。
- ヴェリタス学園：本部は鹿児島県。
- ヴォーリズ学園：本部は滋賀県。
- 浮田学園：本部は鹿児島県。
- うぐいす学園：本部は愛知県。
- 氏家幼稚園：本部は栃木県。
- 宇治学園：本部は京都府。1994年9月1日付で『立命館』と合併した。
- 宇治ヶ森学園：本部は広島県。
- 牛島学園：本部は埼玉県。
- 牛田学園：本部は愛知県。
- 牛田教会学園：本部は広島県。
- 牛津ルーテル学園：本部は佐賀県。
- 臼井学園：本部は大阪府。
- 臼井学園：本部は千葉県。
- 臼井学園：本部は東京都。
- 臼井学園：本部は富山県。
- うずしお学園：本部は鹿児島県。
- 渦尻学園：本部は兵庫県。
- 薄永学園：本部は千葉県。
- 太秦学園：本部は京都府。
- 宇田川学園：本部は東京都。
- 内田学園：本部は秋田県。
- 内田学園：本部は神奈川県。
- 内田橋学園：本部は愛知県。
- うちの学園：本部は鹿児島県。
- 内野学園：本部は東京都。
- 内丸学園：本部は岩手県。
- 内村学園：本部は埼玉県。
- 内山学園：本部は北海道。
- 内山学園：本部は和歌山県。
- 内山下保育会：本部は岡山県。
- 美ヶ丘学園：本部は宮崎県。
- 内海学園：本部は東京都。
- 宇都宮海星学園：本部は栃木県。『日本カトリック学校連合会』に属する。
- 宇都宮学園：本部は栃木県。
- 宇都宮美術学院：本部は栃木県。
- 宇都宮YMCA学園：本部は栃木県。
- 洞木学園：本部は広島県。
- 宇野学園：本部は千葉県。
- 宇ノ気学園：本部は石川県。
- 卯之町幼稚園：本部は愛媛県。
- 宇部学園：本部は山口県。
- うみのほし学園：本部は長崎県。『日本カトリック学校連合会』に属する。
- 海の星学園：本部は石川県。2005年に『カルメン学園』と『ヨゼフ学園』等が合併して『石川カトリック学園』が発足。『日本カトリック学校連合会』に属した。
- 海の星学園：本部は三重県。『日本カトリック学校連合会』に属する。
- 海山学園：本部は秋田県。
- 梅川学園：本部は大阪府。
- 梅ヶ原学園：本部は栃木県。
- 梅澤学園：本部は埼玉県。
- 梅園学園：本部は千葉県。
- 梅田学園：本部は兵庫県。
- 梅野学園：本部は熊本県。
- 梅の木学園：本部は埼玉県。
- 梅の木学園：本部は広島県。
- 梅原学園：本部は神奈川県。
- 梅村学園：本部は愛知県。2018年4月1日付で『三重高等学校』を分離した。旧称『財団法人梅村学園』。
- 羽陽学園：本部は山形県。
- 浦島学園：本部は北海道。
- 裏千家学園：本部は京都府。
- 浦野学園：本部は東京都。
- 浦山学園：本部は富山県。
- 浦和学院：本部は埼玉県。
- 浦和榎本学園：本部は埼玉県。
- 浦和済美学園：本部は埼玉県。
- 浦和長澤学園：本部は埼玉県。
- 浦和西学園：本部は埼玉県。
- 浦和富士学園：本部は埼玉県。
- 浦和根岸学園：本部は埼玉県。
- 浦和みひかり学園：本部は埼玉県。
- 浦和ルーテル学院：本部は埼玉県。『キリスト教学校教育同盟』に属する。
- 瓜生山学園：本部は京都府。
- 上戸鈴木学園：本部は埼玉県。
- 雲柱社：本部は東京都。

### え
- 英愛学園：本部は埼玉県。
- AICJ鴎州学園：本部は広島県。
- 永安寺学園：本部は東京都。
- 盈科学園：本部は茨城県。
- 永観堂学園：本部は京都府。
- 栄光学園：本部は愛知県。
- 栄光学園：本部は茨城県。
- 栄光学園：本部は神奈川県。『日本カトリック学校連合会』に属する。2016年に『学校法人上智学院』と合併。
- 栄光学園：本部は高知県。
- 栄光学園：本部は埼玉県。
- 栄光学園：本部は長崎県。
- 栄光学園：本部は福井県。
- 栄光学園：本部は福島県。
- 栄光学園：本部は宮崎県。
- 栄光学園：本部は山形県。
- 泳光学園：本部は東京都。
- 栄孝学園：本部は栃木県。
- 英光学園：本部は福岡県。
- 円応寺学園：本部は福岡県。
- 栄昌学園：本部は大分県。
- 英尚学園：本部は佐賀県。
- 永照寺学園：本部は大阪府。
- 永照寺学園：本部は広島県。
- 英真学園：本部は大阪府。
- 英進学園：本部は埼玉県。
- 英進学園：本部は東京都。
- 英進学園：本部は北海道。
- 盈進学園：本部は埼玉県。1972年に『大東文化学園』と合併したが、1977年7月7日付で再び分離した。
- 盈進学園：本部は広島県。
- 栄伸学園：本部は千葉県。
- エイシンカレッジ：本部は新潟県。
- 英数学館：本部は広島県。『加計学園グループ』に属する。
- 英正学園：本部は愛知県。
- HAC国際学園：本部は群馬県。
- エイチ・エム・エヌ学園：本部は静岡県。
- 英知学院：本部は兵庫県。旧称『学校法人百合学院』。
- 英智学院：本部は新潟県。
- 叡智学園：本部は千葉県。
- 英知学園：本部は長崎県。
- 英智学園：本部は宮城県。
- エイティーングローバル：本部は愛知県。
- 栄戸学園：本部は神奈川県。
- 映徳学園：本部は青森県。
- 永明学院：本部は東京都。
- 英明学園：本部は愛知県。
- 叡明館：本部は石川県。設置した『叡明館中等部』『叡明館高等部』は1995年に事実上廃校となっている。
- 栄和学園：本部は愛知県。
- 永和学園：本部は福島県。
- 江川美育研究所：本部は兵庫県。
- 益水学園：本部は茨城県。
- 恵光学園：本部は群馬県。読み方は『えこうがくえん』。
- 江口学園：本部は千葉県。
- 江口学園：本部は福岡県。
- 江口幼稚園：本部は山口県。
- 彗光学園：本部は北海道。
- 枝幸幼稚園：本部は北海道。
- エーシーシー芸術学院：本部は宮城県。
- 恵生院学園：本部は栃木県。
- 恵照学園：本部は京都府。
- 江尻幼稚園：本部は静岡県。
- エスイー学園：本部は長野県。
- エスコーラ・パラレロ：本部は群馬県。
- エスコラピオス学園：本部は三重県。『南山大学系』『日本カトリック学校連合会』に属する。
- SBI大学：本部は神奈川県。
- 江副学園：本部は東京都。
- 江田学園：本部は茨城県。
- 枝重学園：本部は高知県。
- 枝光学園：本部は東京都。
- エッセ学園：本部は石川県。『国際グループ』に属する。
- エーデル学園：本部は埼玉県。
- エーデル学園：本部は千葉県。
- 江渡学園：本部は青森県。
- 江戸川学園：本部は埼玉県。
- 江戸川学園：本部は東京都。
- 江戸川富士学園：本部は東京都。
- 江西国際学園：本部は愛知県。
- エヌ・アイ・エス学園：本部は静岡県。
- NHK学園：本部は東京都。旧称『学校法人日本放送協会学園』。
- 榎園学園：本部は鹿児島県。
- えのもと学園：本部は埼玉県。
- 榎本学園：本部は東京都。
- 江畑学園：本部は大阪府。
- 江端学園：本部は大阪府。
- ABK学館：本部は東京都。
- エービーシー学園：本部は新潟県。
- エービーシー学苑：本部は福島県。
- 戎橋洋裁学院：本部は大阪府。
- えびつ学園：本部は高知県。
- えびの学園：本部は宮崎県。
- 愛媛学園：本部は愛媛県。
- 愛媛県美容学園：本部は愛媛県。
- 愛媛高洋学園：本部は愛媛県。
- 愛媛朝鮮学園：本部は愛媛県。
- 愛媛幼稚園：本部は愛媛県。
- 江別大谷学園：本部は北海道。
- 江別キリスト教学園：本部は北海道。
- 江別若葉学園：本部は北海道。
- MSH医療学園：本部は広島県。
- MGL学園：本部は群馬県。
- エムポリアム学園：本部は福島県。
- エリザベト音楽大学：本部は広島県。『日本カトリック学校連合会』に属する。
- エール学園：本部は大阪府。
- 遠軽学園：本部は北海道。
- 圓光寺学園：本部は大阪府。
- 円成寺学園：本部は長崎県。
- エンゼル学園：本部は愛媛県。
- エンゼル学園：本部は埼玉県。
- エンゼル学園：本部は奈良県。
- エンゼル学園：本部は兵庫県。
- 円通学園：本部は福岡県。
- 円通寺学園：本部は長崎県。
- 遠藤学園：本部は静岡県。
- 遠藤学園：本部は東京都。
- 円徳寺学園：本部は岐阜県。
- 円応寺学園：本部は福岡県。
- 円福学園：本部は長野県。
- 円福寺学園：本部は愛知県。
- 延命寺学園：本部は埼玉県。
- 延暦寺学園：本部は滋賀県。
- 圓龍学園：本部は長野県。

### お
- 追川学園：本部は東京都。
- 老久保学園：本部は北海道。
- 老本学園：本部は埼玉県。
- 桜蔭学園：本部は東京都。
- 桜花学園：本部は愛知県。旧称『財団法人桜花女子学園』。
- 桜花学園：本部は静岡県。
- 桜花服装学院：本部は新潟県。
- 桜華幼稚園：本部は石川県。
- 扇町同胞学園：本部は大阪府。
- 桜鳩学園：本部は神奈川県。
- 桜水会：本部は茨城県。
- 追手門学院：本部は大阪府。
- 鴨東キリスト教学園：本部は京都府。
- 桜美林学園：本部は埼玉県。
- 桜美林学園：本部は東京都。『キリスト教学校教育同盟』に属する。
- 近江育英会：本部は滋賀県。
- 近江学園：本部は北海道。
- 近江兄弟社学園：本部は滋賀県。『キリスト教学校教育同盟』に属する。
- 近江聖書学園：本部は滋賀県。
- 鷗友学園：本部は東京都。
- 黄龍学園：本部は愛知県。
- 桜露学園：本部は熊本県。
- 大麻学園：本部は香川県。
- 大阿蘇学園：本部は熊本県。
- 大網学園：本部は千葉県。
- 大石学園：本部は静岡県。
- 大石学園：本部は福岡県。
- 大泉菁莪学園：本部は東京都。
- 大分愛隣学園：本部は大分県。
- 大分カトリック学園：本部は大分県。『日本カトリック学校連合会』に属する。
- 大分高等学校：本部は大分県。
- 大分聖公学園：本部は大分県。
- 大出学園：本部は群馬県。
- 大内学園：本部は秋田県。
- 大内学園：本部は広島県。
- 大浦学園：本部は佐賀県。
- 大浦学園：本部は長崎県。
- 大浦学園：本部は福岡県。
- 大江学園：本部は愛知県。
- 大岡学園：本部は愛知県。
- 大岡学園：本部は兵庫県。
- 大垣女子短期大学：本部は岐阜県。2017年4月1日付で『岐阜経済大学』と合併して『大垣総合学園』が発足。
- 大垣総合学園：本部は岐阜県。2017年4月1日付で『大垣女子短期大学』と『岐阜経済大学』が合併して発足。
- 大垣日本大学学園：本部は岐阜県。『日本大学系』に属する。
- 大垣幼稚園：本部は岐阜県。
- 大柏学園：本部は茨城県。
- 大釜学園：本部は岩手県。
- 大川学園：本部は埼玉県。
- 大川学園：本部は三重県。
- 大木学園：本部は群馬県。
- 大口聖公学園：本部は鹿児島県。
- 大口明光学園：本部は鹿児島県。『日本カトリック学校連合会』に属する。
- 大久保育英会：本部は栃木県。
- 大久保学園：本部は愛知県。
- 大久保学園：本部は栃木県。
- 大熊学園：本部は埼玉県。
- 大隈記念早稲田佐賀学園：本部は佐賀県。『早稲田大学系』に属する。
- 大倉山学園：本部は神奈川県。1956年9月に『五島育英会』と合併した。
- 大河内学園：本部は山口県。
- 大阪愛徳学園：本部は大阪府。『日本カトリック学校連合会』に属する。
- 大阪青山学園：本部は大阪府。
- 大阪安達学園：本部は大阪府。『Adachi学園グループ』に属した。2017年に『東京安達学園』と合併した。
- 大阪医科薬科大学：本部は大阪府。旧称『学校法人大阪医科大学』。2014年4月1日付で『高槻高等学校』を、2021年4月1日付で『大阪薬科大学』を合併し、現名称に変更した。
- 大阪音楽大学：本部は大阪府。
- 大阪学院大学：本部は大阪府。
- 大阪学園：本部は大阪府。
- 大阪学芸：本部は大阪府。旧称『学校法人成器学園』。
- 大阪キリスト教学院：本部は大阪府。『キリスト教学校教育同盟』に属する。
- 大阪キリスト教青年会：本部は大阪府。『キリスト教学校教育同盟』に属する。
- 大阪錦城学園：本部は大阪府。
- 大阪九条キリスト教学園：本部は大阪府。
- 大阪経済大学：本部は大阪府。
- 大阪経済法律学園：本部は大阪府。
- 大阪経理経済学園：本部は大阪府。
- 大阪国学院：本部は大阪府。
- 大阪国際学園：本部は大阪府。旧称『財団法人帝国学園』『学校法人帝国学園』。
- 大阪産業大学：本部は大阪府。旧称『学校法人大阪交通学園』。設置した『大阪産業大学附属歯科衛生士学院専門学校』は2009年に『学校法人平成医療学園』へ経営移管している。
- 大阪歯科大學：本部は大阪府。
- 大阪滋慶学園：本部は大阪府。『滋慶学園グループ』に属する。
- 大阪慈光学園：本部は大阪府。
- 大阪集成学園：本部は大阪府。
- 大阪聖徳学園：本部は大阪府。
- 大阪城北学園：本部は大阪府。
- 大阪女学院：本部は大阪府。『キリスト教学校教育同盟』に属する。1958年に『恵星女子学園』と合併した。
- 大阪信愛女学院：本部は大阪府。『日本カトリック学校連合会』に属する。
- 大阪成蹊学園：本部は大阪府。
- 大阪星光学院：本部は大阪府。『日本カトリック学校連合会』に属する。
- 大阪聖心学院：本部は大阪府。
- 大阪聖マリア学園：本部は大阪府。『日本カトリック学校連合会』に属する。
- 大阪繊維学園：本部は大阪府。
- 大阪創都学園：本部は大阪府。
- 大阪武田学園：本部は大阪府。
- 大阪中華学校：本部は大阪府。
- 大阪朝鮮学園：本部は大阪府。
- 大阪鶴見学院：本部は大阪府。
- 大阪電気通信大学：本部は大阪府。
- 大阪初芝学園：本部は大阪府。
- 大阪東学園：本部は大阪府。
- 大阪福島キリスト教学園：本部は大阪府。
- 大阪貿易学院：本部は大阪府。
- 大阪都島自動車学校：本部は大阪府。
- 大阪明星学園：本部は大阪府。『日本カトリック学校連合会』に属する。
- 大阪薬種商教育学園：本部は大阪府。
- 大阪薬科大学：本部は大阪府。2021年4月1日付で『大阪医科大学』と合併した。
- 大阪夕陽丘学園：本部は大阪府。旧称『学校法人大阪女子学園』。
- 大阪予備校：本部は大阪府。設置した『大阪予備校』『大阪北予備校』は共に2006年で廃校となっている。
- 大阪YMCA学院：本部は大阪府。
- 大阪和服専門学園：本部は大阪府。
- 大郷学園：本部は神奈川県。
- 大里学園：本部は静岡県。
- 大里学園：本部は福岡県。
- 大里東学園：本部は静岡県。
- 大里双葉学園：本部は愛知県。
- 大下学園：本部は広島県。
- 大柴学園：本部は大阪府。
- 大島学園：本部は愛知県。
- 大島学園：本部は栃木県。
- 大清水幼稚園：本部は愛知県。
- 大洲学園：本部は静岡県。
- 大洲学園：本部は広島県。
- 大杉学園：本部は愛知県。
- 大関学園：本部は茨城県。
- 大関学園：本部は北海道。
- 大園学園：本部は鹿児島県。
- 大園学園：本部は長崎県。
- 大曽根学園：本部は愛知県。
- おおぞら学園：本部は北海道。
- 太田アカデミー：本部は群馬県。
- 太田学園：本部は岩手県。
- 太田学園：本部は神奈川県。
- 太田学園：本部は千葉県。
- 太田学園：本部は兵庫県。
- 大竹学園：本部は神奈川県。
- 大竹学園：本部は東京都。
- 大竹学園：本部は広島県。
- 太田国際学園：本部は群馬県。
- 太田仁愛幼稚園：本部は群馬県。
- 大館ホテヤ学園：本部は秋田県。
- 大谷学園：本部は愛知県。読み方は『おおたにがくえん』。
- 大谷学園：本部は青森県。読み方は『おおたにがくえん』。
- 大谷学園：本部は大阪府。読み方は『おおたにがくえん』。『真宗大谷派学校連合会』に属する。
- 大谷学園：本部は神奈川県。読み方は『おおたにがくえん』。
- 大谷学園：本部は兵庫県。読み方は『おおたにがくえん』。
- 大谷学園：本部は福岡県。読み方は『おおたにがくえん』。
- 大谷学園：本部は福島県。読み方は『おおたにがくえん』。
- 大谷済美幼稚園：本部は石川県。
- 太田幼稚園：本部は群馬県。
- 大多和学園：本部は島根県。
- 大田原鈴木学園：本部は栃木県。
- 大津愛光学園：本部は滋賀県。
- 大塚学院：本部は東京都。
- 大塚学園：本部は埼玉県。
- 大塚学園：本部は千葉県。
- 大塚学園：本部は栃木県。
- 大塚学園：本部は広島県。
- 大津学園：本部は神奈川県。
- 大西学園：本部は山口県。
- 大塚平安学園：本部は神奈川県。
- 大月学園：本部は山梨県。
- 大月キリスト教学園：本部は山梨県。
- 大西聖マリア学園：本部は滋賀県。
- 大津文化学園：本部は滋賀県。
- 大妻学院：本部は東京都。旧称『財団法人大妻学院』。『大妻女子大学系』に属した。2013年4月1日付で『誠美学園』と合併した。
- 大出学園：本部は群馬県。
- 大手前学園：本部は大阪府。
- 大利根学園：本部は埼玉県。
- おおとり学園：本部は埼玉県。
- おおとり学園：本部は長崎県。
- おおとり学園：本部は北海道。
- おおとり学園：本部は宮城県。
- 鳳学園：本部は熊本県。
- 鵬学園：本部は北海道。
- 大成学園：本部は埼玉県。読み方は『おおなりがくえん』。
- 大西学園：本部は愛知県。
- 大西学園：本部は大阪府。
- 大西学園：本部は神奈川県。
- 大貫学園：本部は東京都。
- 大貫学園：本部は栃木県。
- 大沼学園：本部は福岡県。
- 大沼学園：本部は東京都。
- 大野学園：本部は神奈川県。
- 大野学園：本部は埼玉県。
- 大野学園：本部は静岡県。2019年9月2日付で『イーエーエス伯人学校』『倉橋学園』と合併した。
- 大野学園：本部は東京都。
- 大野学園：本部は長崎県。
- 大野木学園：本部は千葉県。
- 大野山学園：本部は千葉県。
- 大野山学園：本部は福岡県。
- 大庭学園：本部は沖縄県。
- 大橋学園：本部は愛知県。
- 大橋学園：本部は大阪府。
- 大橋学園：本部は神奈川県。
- 大橋学園：本部は千葉県。
- 大橋学園：本部は三重県。
- 大橋幼稚園：本部は福岡県。
- 大畑育英学園：本部は北海道。
- 大原学園：本部は東京都。『大原学園グループ』に属する。
- 大原学園：本部は奈良県。
- 大原野学園：本部は京都府。
- 大原幼稚園：本部は福岡県。
- 大原和服専門学園
- 大彦学園：本部は新潟県。
- 大平学園：本部は茨城県。
- 大開学園：本部は青森県。
- おおひらき学園：本部は大阪府。
- おおひらふじ学園：本部は栃木県。
- 大藤学園：本部は北海道。
- 大船いしい学園：本部は神奈川県。
- 大堀学園：本部は埼玉県。
- 大前学園：本部は兵庫県。
- 大町幼稚園：本部は愛媛県。
- 大南学園：本部は群馬県。
- 大美野学園：本部は大阪府。
- 大宮学園：本部は大阪府。
- 大宮学園：本部は宮崎県。
- 大宮渋谷学園：本部は埼玉県。
- 大宮信愛学園：本部は埼玉県。
- 大宮福島学園：本部は埼玉県。
- 大牟田あかつき幼稚園：本部は福岡県。
- 大牟田学園：本部は福岡県。
- 大牟田聖マリア学園：本部は福岡県。
- 大牟田バプテスト学園：本部は福岡県。
- 大村学園：本部は愛媛県。
- 大村学園：本部は静岡県。
- 大村学園：本部は福岡県。
- 大村文化学園：本部は福岡県。
- 大室学園：本部は埼玉県。
- 大森学園：本部は岡山県。
- 大森学園：本部は神奈川県。
- 大森学園：本部は岐阜県。
- 大森学園：本部は千葉県。
- 大森学園：本部は東京都。
- 大森学園：本部は広島県。
- 大矢学園：本部は東京都。2006年12月に民事再生法の適用を受け、設置した『代々木アニメーション学院』は『リップルウッド・ホールディングス』による再建支援が行われ、『専修学校マルチメディアアート学園』は2008年3月に廃校となった。
- 大屋学園：本部は大阪府。
- 大屋学園：本部は福岡県。
- 大谷学園：本部は福島県。読み方は『おおやがくえん』。
- 大手学園：本部は兵庫県。
- 大前学園：本部は兵庫県。
- 大丸学園：本部は鹿児島県。
- 大道学園：本部は兵庫県。
- 大山学園：本部は埼玉県。
- 大淀学園：本部は宮崎県。
- 岡垣学園：本部は福岡県。
- 岡垣第一幼稚学園：本部は福岡県。
- 岡学園：本部は大阪府。
- 岡学園：本部は和歌山県。
- 岡学園トータルデザインアカデミー：本部は長野県。
- 岡崎葵学園：本部は愛知県。
- 岡崎学園：本部は愛知県。2014年4月1日付で『河原学園』と合併した。
- 岡崎学園：本部は大阪府。
- 岡崎学園：本部は神奈川県。
- 岡崎学園：本部は熊本県。
- 岡崎学園：本部は埼玉県。
- 小笠原幼稚園：本部は山梨県。
- 岡田学院：本部は兵庫県。
- 岡田学園：本部は岐阜県。
- 岡田学園：本部は熊本県。
- 岡田学園：本部は埼玉県。
- 岡田学園：本部は佐賀県。
- 岡田学園：本部は千葉県。
- 岡田学園：本部は兵庫県。
- 岡田学園：本部は北海道。
- 岡田幼稚園：本部は埼玉県。
- 尾形学園：本部は岡山県。
- 尾形学園：本部は千葉県。
- 岡辻学園：本部は大阪府。
- 岡部学園：本部は大阪府。
- 岡村学園：本部は大阪府。
- 岡村学園：本部は東京都。
- 岡本学園：本部は愛知県。
- 岡本学園：本部は岡山県。
- 岡本学園：本部は群馬県。
- 岡本学園：本部は千葉県。
- 岡本学園：本部は栃木県。
- 岡本信愛学園：本部は兵庫県。
- 岡山科学技術学園：本部は岡山県。
- 岡山学園：本部は大阪府。
- 岡山学園：本部は岡山県。
- おかやま希望学園：本部は岡山県。
- 岡山聖心の布教姉妹会：本部は岡山県。『日本カトリック学校連合会』に属する。
- 岡山瀬戸内学園：本部は岡山県。
- 岡山朝鮮学園：本部は岡山県。
- 岡山理容美容学園：本部は岡山県。
- 岡谷立正学園：本部は長野県。
- おがわ学院：本部は茨城県。
- 小川学園：本部は佐賀県。
- 小川学園：本部は千葉県。
- 沖学園：本部は福岡県。
- 荻窪学園：本部は神奈川県。
- 隠岐女子文化学院：本部は島根県。
- 荻須学園：本部は愛知県。
- 興津学園：本部は静岡県。
- 置戸めぐみ学園：本部は北海道。
- 冲永学園：本部は東京都。
- 沖縄科学技術大学院大学学園：本部は沖縄県。沖縄科学技術大学院大学学園法の規定により設置された特殊な学校法人である。
- 沖縄キリスト教学院：本部は沖縄県。『キリスト教学校教育同盟』に属する。
- 沖縄クリスチャンスクール：本部は沖縄県。
- 沖繩国際大学：本部は沖縄県。
- 沖縄三育学院：本部は沖縄県。『キリスト教学校教育同盟』に属する。
- 沖縄大学：本部は沖縄県。
- 沖縄中央学園：本部は沖縄県。
- 荻野学園：本部は神奈川県。
- 荻原学園：本部は千葉県。
- 沖本学園：本部は広島県。
- 奥園学園：本部は東京都。
- 奥田学園：本部は長崎県。旧称『学校法人九州経営学園』。
- 奥田料理学院：本部は福井県。
- 御國学園：本部は岡山県。
- 奥野学園：本部は大阪府。
- 奥野木学園：本部は千葉県。
- 奥林学園：本部は大阪府。
- 奥山学園：本部は広島県。
- 小倉あさひ幼稚園：本部は埼玉県。
- 小倉学園：本部は京都府。
- 小倉学園：本部は群馬県。
- 小倉文教学園：本部は東京都。
- 小栗学園：本部は長崎県。
- 桶川学園：本部は埼玉県。
- 越生学園：本部は埼玉県。
- 越阪部学園：本部は埼玉県。
- 尾﨑學院：本部は神奈川県。
- 尾崎学園：本部は神奈川県。
- 幼き聖マリア女子学園：本部は愛知県。『日本カトリック学校連合会』に属する。
- おさなごのにわ：本部は千葉県。
- 小沢学園：本部は青森県。
- 小沢学園：本部は埼玉県。
- 小沢学園：本部は静岡県。
- 小澤学園：本部は神奈川県。
- 小澤学園：本部は東京都。
- 尾沢学園：本部は埼玉県。
- お三の宮学園：本部は神奈川県。
- 押野学園：本部は鹿児島県。
- 尾鈴学園：本部は宮崎県。
- 小瀬学園：本部は栃木県。
- 尾関学園：本部は愛知県。
- 小曽根学院：本部は大阪府。
- 織田学園：本部は愛知県。
- 織田学園：本部は静岡県。
- 織田学園：本部は東京都。
- 小田学園：本部は山口県。
- 小田原女子短期大学：本部は神奈川県。旧称『学校法人小田原女子学院』。2014年4月1日付で『三幸学園』と合併した。
- 小樽学園：本部は北海道。
- 小樽桂岡学園：本部は北海道。
- 小樽シオン学園：本部は北海道。
- 小樽昭和学園
- 小樽龍谷学園：本部は北海道。
- 小樽和順学園：本部は北海道。
- 小田原教育メディア：本部は神奈川県。
- 小田原美以学園：本部は神奈川県。
- 落合学園：本部は茨城県。
- 落合学園：本部は東京都。
- お茶の水学園：本部は東京都。
- 小津奨学会：本部は愛知県。
- 音更共栄台学園：本部は北海道。
- 音羽学園：本部は山形県。
- 音羽幼稚園：本部は東京都。
- 鬼木医療学園：本部は東京都。
- 御西学園：本部は北海道。
- お人形社学園：本部は宮城県。
- 小沼学園：本部は北海道。
- 尾上幼稚園：本部は福井県。
- 小野学園：本部は青森県。
- 小野学園：本部は茨城県。
- 小野学園：本部は東京都。
- 小野学園：本部は宮城県。
- 小野学園：本部は山口県。
- 小野瀬学園：本部は栃木県。
- 小野田めぐみ学園：本部は山口県。
- 小野寺学園：本部は静岡県。
- 小野寺学園：本部は福島県。
- 尾道学園：本部は広島県。
- 斧山学園：本部は福岡県。
- 小野幼稚園：本部は京都府。
- 尾花沢学園：本部は山形県。
- 小浜幼稚園：本部は長崎県。
- 小羽山学園：本部は山口県。
- 小原台学園：本部は神奈川県。
- お東学園：本部は愛知県。
- 帯広葵学園：本部は北海道。
- 帯広大谷学園：本部は北海道。『真宗大谷派学校連合会』に属する。
- 帯広学園：本部は北海道。『帯広学園グループ』を構成する。
- 帯広コア学園：本部は北海道。『コア学園グループ』に属する。
- 帯広同朋学園：本部は北海道。
- 帯広堀学園：本部は北海道。
- 帯広みどり学園：本部は北海道。
- 帯広竜谷学園：本部は北海道。
- 帯広わかば学園：本部は北海道。
- 帯広渡辺学園：本部は北海道。
- 於福学園：本部は山口県。
- 小俣学園：本部は栃木県。
- 雄湊学園：本部は和歌山県。
- おもと会：本部は沖縄県。
- 小矢部自動車学校：本部は富山県。
- おやま学園：本部は青森県。
- 小山学園：本部は香川県。読み方は『おやまがくえん』。
- 小山学園：本部は栃木県。読み方は『おやまがくえん』。
- 小山西学園：本部は栃木県。
- 織井学園：本部は広島県。
- 折尾愛真学園：本部は福岡県。『キリスト教学校教育同盟』に属する。
- 尾張学園：本部は愛知県。『真宗大谷派学校連合会』に属する。
- 遠賀学園：本部は福岡県。
- 恩田学園：本部は山口県。
- 温知会：本部は福島県。
- 恩竉学園：本部は東京都。
- 温習塾：本部は茨城県。

## か行

### か
- 海雲学園：本部は長崎県。
- 開桜学院：本部は栃木県。
- 海岸寺学園：本部は富山県。
- 海空学園：本部は広島県。
- かいけ幼稚園：本部は鳥取県。
- 外語学園：本部は長野県。
- 海光学園：本部は佐賀県。
- 海城学園：本部は東京都。
- 開新学園：本部は熊本県。
- 開成学園：本部は埼玉県。
- 開成学園：本部は東京都。
- 開新学園：本部は熊本県。2009年4月1日付で『順心学園』を合併した。
- 海星学院：本部は北海道。『日本カトリック学校連合会』に属する。
- 海星学園：本部は長崎県。『日本カトリック学校連合会』に属する。
- 海星女子学院：本部は兵庫県。『日本カトリック学校連合会』に属する。
- 貝谷学園：本部は東京都。
- 開智学園：本部は埼玉県。『開智・日本橋教育グループ』に属する。
- 学校法人開智中学校・高等学校｜開智開智中学校・高等学校：本部は和歌山県。
- 垣内田学園：本部は広島県。
- 海南文化学園：本部は和歌山県。
- 貝畑学園：本部は岡山県。
- 開邦学園：本部は沖縄県。
- 海陽学園：本部は愛知県。
- 開陽舎：本部は栃木県。
- 偕楽総合学園：本部は広島県。
- かえで学園：本部は静岡県。
- 嘉榮学園：本部は東京都。2008年4月に『丸橋学園』を合併した。
- 嘉悦学園：本部は東京都。
- かが学園：本部は石川県。
- 加賀キンダーガルテン：本部は千葉県。
- 嘉数学園：本部は沖縄県。1991年に『尚学学園』を分離した。
- 嘉数女子学園：本部は沖縄県。
- 鏡戸学園：本部は千葉県。
- 加賀谷学園：本部は秋田県。
- 香川栄養学園：本部は東京都。
- 賀川学園：本部は千葉県。
- 香川学園：本部は東京都。
- 香川学園：本部は山口県。
- 香川県明善学園：本部は香川県。
- 香川県百華学園：本部は香川県。
- 香木学園：本部は北海道。
- 柿迫学園：本部は福岡県。
- 柿島学園：本部は埼玉県。
- 柿田学園：本部は長崎県。
- 柿沼学園：本部は埼玉県。
- かきの木学園：本部は埼玉県。
- 柿乃木学園：本部は栃木県。
- 柿ノ木坂学園：本部は東京都。
- 柿の実学園：本部は神奈川県。
- 学習院：本部は東京都。
- 角田学園：本部は千葉県。読み方は『かくたがくえん』。
- 角田学園：本部は福岡県。読み方は『かくだがくえん』。
- 角田明和女学院：本部は宮城県。
- 学文館：本部は群馬県。
- 覚前学園：本部は兵庫県。
- 各務学園：本部は岐阜県。
- 鶴鳴学園：本部は長崎県。
- 加計学園：本部は岡山県。『加計学園グループ』を構成する。
- 筧学園：本部は愛知県。
- 籠池学園：本部は大阪府。
- 鹿児島永吉学園：本部は鹿児島県。
- 鹿児島大谷学園：本部は鹿児島県。
- 鹿児島学園：本部は鹿児島県。
- 鹿児島敬愛学園：本部は鹿児島県。
- 鹿児島純心女子学園：本部は鹿児島県。『純心ファミリー』『日本カトリック学校連合会』に属する。
- 鹿児島めぐみ学園：本部は鹿児島県。
- 鹿児島竜谷学園：本部は鹿児島県。
- 葛西学園：本部は福岡県。
- 笠川学園：本部は千葉県。
- 風間学園：本部は千葉県。
- 風間学園：本部は宮城県。
- かしのみ学園：本部は東京都。
- 加治木キリスト教学園：本部は鹿児島県。
- 鹿島学園：本部は茨城県。
- 華正学園：本部は岡山県。
- 梶本学園：本部は福岡県。
- 柏学園：本部は千葉県。
- 柏学園：本部は北海道。
- かしわ学園：本部は東京都。
- 柏樹学園：本部は東京都。
- 柏木学園：本部は神奈川県。
- 柏木学園：本部は宮城県。
- 柏こばと学園：本部は千葉県。
- 柏崎情報開発学院：本部は新潟県。
- 柏崎二葉学園：本部は新潟県。
- 柏鈴木学園：本部は千葉県。
- 柏バプテスト学園：本部は千葉県。
- 柏不二学園：本部は千葉県。
- 春日学園：本部は愛知県。読み方は『かすががくえん』。『日本カトリック学校連合会』に属する。
- 春日学園：本部は神奈川県。読み方は『かすががくえん』。
- 春日学園：本部は岐阜県。読み方は『かすががくえん』。
- 春日学園：本部は京都府。読み方は『かすががくえん』。
- 春日学園：本部は埼玉県。読み方は『かすががくえん』。
- 春日学園：本部は静岡県。読み方は『かすががくえん』。
- 春日井学院：本部は愛知県。
- 春日井服飾専門学校：本部は愛知県。
- 春日区学園：本部は福岡県。
- 春日台学園：本部は青森県。
- 春日出学園：本部は大阪府。
- 春日部学園：本部は埼玉県。
- 春日幼稚園：本部は神奈川県。
- 数野学園：本部は山梨県。
- 加寿美学園：本部は熊本県。
- 霞ヶ浦学園：本部は茨城県。
- 霞ヶ浦クッキングスクール：本部は茨城県。
- 霞ヶ浦高等学校：本部は茨城県。
- 霞ヶ丘学園：本部は神奈川県。
- 霞ヶ丘学園：本部は兵庫県。
- 粕谷学園：本部は東京都。
- 華泉学園：本部は岩手県。
- 片岡学園：本部は神奈川県。
- 片上学園：本部は大阪府。
- 片浜学園：本部は静岡県。
- 片柳学院：本部は千葉県。
- 片柳学園：本部は埼玉県。
- 片柳学園：本部は東京都。
- 片山学園：本部は岡山県。
- 片山学園：本部は富山県。旧称『学校法人興北学園』。
- 片山学園：本部は山口県。
- 勝浦学園：本部は和歌山県。
- 勝川学園：本部は愛知県。
- 華頂学園：本部は京都府。2002年5月9日付で『浄土宗教育資団』と合併した。
- 華頂学園：本部は群馬県。
- 華頂学園：本部は福岡県。
- 華頂学園：本部は宮崎県。
- 華聴学園：本部は富山県。
- 勝浦学園：本部は徳島県。
- 葛飾吉田学園：本部は東京都。
- 活水学院：本部は長崎県。『キリスト教学校教育同盟』に属する。
- 桂学園：本部は大阪府。
- 勝田学園：本部は埼玉県。
- 勝田学園：本部は千葉県。
- かつみ学園：本部は神奈川県。
- 勝山学園：本部は愛媛県。
- 勝山学園：本部は宮城県。
- 桂幼稚園：本部は神奈川県。
- 加藤育英学園：本部は東京都。
- 加藤学園：本部は秋田県。
- 加藤学園：本部は茨城県。
- 加藤学園：本部は大阪府。
- 加藤学園：本部は神奈川県。
- 加藤学園：本部は岐阜県。
- 加藤学園：本部は埼玉県。
- 加藤学園：本部は静岡県。
- 加藤学園：本部は千葉県。
- 加藤学園：本部は東京都。
- 加藤学園：本部は山形県。
- 加藤文化学園：本部は東京都。
- 門川学園：本部は宮崎県。
- 門平学園：本部は埼玉県。
- 門真めぐみ学園：本部は大阪府。
- 門屋学園：本部は群馬県。
- 角谷学園：本部は北海道。
- 香取学園：本部は埼玉県。
- カトリック海の星学園：本部は愛知県。2005年4月1日付で『カトリック聖マリア学園』等と合併して『名古屋カトリック学園』が発足。『日本カトリック学校連合会』に属した。
- カトリック大隅学園：本部は鹿児島県。『日本カトリック学校連合会』に属する。
- カトリック沖縄学園：本部は沖縄県。『日本カトリック学校連合会』に属する。
- カトリック学園：本部は沖縄県。『日本カトリック学校連合会』に属する。
- カトリック学園：本部は鹿児島県。『日本カトリック学校連合会』に属する。
- カトリックさゆり：本部は福島県。
- カトリック京都教区学園：本部は京都府。『日本カトリック学校連合会』に属する。
- カトリック聖マリア学園：本部は愛知県。2005年4月1日付で『カトリック海の星学園』等と合併して『名古屋カトリック学園』が発足。『日本カトリック学校連合会』に属した。
- カトリック聖マリア学園：本部は大阪府。『キリスト教学校教育同盟』に属する。
- カトリック名古屋教区聖母学園：『日本カトリック学校連合会』に属する。
- カトリックマリスト会学園：本部は奈良県。『日本カトリック学校連合会』に属する。
- 金井学園：本部は神奈川県。
- 金井学園：本部は東京都。
- 金井学園：本部は福井県。2021年4月1日付で『新和学園』を合併した。
- 金井学園：本部は山形県。
- 神奈川映像学園：本部は神奈川県。
- 神奈川学園：本部は神奈川県。
- 神奈川経済専門学校：本部は神奈川県。
- 神奈川県住宅福祉学園：本部は神奈川県。
- 神奈川歯科大学：本部は神奈川県。旧称『学校法人日本厚生学園』。
- 神奈川聖心の布教姉妹会：『日本カトリック学校連合会』に属する。
- 神奈川大学：本部は神奈川県。
- 神奈川朝鮮学園：本部は神奈川県。
- 神奈川理容美容学園：本部は神奈川県。
- 金木学園：本部は青森県。
- 金久保学園：本部は埼玉県。
- 金子学園：本部は神奈川県。
- 金子学園：本部は埼玉県。
- 金子学園：本部は東京都。
- 金子学園：本部は栃木県。
- 金子学園：本部は福岡県。
- 金沢医科大学：本部は石川県。
- 金沢科学技術学園：本部は石川県。
- 金沢学院大学：本部は石川県。
- 金澤学園：本部は福岡県。
- 金沢学園：本部は山形県。
- 金沢学園幼稚園：本部は石川県。
- 金沢経理専門学校：本部は石川県。
- 金沢工業大学：本部は石川県。
- 金沢高等学校：本部は石川県。
- 金沢めぐみ幼稚園：本部は石川県。
- 金沢幼稚園：本部は石川県。
- 金杉学園：本部は千葉県。
- カナダ学園：本部は埼玉県。
- 金塚学園：本部は大阪府。
- 金丸学園：本部は神奈川県。
- 金丸学園：本部は長崎県。
- 金山学園：本部は埼玉県。読み方は『かなやまがくえん』。
- 金指学園：本部は静岡県。1977年に『静岡自動車学園』と合併した。
- カナン学園：本部は岩手県。
- 蟹田幼稚園：本部は青森県。
- 鹿沼白百合洋裁学院：本部は栃木県。
- 鹿沼ドレスメーカー女学院：本部は栃木県。
- 鹿沼みどり学園：本部は栃木県。
- 鹿沼幼稚園：本部は栃木県。
- 金石幼稚園：本部は石川県。
- 金岡学園：本部は岡山県。
- 金子学園：本部は神奈川県。
- 金子学園：本部は埼玉県。
- 金子学園：本部は東京都。
- 金子学園：本部は栃木県。
- 金子学園：本部は福岡県。
- カネディアンアカデミイ：本部は兵庫県。
- 金乃井学園：本部は福岡県。
- 金箱学園：本部は長野県。
- 加納学園：本部は岐阜県。
- 華野学園：本部は広島県。
- 鹿の子学園：本部は兵庫県。
- 鹿屋学園：本部は鹿児島県。
- 蒲学園：本部は静岡県。
- 鏑木学園：本部は千葉県。
- 佳峰学園：本部は福岡県。
- 釜石学園：本部は岩手県。
- 釜石南学園：本部は岩手県。
- 鎌形学園：本部は千葉県。
- 鎌倉学園：本部は神奈川県。
- 鎌倉女学院：本部は神奈川県。
- 鎌倉女子大学：本部は神奈川県。旧称『学校法人京浜大学』。『堀井学園グループ』に属する。
- 鎌倉みどり学園：本部は神奈川県。
- 蒲沢学園：本部は新潟県。
- 鎌田学園：本部は神奈川県。
- 鎌田学園：本部は千葉県。
- 上青木双葉幼稚園：本部は埼玉県。
- 上磯学園：本部は北海道。
- 上磯立正学園：本部は北海道。
- 上出学園：本部は石川県。
- 上岡学園：本部は栃木県。
- 神川学園：本部は京都府。
- 上川学園：本部は北海道。
- 神蔵学園：本部は東京都。
- 上甲子園幼稚園：本部は兵庫県。
- 上白根学園：本部は神奈川県。
- 上島学園：本部は静岡県。
- 上谷学園：本部は兵庫県。
- 上中里学園：本部は東京都。
- 上長与学園：本部は長崎県。
- 上平井幼稚園：本部は東京都。
- 上星川学院：本部は神奈川県。
- 上穂波バプテスト学園：本部は福岡県。
- 神根学園：本部は埼玉県。
- 上東学園：本部は大分県。
- 神村学園：本部は鹿児島県。
- 上村学園：本部は北海道。読み方は『かみむらがくえん』。
- かみや学園：本部は神奈川県。
- 神谷学園：本部は愛知県。
- 神谷学園：本部は岐阜県。
- 神居学園：本部は北海道。
- 亀井学園：本部は神奈川県。
- 亀井学園：本部は群馬県。
- 亀井学園：本部は千葉県。
- 亀井学園：本部は東京都。
- 亀井学園：本部は山形県。
- 亀井啓進会：本部は東京都。
- 亀阜学園：本部は香川県。
- 亀ヶ谷学園：本部は神奈川県。
- 亀田渡辺文化服装専門学校：本部は新潟県。
- 亀之森住吉学園：本部は大阪府。
- 亀山学園：本部は宮城県。
- 蒲生学園：本部は大阪府。
- 蒲生学園：本部は宮城県。
- 鴨江寺学園：本部は静岡県。
- 加茂暁星学園：本部は新潟県。
- 鴨下学園：本部は東京都。
- 鴨島学園：本部は徳島県。
- 鴨谷学園：本部は大阪府。
- かもめ幼稚園：本部は鳥取県。
- 瓶井学園：本部は大阪府。
- 華陽学園：本部は山口県。
- 唐子学園：本部は愛媛県。
- 辛島学園：本部は熊本県。
- からたち幼稚園：本部は兵庫県。
- 唐津学園：本部は佐賀県。
- カリタス学園：本部は神奈川県。『日本カトリック学校連合会』に属する。
- カリタス聖母学園：本部は東京都。『日本カトリック学校連合会』に属する。
- 華綾学園：本部は神奈川県。
- 花陵学園：本部は熊本県。
- 軽井沢風越学園：本部は長野県。
- カルメン学園：本部は石川県。2005年に『海の星学園』と『ヨゼフ学園』等が合併して『石川カトリック学園』が発足。『日本カトリック学校連合会』に属した。
- 河井学院：本部は茨城県。
- 川合学園：本部は愛知県。
- 川合学園：本部は岐阜県。
- 河合学園：本部は石川県。
- 河合学園：本部は神奈川県。
- 河合学園：本部は静岡県。
- 河合塾：本部は愛知県。『河合塾グループ』に属する。
- 河合塾学園：本部は愛知県。『河合塾グループ』に属する。
- 川江学園：本部は福岡県。
- 河上学園：本部は群馬県。
- 川上学園：本部は埼玉県。
- 川上学園：本部は千葉県。
- 川上幼稚園：本部は石川県。
- 川口石川学園：本部は埼玉県。
- 川口学園：本部は青森県。
- 川口学園：本部は埼玉県。
- 川口学園：本部は静岡県静岡市。
- 川口学園：本部は静岡県富士市。
- 川口学園：本部は東京都。『川口学園グループ』を構成する。
- 川口学園：本部は山梨県。
- 河口学園：本部は福岡県。
- 川口聖マリア幼稚園：本部は大阪府。
- 川口ふたば幼稚園：本部は埼玉県。
- 川口簿記専修学校：本部は埼玉県。
- 川久保学園：本部は大阪府。
- 川越専門学園：本部は埼玉県。
- 川越ひかり学園：本部は埼玉県。
- 川越双葉幼稚園：本部は埼玉県。
- 川崎学園：本部は岡山県。
- 川崎学園：本部は神奈川県。
- 川崎学園：本部は千葉県。
- 川崎学園：本部は栃木県。
- 川﨑学園：本部は愛知県。
- 河﨑学園：本部は大阪府。
- 川崎協立幼稚園：本部は神奈川県。
- 川崎キリスト教学園：本部は神奈川県。
- 川島学園：本部は茨城県。
- 川島学園：本部は鹿児島県。
- 川島学園：本部は東京都。
- 川島学園：本部は長崎県。
- 川島学園：本部は福岡県。
- 川島学園：本部は宮崎県。
- 河島学園：本部は大阪府。
- 川尻学園：本部は静岡県。
- 川瀬学園：本部は神奈川県。
- 川瀬学園：本部は埼玉県。
- 川副学園：本部は佐賀県。
- 川西学園：本部は京都府。
- 河西学園：本部は山梨県。
- 川田学園：本部は大阪府。
- かわね学園：本部は静岡県。
- 河野学園：本部は大分県。読み方は『かわのがくえん』。
- 河野学園：本部は東京都。読み方は『かわのがくえん』。
- 川畠学園：本部は北海道。
- 川原学園：本部は千葉県。
- 河原学園：本部は愛媛県。『河原学園グループ』を構成する。2014年4月1日付で『岡崎学園』を合併した。
- 河原学園：本部は神奈川県。
- 河原学園：本部は広島県。
- 河原学園：本部は山口県。
- 河辺学園：本部は大阪府。
- 川辺学園：本部は埼玉県。
- 川前学園：本部は岩手県。
- 川見学園：本部は千葉県。
- 川村学園：本部は岩手県。
- 川村学園：本部は東京都。
- 川村和裁学院：本部は青森県。
- 河本学園：本部は愛知県。読み方は『かわもとがくえん』。
- 河本学園：本部は茨城県。読み方は『かわもとがくえん』。
- 歓喜山学園：本部は福岡県。
- 環境芸術学園：本部は東京都。
- 環境造形学園：本部は東京都。
- 願月学園：本部は大阪府。
- 看護学園：本部は山梨県。
- 関西医科大学：本部は大阪府。
- 関西池田学園：本部は大阪府。
- 関西医療学園：本部は大阪府。
- 関西大倉学園：本部は大阪府。
- 関西外国語大学：本部は大阪府。
- 関西学院：本部は兵庫県。『キリスト教学校教育同盟』に属する。2009年4月1日付で『聖和大学』、2010年4月1日付で『千里国際学園』を合併した。
- 関西学園：本部は大阪府。読み方は『かんさいがくえん』。
- 関西看護医療大学：本部は兵庫県。旧称『学校法人順心会看護医療大学』。
- 関西金光学園：本部は大阪府。
- 関西女子学園：本部は兵庫県。
- 関西大学：本部は大阪府。
- 関西福祉学園：本部は京都府。
- 関西文理学園：本部は京都府。旧称『学校法人賀茂川学園』。『関西文理学園グループ』を構成する。
- 関西文理総合学園：本部は滋賀県。『関西文理学園グループ』に属する。
- 神崎学園：本部は神奈川県。
- 神﨑学園：本部は千葉県。
- 神崎幼稚園：本部は徳島県。
- 関城学院：本部は岩手県。
- 鴨居学園：本部は神奈川県。
- 可愛学園：本部は鹿児島県。
- 可愛学園：本部は宮崎県。
- 願生学園：本部は埼玉県。
- 願成寺学園：本部は岩手県。
- 関西学園：本部は岡山県。読み方は『かんぜいがくえん』。
- 神田女学園：本部は東京都。
- カンティーニョ学園：本部は愛知県。
- 関東医療学園：本部は千葉県。
- 関東学院：本部は神奈川県。『キリスト教学校教育同盟』に属する。
- 関東学園：本部は群馬県。旧称『財団法人関東学園』。
- 菅藤学園：本部は山形県。
- 関東国際学園：本部は東京都。
- 簡野育英会：本部は東京都。
- 菅野学院：本部は栃木県。
- 観音学園：本部は神奈川県。
- 観音寺学園：本部は栃木県。
- 蒲原学園：本部は静岡県。
- 蒲原梅花幼稚園：本部は静岡県。
- 関美学園：本部は大阪府。
- 神戸学園：本部は愛知県。読み方は『かんべがくえん』。
- 神戸学園：本部は愛媛県。読み方は『かんべがくえん』。
- 神戸学園：本部は埼玉県。読み方は『かんべがくえん』。
- 函嶺白百合学園：本部は神奈川県。『日本カトリック学校連合会』『白百合学園系』に属する。

### き
- 貴庵寺学園：本部は静岡県。
- 木内学園：本部は千葉県。読み方は『きうちがくえん』。
- 木浦学園：本部は埼玉県。
- 喜恵学園：本部は宮崎県。
- 祇園清心学園：本部は広島県。『日本カトリック学校連合会』に属する。
- 気賀学園：本部は静岡県。
- 桔梗が丘学園：本部は三重県。
- 桔梗学園：本部は北海道。
- 菊枝学園：本部は北海道。
- 菊誠学園：本部は東京都。
- 菊武学園：本部は愛知県。
- 菊池学園：本部は東京都。
- 菊池女子学園：本部は熊本県。
- 菊の花学園：本部は京都府。
- 菊本学園：本部は愛媛県。
- 喜幸学園：本部は宮城県。
- きさらづ学園：本部は千葉県。
- 木更津つくし学園：本部は千葉県。
- 祁山学園：本部は千葉県。
- 岐山学園：本部は千葉県。
- 岸栄光学園：本部は神奈川県。
- 岸学園：本部は岡山県。
- 岸田学園：本部は埼玉県。
- 岸野学園：本部は東京都。
- 木島学園：本部は石川県。
- 木嶋学園：本部は千葉県。
- 木嶋学園：本部は栃木県。
- 喜染学園：本部は千葉県。
- 北朝霞学園：本部は埼玉県。
- 北アルプスの風學舎：本部は長野県。
- 北泉学園：本部は東京都。
- 北梅本学園：本部は愛媛県。
- 北丘学園：本部は千葉県。
- 北恩加島学園：本部は大阪府。
- 北小樽学園：本部は北海道。
- 喜田学園：本部は兵庫県。
- 喜田学園：本部は広島県。
- 北加積幼稚園：本部は富山県。
- 北鎌倉学園：本部は神奈川県。
- 北鎌倉女子学園：本部は神奈川県。
- 北上学園：本部は岩手県。旧称『学校法人黒沢尻女子学園』。『専修大学系』に属する。
- 北川学園：本部は石川県。
- 北川学園：本部は香川県。
- 北川学園：本部は北海道。
- 喜多川記念学園：本部は兵庫県。
- 北関東カトリック学園：本部は栃木県。『日本カトリック学校連合会』に属する。
- 北九州学院：本部は福岡県。旧称『学校法人筑豊学園』。設置した『北九州短期大学』に対しては2004年10月19日付で解散命令が出されている。
- 北九州文化学園：本部は福岡県。
- 北九州YMCA学園：本部は福岡県。
- 北口学園：本部は大阪府。
- 北埼玉学園：本部は埼玉県。
- 北里研究所：本部は東京都。旧称『学校法人北里学園』。2008年4月1日付で『北里学園』と『北里研究所』が合併し、発足した。
- 北島学園：本部は茨城県。
- 北島学園：本部は徳島県。
- 北白川学園：本部は京都府。
- 北城学園：本部は栃木県。
- 北須磨保育センター：本部は兵庫県。
- 北豊島学園：本部は東京都。
- 北日本カレッジ：本部は岩手県。旧称『一般財団法人北日本カレッジ』。
- 北日本自動車学校：本部は富山県。
- 北日本高等学院：本部は岩手県。
- 北野学園：本部は長野県。旧称『学校法人上田女子短期大学』。
- 北野学園：本部は奈良県。
- 北野学園：本部は北海道。
- 北野学園：本部は山口県。
- 北野萬松学園：本部は京都府。
- きたば学園：本部は和歌山県。
- 北浜学園：本部は静岡県。
- きたはら学園：本部は埼玉県。
- 北原学園：本部は青森県。
- 北原学園：本部は長野県。
- 北広島竜谷学園：本部は北海道。
- 北見大谷学園：本部は北海道。
- 北見学園：本部は神奈川県。
- 北見学園：本部は北海道。
- 北見カトリック学園：本部は北海道。『日本カトリック学校連合会』に属する。
- 北見光華学園：本部は北海道。
- 北見小林学園：本部は北海道。
- 北見明和学園：本部は北海道。
- 北見竜谷学園：本部は北海道。
- 北村学園：本部は群馬県。
- 北村文化学園：本部は神奈川県。
- 北山学園：本部は大阪府。
- 北山学園：本部は京都府。
- 北山学園：本部は宮城県。
- 吉祥学園：本部は岩手県。
- 吉祥学園：本部は京都府。
- 吉祥学園：本部は埼玉県。
- 吉祥学園：本部は千葉県。
- 橘川学園：本部は神奈川県。
- 橘心学園：本部は埼玉県。
- きつれ川幼稚園：本部は栃木県。
- キディ学園：本部は石川県。
- 紀藤学園：本部は東京都。
- 城戸学園：本部は福岡県。
- 幾度学園：本部は山口県。
- 木浪学園：本部は青森県。
- きぬ学園：本部は茨城県。
- 衣笠学園：本部は神奈川県。
- きぬ川幼稚園：本部は栃木県。
- 木内学園：本部は徳島県。読み方は『きのうちがくえん』。
- きのくに子どもの村学園：本部は和歌山県。
- 木下学園：本部は東京都。
- 木ノ下学園：本部は和歌山県。
- 木原学園：本部は鹿児島県。
- 吉備学園：本部は岡山県。
- 吉備高原学園：本部は岡山県。『加計学園グループ』に属する。
- 岐阜編物専門学院：本部は岐阜県。
- 岐阜学園：本部は岐阜県。
- 岐阜経済大学：本部は岐阜県。2017年4月1日付で『大垣女子短期大学』と合併して『大垣総合学園』が発足。
- 岐阜済美学院：本部は岐阜県。『キリスト教学校教育同盟』に属する。
- 岐阜朝鮮学園：本部は岐阜県。
- 岐阜美容学園：本部は岐阜県。
- 希望が丘学園：本部は鹿児島県。
- 希望ヶ丘学園：本部は神奈川県。
- 希望ヶ丘学園：本部は千葉県。
- 希望学園：本部は愛知県。読み方は『きぼうがくえん』。
- 希望学園：本部は神奈川県。読み方は『きぼうがくえん』。
- 希望学園：本部は埼玉県。読み方は『きぼうがくえん』。
- 希望学園：本部は東京都。読み方は『きぼうがくえん』。
- 希望学園：本部は北海道。読み方は『きぼうがくえん』。設置した『釧路第一高等学校』は1978年3月に廃校となっている。
- 希望の庭学園：本部は東京都。
- 君が淵学園：本部は熊本県。
- 君津あすなろ学園：本部は千葉県。
- 君津学園：本部は千葉県。
- 木村学園：本部は愛知県。
- 木村学園：本部は茨城県。
- 木村学園：本部は大阪府。
- 木村学園：本部は神奈川県。
- 木村学園：本部は群馬県。
- 木村学園：本部は栃木県。
- 木村学園：本部は広島県。
- 木村学園：本部は福岡県大牟田市。
- 木村学園：本部は福岡県福岡市。
- 木村学園：本部は北海道。
- 木村学園：本部は宮城県。
- 木村学園：本部は山形県。
- 木本学園：本部は兵庫県。
- ギャラクシー学園：本部は東京都。
- キャリアテクニカ学園：本部は新潟県。
- 久光学園：本部は東京都。
- 九州アカデミー学園：本部は佐賀県。
- 九州安達学園：本部は福岡県。『Adachi学園グループ』に属した。2017年に『東京安達学園』と合併した。
- 九州大谷学園：本部は福岡県。
- 九州音楽学園：本部は熊本県。
- 九州外語専門学校：本部は福岡県。
- 九州学院：本部は熊本県。『キリスト教学校教育同盟』に属する。
- 九州学園：本部は福岡県。
- 九州呉学園：本部は福岡県。
- 九州工業技術専門学校：本部は福岡県。
- 九州高等女学園：本部は福岡県。
- 九州国際学園：本部は佐賀県。
- 九州国際大学：本部は福岡県。
- 九州産業工学園：本部は福岡県。『九州産業大学系』に属する。
- 九州自然学園：本部は福岡県。
- 九州自動車整備専門学校：本部は福岡県。
- 九州情報大学：本部は福岡県。『麻生学園グループ』に属する。
- 九州聖公学園：本部は福岡県。
- 九州総合学院：本部は福岡県。
- 九州測量専門学校：本部は熊本県。
- 九州筑紫学園：本部は福岡県。
- 九州中部学園：本部は熊本県。
- 九州電機工業学園：本部は福岡県。
- 九州電気専門学校：本部は福岡県。
- 九州中村高等学園：本部は福岡県。『九州産業大学系』に属する。
- 九州バレエ学校：本部は熊本県。
- 九州美容専門学校：本部は熊本県。
- 九州文化学園：本部は長崎県。
- 九州明倫館：本部は宮崎県。
- 九州ルーテル学院：本部は熊本県。『キリスト教学校教育同盟』に属する。
- 久宝文化学院：本部は大阪府。
- 共愛学園：本部は群馬県。『キリスト教学校教育同盟』に属する。
- 共育学園：本部は福岡県。
- 共育の森学園：本部は北海道。旧称『学校法人青峰学園』『学校法人小樽昭和高等学校』『学校法人小樽昭和学園』『学校法人小樽高川学園』。2006年8月4日付の民事再生法適用申請により、『タカガワ』の経営支援を受けた。
- 享栄学園：本部は愛知県。2014年4月1日付で『愛知享栄学園』『鈴鹿享栄学園』を分離した。『享栄学園グループ』に属する。旧称『財団法人享栄学園』。
- 共栄学園：本部は京都府。
- 共栄学園：本部は東京都。
- 共栄学園：本部は宮崎県。
- 協栄学園：本部は三重県。
- 教円学園：本部は大阪府。
- 行学学園：本部は福岡県。
- 郷学舎：本部は埼玉県。
- 恭敬学園：本部は北海道。
- 共研舎学園：本部は鹿児島県。
- 共済学園：本部は埼玉県。
- 教西寺学園：本部は広島県。
- 行信教校：本部は大阪府。
- 共生学園：本部は神奈川県。
- 共生学園：本部は埼玉県。
- 仰星学園：本部は福岡県。
- 暁星学園：本部は東京都。『日本カトリック学校連合会』に属する。
- 暁星国際学園：本部は千葉県。
- 教泉学園：本部は岐阜県。
- 京都荒牧学園：本部は京都府。
- 京都育英館：本部は京都府。『育英館』『北辰学堂』はグループ学園。
- 協同学園：本部は神奈川県。
- Kyoto International School：本部は京都府。
- 京都インターナショナルユニバーシティー：本部は京都府。
- 京都衛生学園：本部は京都府。
- 京都外国語大学：本部は京都府。
- 京都科学技術学園：本部は京都府。『科技専グループ』に属する。旧称『学校法人京都電気通信専門学校』。経営難により、『中央学院』がスポンサーとなり、2006年11月15日に民事再生手続開始決定及び管理命令が下され、2007年4月1日より新法人『京都中央学院』に引き継がれている。
- 京都学園：本部は京都府。
- 京都北カトリック学園：本部は京都府。『日本カトリック学校連合会』に属する。
- 京都建築学園：本部は京都府。
- 京都工業総合学園：本部は京都府。『KCGグループ』に属する。2014年7月1日付で『京都コンピュータ学園』と合併した。
- 京都皇典講究所：本部は京都府。
- 京都光楠学園：本部は京都府。2014年4月に『京都学園』から分離して発足。2021年4月1日付で『永守学園』と合併した。
- 京都国際学園：本部は京都府。
- 京都国際観光文化学院：本部は京都府。2013年4月1日付で『瓜生山学園』と合併した。
- 京都コンピュータ学園：本部は京都府。『KCGグループ』に属する。
- 京都産業大学：本部は京都府。
- 京都三ノ宮学園：本部は京都府。
- 京都女子学園：本部は京都府。旧称『財団法人龍谷女子学園』。
- 京都城南学園：本部は京都府。
- 京都情報学園：本部は京都府。『KCGグループ』に属する。
- 京都成安学園：本部は滋賀県。
- 京都精華学園：本部は京都府。旧称『学校法人精華学園』。
- 京都精華大学：本部は京都府。
- 京都西山学園：本部は京都府。
- 京都聖三一学園：本部は京都府。
- 京都聖パウロ学園：本部は京都府。
- 京都聖マリア学園：本部は京都府。
- 京都相愛学園：本部は京都府。
- 京都橘学園：本部は京都府。
- 京都中央学院：本部は京都府。『YICグループ』に属する。
- 京都中央看護師養成事業団：本部は京都府。
- 京都朝鮮学園：本部は京都府。
- 京都デザインアカデミー：本部は京都府。
- 京都美容学園：本部は京都府。
- 京都府自動車学校：本部は京都府。
- 京都仏眼教育学園：本部は京都府。
- 京都文教学園：本部は京都府。旧称『財団法人家政会』。
- 京都保健衛生専門学校：本部は京都府。
- 京都南カトリック学園：本部は京都府。『日本カトリック学校連合会』に属する。
- 京都薬科大学：本部は京都府。
- 京都黎明学院：本部は京都府。
- 京都YMCA学園：本部は京都府。
- 峡南学園：本部は山梨県。
- 杏文学園：本部は東京都。
- 教文学園：本部は広島県。
- 教法学園：本部は熊本県。
- 教法寺学園：本部は長崎県。
- 京理学園：本部は京都府。
- 教立学院：本部は神奈川県。
- 共立学園：本部は大阪府。
- 共立学園：本部は群馬県。
- 共立学園：本部は千葉県。
- 共立学舎：本部は鹿児島県。
- 共立女子学園：本部は東京都。
- 共立薬科大学：本部は東京都。2008年4月1日付で『慶應義塾』と合併した。
- 響和会：本部は和歌山県。
- 杏林学園：本部は東京都。
- 協和学院：本部は岩手県。
- 京和学園：本部は京都府。
- 協和学園：本部は北海道。
- 旭進学園：本部は宮崎県。
- 旭星学園：本部は北海道。
- 玉川寺学園：本部は宮城県。
- 玉林学園：本部は東京都。
- 魚菜学園：本部は東京都。
- 喜代崎学園：本部は埼玉県。
- 清瀬学園：本部は東京都。
- 清田学園：本部は東京都。
- 清滝学園：本部は栃木県。
- 清武学園：本部は埼玉県。
- 清谷学園：本部は東京都。
- 清原学園：本部は福岡県。
- 清原ミドリ幼稚園：本部は栃木県。
- 清正学園：本部は愛知県。読み方は『きよまさがくえん』。
- 清麿学園：本部は福岡県。
- 清見台学園：本部は千葉県。
- 吉良浅井珠算学校：本部は愛知県。
- 吉良学園：本部は熊本県。
- 雲母学園：本部は京都府。
- 桐丘学園：本部は群馬県。
- キリスト栄光学院：本部は沖縄県。
- キリスト教愛真高等学校：本部は島根県。『キリスト教学校教育同盟』に属する。
- キリスト教愛児学園：本部は茨城県。
- 基督教独立学園：本部は山形県。『キリスト教学校教育同盟』に属する。
- キリスト教飯盛野学園：本部は兵庫県。
- キリスト教北光学園：本部は北海道。
- キリスト教若葉学園：本部は山形県。
- 基督心宗学園：本部は大阪府。
- 桐葉学園：本部は埼玉県。読み方は『きりはがくえん』。
- 桐原学園：本部は熊本県。
- 桐藤学園：本部は熊本県。
- 桐生学園：本部は神奈川県。
- キルビー学院：本部は東京都。
- 喜連学園：本部は大阪府。
- 銀海学園：本部は大阪府。
- 銀河学院：本部は広島県。
- 錦華幼稚園：本部は佐賀県。
- 近畿医療学園：本部は大阪府。
- 近畿大学：本部は大阪府。『近畿大学系』に属する。
- 近畿大学弘徳学園：本部は兵庫県。『近畿大学系』に属する。
- 近畿福音ルーテル学園：本部は奈良県。
- 近畿福音ルーテル学園：本部は三重県。
- 金鵄有明学園：本部は新潟県。
- 金港学園：本部は神奈川県。
- 金山学園：本部は群馬県。読み方は『きんざんがくえん』。
- 錦秋学園：本部は東京都。
- 錦城学園：本部は鹿児島県。
- 錦城学園：本部は東京都。
- 金城学院：本部は愛知県。『キリスト教学校教育同盟』に属する。
- 金城学園：本部は石川県。
- 金城学園：本部は熊本県。
- 金城学園：本部は新潟県。
- 銀水学園：本部は福岡県。
- 金生幼稚園：本部は愛媛県。
- 近代学園：本部は北海道。
- ぎんなん学園：本部は熊本県。
- 金蘭会学園：本部は大阪府。
- 金蘭千里学園：本部は大阪府。
- 金立学園：本部は佐賀県。

### く
- 空華学園：本部は静岡県。
- 久賀学園：本部は山口県。
- 玖珂学園：本部は山口県。
- 久我山学園：本部は東京都。1952年9月に『國學院大學』と合併した。
- 貢川進徳幼稚園：本部は山梨県。
- 貢川幼稚園：本部は山梨県。
- 久喜朝日学園：本部は埼玉県。
- 久木田学園：本部は鹿児島県。
- 久喜幼稚園：本部は埼玉県。
- 鵠沼学園：本部は神奈川県。
- 日下学園：本部は山口県。
- 草木原学園：本部は東京都。
- 草津キリスト教学園：本部は滋賀県。
- 草津仏教同心会：本部は滋賀県。
- 草花学園：本部は東京都。
- 草原学園：本部は東京都。
- 草分学園：本部は静岡県。
- 久山学園：本部は東京都。
- 釧浦学園：本部は北海道。
- 串木野学園：本部は鹿児島県。
- 櫛渕学園：本部は群馬県。
- 釧路学園：本部は北海道。
- 釧路カトリック学園：本部は北海道。『日本カトリック学校連合会』に属する。
- 釧路キリスト教学園：本部は北海道。
- 釧路商専学園：本部は北海道。
- 釧路誠和学園：本部は北海道。
- 楠岡学園：本部は千葉県。
- 楠学院：本部は大阪府。
- 樟学園：本部は岡山県。
- 楠瀬学園：本部は高知県。
- 葛谷学園：本部は愛知県。
- 楠幼稚園：本部は神奈川県。
- 葛巻学園：本部は岩手県。
- 久世学園：本部は京都府。
- 倶知安竜谷学園：本部は北海道。
- 工藤学園：本部は愛知県。
- 工藤学園：本部は大分県。
- 工藤学園：本部は北海道。
- 国東学園：本部は香川県。
- 恭仁学園：本部は京都府。
- 国立音楽大学：本部は東京都。
- 国立学園：本部は東京都。
- 国立ふたば幼稚園：本部は東京都。
- 国立冨士見台幼稚園：本部は東京都。
- 国立文化学園：本部は東京都。
- くにとみ学園：本部は宮崎県。
- 国見学園：本部は長崎県。
- 国本学園：本部は東京都。
- 国本学園：本部は栃木県。
- 九里学園：本部は埼玉県。
- 九里学園：本部は山形県。
- 久保学園：本部は岩手県。
- 久保学園：本部は福岡県。
- 久保学園：本部は広島県。
- 久保学園：本部は宮崎県。
- 久保田学園：本部は神奈川県。
- 窪田学園：本部は東京都。
- 窪田服装学園：本部は香川県。
- 窪田和裁専門学院：本部は山口県。
- 熊井学園：本部は埼玉県。
- 熊男学園：本部は愛知県。
- 熊谷学園：本部は埼玉県。
- 熊谷文化服装専門学校：本部は埼玉県。
- 熊谷盲学校：本部は埼玉県。
- 熊谷立正学園：本部は埼玉県。『立正大学系』に属する。
- 熊谷ルンビニー学園：本部は埼玉県。
- 熊澤学園：本部は愛知県。
- 熊田学園：本部は福島県。
- 熊野学園：本部は東京都。
- 熊野学園：本部は兵庫県。
- 熊見学園：本部は大阪府。
- 熊見学園：本部は兵庫県。
- 熊本王栄学園：本部は熊本県。
- 熊本音楽学園：本部は熊本県。
- 熊本壷溪塾学園：本部は熊本県。
- 熊本キリスト教学園：本部は熊本県。
- 隈元学園：本部は鹿児島県。
- 熊本学園：本部は熊本県。
- 熊本城北学園：本部は熊本県。
- 熊本信愛女学院：本部は熊本県。『日本カトリック学校連合会』に属する。
- 熊本マリスト学園：本部は熊本県。『日本カトリック学校連合会』に属する。
- 熊本ルーテル学園：本部は熊本県。
- 熊本ロイヤル学園：本部は熊本県。
- 熊本YMCA学園：本部は熊本県。
- 久美学園：本部は北海道。
- 久米幼稚園：本部は愛媛県。
- 公文学園：本部は大阪府。
- 九曜学園：本部は岡山県。
- 倉敷ファッションカレッジ：本部は岡山県。
- 倉田学園：本部は香川県。
- 倉岳学園：本部は熊本県。
- 椋橋学園：本部は大阪府。
- 倉橋学園：本部は静岡県。2019年9月2日付で『イーエーエス伯人学校』『大野学園』を合併した。
- 蔵前学園：本部は東京都。
- グラムール学院：本部は大阪府。
- 倉吉幼稚園：本部は鳥取県。
- クラレット学院：本部は大阪府。旧称『学校法人うみのほし学園』。『キリスト教学校教育同盟』に属する。
- 久里学園：本部は埼玉県。
- 久里学園：本部は山形県。
- 栗岡学園：本部は大阪府。
- クリスチャン・アカデミー・イン・ジャパン：本部は東京都。
- 栗田学園：本部は静岡県。
- くりのみ学園：本部は長崎県。
- 栗の実学園：本部は千葉県。
- 栗の実学園：本部は栃木県。
- 栗原学園：本部は神奈川県。
- 栗原学園：本部は群馬県。
- 栗原学園：本部は埼玉県。
- 栗原学園：本部は千葉県。
- 栗原学園：本部は東京都。
- 栗原学園：本部は北海道。『オホーツク社会福祉専門学校』『北見情報ビジネス専門学校』を設置。
- 栗村学園：本部は茨城県。
- 栗本学園：本部は愛知県。
- 栗谷川学園：本部は北海道。
- 栗山立正学園：本部は北海道。
- クリーン学園：本部は兵庫県。
- グリーンコープ：本部は福岡県。
- クリーンヒル学園：本部は神奈川県。
- 來間学園：本部は東京都。
- くるみ学園：本部は京都府。
- くるみ学園：本部は静岡県。
- くるみ学園：本部は千葉県。
- くるみ学園：本部は長野県。
- くるみの丘くるみ幼稚園：本部は熊本県。
- 久留米大谷学園：本部は福岡県。
- 久留米学園：本部は福岡県。
- 久留米経理専門学園：本部は福岡県。
- 久留米工業大学：本部は福岡県。
- 久留米信愛女学院：本部は福岡県。『日本カトリック学校連合会』に属する。
- 久留米ゼミナール：本部は福岡県。
- 久留米大学：本部は福岡県。
- グレース学園：本部は愛媛県。
- グレイス学園：本部は三重県。
- 呉竹学園：本部は愛知県。
- 呉竹学園：本部は東京都。
- 呉武田学園：本部は広島県。
- 呉松本学園：本部は広島県。
- 呉山手教会学園：本部は広島県。
- 黒磯幼稚園：本部は栃木県。
- 黒川学院：本部は東京都。
- 黒川学園：本部は千葉県。
- 黒木学園：本部は長野県。設置した『埴生高等学校』は1978年に廃校となっている。
- 黒木学園：本部は福岡県。
- 黒崎学園：本部は大阪府。
- 黒田学園：本部は福岡県。
- 黒田学園：本部は宮崎県。
- くろたに学園：本部は京都府。
- 黒浜学園：本部は埼玉県。
- グロービス経営大学院：本部は東京都。
- グローリー学園：本部は京都府。
- 桑沢学園：本部は東京都。
- 薫育学園：本部は愛知県。
- 薫英学園：本部は大阪府。
- グンゼ宮津学園：本部は京都府。
- 群馬育英学園：本部は群馬県。旧称『学校法人前橋育英学園』。
- 群馬英数学舘：本部は群馬県。
- 群馬芸術学園：本部は群馬県。
- 群馬県美容学園：本部は群馬県。
- 群馬朝鮮学園：本部は群馬県。
- 群馬常磐学園：本部は群馬県。
- 群馬パース学園：本部は群馬県。
- 群馬理容学園：本部は群馬県。

### け
- 敬愛石川学園：本部は神奈川県。
- 敬愛学園：本部は秋田県。
- 敬愛学園：本部は岡山県。
- 敬愛学園：本部は大阪府。
- 敬愛学園：本部は神奈川県。
- 敬愛学園：本部は岐阜県。
- 敬愛学園：本部は京都府。
- 敬愛学園：本部は埼玉県。
- 敬愛学園：本部は福岡県。
- 恵愛学園：本部は神奈川県。
- 恵愛学園：本部は東京都。
- 恵愛学園：本部は新潟県。
- 恵愛学園：本部は和歌山県。
- 慶應義塾：本部は東京都。2008年4月1日付で『共立薬科大学』と合併した。
- 京華学園：本部は東京都。
- 啓光学園：本部は大阪府。『キリスト教学校教育同盟』に属した。2007年11月27日付で『常翔学園』と合併した。
- 恵光学園：本部は長崎県。読み方は『けいこうがくえん』。
- 恵光学園：本部は新潟県。読み方は『けいこうがくえん』。
- 珪山学園：本部は愛知県。
- 恵照学園：本部は京都府。
- 慶祥学園：本部は北海道。旧称『学校法人札幌経済高等学校』。1995年に『立命館』と合併した。
- 慶性寺学園：本部は東京都。
- 啓誠学園：本部は宮城県。旧称『学校法人祇園寺学園』。
- 経専学園：本部は北海道。
- 恵泉女学園：本部は東京都。『キリスト教学校教育同盟』に属する。
- KBC学園：本部は沖縄県。旧称『学校法人金城学園』。『KBC学園グループ』に属する。
- 恵福学園：本部は沖縄県。
- 瓊浦学園：本部は長崎県。
- 京北学園：本部は東京都。『東洋大学系』に属した。2011年4月1日付で『東洋大学』と合併した。
- 啓明学院：本部は兵庫県。『キリスト教学校教育同盟』に属する。
- 啓明学園：本部は東京都。『キリスト教学校教育同盟』に属する。
- 啓明学園：本部は宮城県。
- 恵明学園：本部は神奈川県。
- 恵明学園：本部は埼玉県。
- 鶏鳴学園：本部は鳥取県。旧称『学校法人鶏鳴塾予備校』。1995年に『個人立各種学校あすなろ予備校』と合併した。
- 敬和学園：本部は新潟県。『キリスト教学校教育同盟』に属する。
- けやき学園：本部は東京都。
- けやきの杜：本部は東京都。
- 健康科学大学：本部は山梨県。旧称『財団法人一関修紅高等学校』『学校法人一関修紅高等学校』『学校法人修紅学院』『学校法人第一麻生学園』『学校法人第一藍野学院』『学校法人富士修紅学院』。
- 研伸学園：本部は愛知県。
- 見真学園：本部は秋田県。
- 見真学園：本部は岩手県。2015年3月31日付で解散した。
- 見真学園：本部は大阪府。
- 見真学園：本部は鹿児島県。
- 見真学園：本部は佐賀県。
- 見真学園：本部は広島県。『龍谷総合学園』に属する。
- 顕真学園：本部は茨城県。
- 顕真学園：本部は群馬県。
- 顕真学園：本部は東京都。
- 源正寺学園：本部は東京都。
- 賢明学院：本部は大阪府。『日本カトリック学校連合会』に属する。
- 賢明女子学院：本部は兵庫県。『日本カトリック学校連合会』に属する。
- 健友学園：本部は東京都。

### こ
- コア学園：本部は秋田県。『コア学園グループ』に属する。
- コア学園：本部は佐賀県。『コア学園グループ』に属する。
- コア学園：本部は長野県。『コア学園グループ』に属する。
- コアトレース：本部は岩手県。
- 小池学園：本部は愛知県。
- 小池学園：本部は茨城県。
- 小池学園：本部は埼玉県。
- 小池学園：本部は北海道。
- 小石学園：本部は福岡県。
- 小泉学園：本部は東京都。
- 小磯学園：本部は神奈川県。
- 小出学園：本部は大阪府。
- 小出学園：本部は福岡県。
- 小井手学園：本部は山口県。
- コイナ会：本部は愛媛県。
- コイノニア学園：本部は愛媛県。
- こいみどり学園：本部は広島県。
- 晃栄学園：本部は千葉県。
- 高栄山学園：本部は栃木県。
- 光塩学園：本部は広島県。『日本カトリック学校連合会』に属する。
- 光塩学園：本部は北海道。
- 光塩女子学園：本部は東京都。『日本カトリック学校連合会』に属する。
- 晃佳育英学院：本部は東京都。
- 公化学園：本部は京都府。
- 晃華学園：本部は東京都。『日本カトリック学校連合会』に属する。
- 工学院大学：本部は東京都。
- 光華学園：本部は香川県。
- 光華学園：本部は長崎県。
- 光華学園：本部は山口県。
- 光鶴学園：本部は広島県。
- 光華女子学園：本部は京都府。『真宗大谷派学校連合会』に属する。
- 皇學館：本部は三重県。
- 康学舎：本部は埼玉県。
- 光暁学園：本部は新潟県。
- 攻玉社学園：本部は東京都。
- 光薫学園：本部は佐賀県。
- 光源寺学園：本部は大阪府。
- 晃玄寺学園：本部は鹿児島県。
- 興國学園：本部は大阪府。
- 光厳学園：本部は埼玉県。
- 香光学園：本部は大分県。
- 広済学園：本部は広島県。
- 高西寺学園：本部は東京都。
- 高座学園：本部は神奈川県。
- 甲子園学院：本部は兵庫県。
- 甲子学園：本部は埼玉県。
- 麹町学園：本部は東京都。
- 光寿学園：本部は大阪府。
- 光寿学園：本部は熊本県。
- 光寿学園：本部は福岡県。
- 光秀学園：本部は千葉県。
- 光宗学園：本部は山口県。
- 光照学園：本部は東京都。2006年4月に『日本社会事業大学』と合併した。
- 光照学園：本部は兵庫県。
- 向上学園：本部は神奈川県。
- 興譲学園：本部は山形県。
- 興譲館：本部は岡山県。
- 鴻城義塾：本部は山口県。
- 耕心学園：本部は佐賀県。
- 神須学園：本部は大阪府。
- 光星学院：本部は青森県。
- コーセー学園：本部は東京都。
- 光生学園：本部は佐賀県。
- 光星学園：本部は滋賀県。
- 興誠学園：本部は静岡県。
- 幸正学園：本部は千葉県。
- 佼成学園：本部は東京都。
- 仰誓学園：本部は島根県。
- 佼成学林：本部は東京都。
- 光摂学園：本部は福岡県。
- 光泉学園：本部は群馬県。
- 神代学園：本部は東京都。
- 光太寺学園：本部は栃木県。
- 河智学園：本部は大阪府。
- 高知学園：本部は高知県。
- 高知学芸高等学校：本部は高知県。
- 高知割烹学校：本部は高知県。
- 高知芸術学園：本部は高知県。
- 高知工科大学：本部は高知県。2009年3月31日付で解散した。
- 高知聖心の布教姉妹会：本部は高知県。
- 高知中央高等学校：本部は高知県。
- 高知文化服装専門学校：本部は高知県。
- 高知山本学院：本部は高知県。
- 高知理容美容学園：本部は高知県。
- 公津学園：本部は千葉県。
- 高津学園：本部は長崎県。
- 上津島学園：本部は大阪府。
- 江東学園：本部は栃木県。
- 厚東学園：本部は山口県。
- 弘道学園：本部は埼玉県。
- 弘堂国際学園：本部は佐賀県。
- 甲東幼稚園：本部は兵庫県。
- 光時学園：本部は神奈川県。
- 光徳学園：本部は青森県。
- 光徳学園：本部は長野県。
- 公徳学園：本部は青森県。
- 高徳学園：本部は佐賀県。
- 高徳学園：本部は栃木県。
- 弘徳学園：本部は兵庫県。
- 光徳寺学園：本部は鹿児島県。
- 光徳寺学園：本部は高知県。
- 厚徳幼稚園：本部は埼玉県。
- 江南学園：本部は岩手県。
- 江南学園：本部は神奈川県。
- 江南学園：本部は宮崎県。
- 興南学園：本部は沖縄県。
- 甲南学園：本部は鹿児島県。
- 甲南学園：本部は兵庫県。
- 香楠学園：本部は佐賀県。
- 江楠学園：本部は佐賀県。
- 向南学園：本部は東京都。
- 幌南学園：本部は北海道。
- 甲南学園甲南小学校：本部は兵庫県。『甲南学園』の関連法人。
- 甲南女子学園：本部は兵庫県。『甲南学園』の関連法人。
- 鴻池学院：本部は大阪府。
- 鴻池学園：本部は大阪府。
- 河野学園：本部は千葉県。読み方は『こうのがくえん』。
- 河野学園：本部は福井県。読み方は『こうのがくえん』。
- 河野学園：本部は山口県。読み方は『こうのがくえん』。
- 江の川学園：本部は島根県。
- 鴻ノ巣学園：本部は埼玉県。
- 鴻ノ巣学園：本部は千葉県。
- 鴻巣佐藤学園：本部は埼玉県。
- 河野文化学園：本部は大分県。
- 香梅学園：本部は大阪府。
- 郷原学園：本部は鹿児島県。
- 光風学園：本部は北海道。
- 広福学園：本部は鹿児島県。
- 幸福の科学学園：本部は栃木県。
- 甲府西幼稚園：本部は山梨県。
- 好文学園：本部は大阪府。
- 神戸華僑幼稚園：本部は兵庫県。
- 神戸学院：本部は兵庫県。旧称『学校法人神戸森学園』。
- 神戸学園：本部は兵庫県。『神戸学園グループ』に属する。読み方は『こうべがくえん』。
- 神辺学園：本部は佐賀県。
- 神戸韓国学園：本部は兵庫県。
- 神戸弘陵学園：本部は兵庫県。
- 神戸滋慶学園：本部は兵庫県。『滋慶学園グループ』に属する。
- 神戸女学院：本部は兵庫県。旧称『財団法人神戸女学院』。『キリスト教学校教育同盟』に属する。
- 神戸女子洋裁専門学校：本部は兵庫県。
- 神戸セミナー：本部は兵庫県。
- 神戸創志学園：本部は兵庫県。『創志学園グループ』に属する。
- 神戸創造学園：本部は兵庫県。『創志学園グループ』に属する。
- 神戸中華同文学校：本部は兵庫県。
- 神戸ドイツ学院：本部は兵庫県。
- 神戸野田学園：本部は兵庫県。
- 神戸文化服装学院：本部は兵庫県。
- 神戸平安教会学園：本部は兵庫県。
- 神戸村野工業高等学校：本部は兵庫県。
- 神戸薬科大学：本部は兵庫県。
- 神戸山手学園：本部は兵庫県。旧称『財団法人神戸山手高等女学校』『財団法人神戸山手学園』。
- 神戸山手友松学園：本部は兵庫県。
- 神戸幼年学園：本部は兵庫県。
- 神戸YMCA学園：本部は兵庫県。
- 光宝寺学園：本部は大阪府。
- 港北学園：本部は秋田県。
- 幌北学園：本部は北海道。
- 江北白百合学園：本部は東京都。
- 光明学院：本部は神奈川県。
- 光明学園：本部は愛知県。
- 光明学園：本部は岩手県。
- 光明学園：本部は大阪府。
- 光明学園：本部は神奈川県。
- 光明学園：本部は京都府。
- 光明学園：本部は群馬県。
- 光明学園：本部は埼玉県。
- 光明学園：本部は静岡県。
- 光明学園：本部は山形県。
- 光明学園：本部は和歌山県。
- 光明寺学園：本部は埼玉県。
- 公務員ゼミナール：本部は熊本県。
- 幸明学園：本部は北海道。
- 孔明学園：本部は宮城県。
- 河本学園：本部は広島県。読み方は『こうもとがくえん』。
- 高野山学園：本部は和歌山県。
- 光陽学園：本部は愛知県。
- 晃陽学園：本部は茨城県。
- 紅葉学園：本部は岩手県。
- 紅葉学園：本部は宮城県。
- 浩陽学園：本部は大阪府。
- 幸陽学園：本部は千葉県。
- 光葉学園：本部は長崎県。
- 向陽学園：本部は長崎県。
- 向陽学園：本部は山形県。
- 甲陽学園：本部は兵庫県。
- 光曜学園：本部は広島県。
- 高陽学園：本部は北海道。
- 向洋学園：本部は宮崎県。
- 国府幼稚園：本部は島根県。
- 甲陽幼稚園：本部は兵庫県。
- 高麗学園：本部は東京都。
- 向良学園：本部は東京都。
- 五浦学園：本部は東京都。
- 光楽学園：本部は群馬県。
- 香蘭女学校：本部は東京都。『キリスト教学校教育同盟』に属する。
- 興隆学園：本部は長野県。
- 高龍寺学園：本部は北海道。
- 紅陵学院：本部は千葉県。『拓殖大学系』に属する。
- 光陵学園：本部は愛知県。
- 光陵学園：本部は福岡県。
- 向陵学園：本部は京都府。
- 広陵学園：本部は広島県。
- 光輪学園：本部は埼玉県。
- 光輪学園：本部は北海道。
- 香林学園：本部は千葉県。
- 光琳学園：本部は福岡県。
- 光和学園：本部は愛知県。読み方は『こうわがくえん』。
- 光和学園：本部は長野県。読み方は『こうわがくえん』。
- 広和学園：本部は東京都。
- 幸和学園：本部は広島県。
- 郡山開成学園：本部は福島県。
- 郡山学院：本部は福島県。
- 郡山学園：本部は東京都。『神戸学園グループ』に属する。
- 郡山学園：本部は宮城県。
- 郡山私幼協学園：本部は福島県。
- こおりやま東都学園：本部は福島県。
- 湖海学園：本部は福井県。
- 古賀学園：本部は長崎県。
- 呉学園：本部は東京都。
- 虎岳学園：本部は愛媛県。
- 小ヶ倉幼稚園：本部は長崎県。
- 五ケ瀬学園：本部は宮崎県。
- 古河コア学園：本部は茨城県。『コア学園グループ』に属する。
- 古河聖徳幼稚園：本部は茨城県。
- 小金井学園：本部は東京都。
- 古河和装専門学院：本部は茨城県。
- 小木曽学院：本部は茨城県。
- 國學院大學：本部は東京都。1952年12月23日付で『久我山学園』を合併した。
- 國學院大學栃木学園：本部は栃木県。1963年に学校法人國學院大學から独立。
- 国際医療福祉大学：本部は栃木県。『国際医療福祉大学・高邦会グループ』に属する。
- 国際科学技術学院：本部は群馬県。
- 国際学院：本部は神奈川県。
- 国際学院：本部は埼玉県。
- 国際学園：本部は沖縄県。設置した『中央高等学校』は1984年に閉校となった。
- 国際学園：本部は神奈川県。『星槎グループ』に属する。2021年3月15日付で『星槎こども園KIDS planet』を分離した。旧称『学校法人宮澤学園』。『星槎グループ』に属する。2021年3月15日付で『星槎こども園KIDS　planet』を分離した。
- 国際学園：本部は千葉県。
- 国際学園：本部は東京都。
- 国際学園：本部は福岡県。
- 国際学友会：本部は京都府。
- 国際教育学院：本部は千葉県。
- 国際共立学園：本部は東京都。
- 国際基督教大学：本部は東京都。『キリスト教学校教育同盟』に属する。
- 国際経営学園：本部は東京都。
- 国際ことば学院：本部は静岡県。
- 国際情報学園：本部は北海道。2001年3月に『愛媛女子学園』と合併した。
- 国際青年交流学園：本部は東京都。
- 国際聖マリア学園：本部は東京都。
- 国際総合学園：本部は新潟県。
- 国際大学：本部は新潟県。
- 国際ビジネス学院：本部は福井県。『国際グループ』に属する。
- 国際ビジネス学院金沢：本部は石川県。
- 国際仏教学院：本部は東京都。
- 国際武道大学：本部は千葉県。『東海大学系』に属する。
- 国際文化アカデミー：本部は東京都。
- 国際文化学園：本部は東京都。
- 国際代々木学園：本部は東京都。
- 国際理工学園：本部は千葉県。
- 国際理工専門学校：本部は千葉県。
- 国士舘：本部は東京都。
- 国風学園：本部は愛知県。
- 國分学園：本部は岩手県。
- 国分学園：本部は福岡県。
- 国分教育学園：本部は鹿児島県。
- 国分寺学園：本部は群馬県。
- 国分寺幼稚園：本部は茨城県。
- 極楽寺学園：本部は大阪府。
- 巨渓学園：本部は山形県。
- 小倉育英会：本部は兵庫県。
- 九重学園：本部は千葉県。
- こざくら学園：本部は京都府。
- こざくら学園：本部は千葉県。
- こじか学園：本部は青森県。
- 五字ヶ丘学園：本部は兵庫県。
- 越原学園：本部は愛知県。旧称『財団法人越原学園』『学校法人名古屋女子大学』。『名古屋女子大学』に『越原学園』が合併し、『越原学園』は解散。存続法人となった『名古屋女子大学』が改称して新『越原学園』となった。
- 小島学園：本部は岐阜県。
- 小嶋学園：本部は神奈川県。
- 小嶋学園：本部は千葉県。
- 悟真寺幼稚園：本部は愛知県。
- 小菅ヶ谷学園：本部は神奈川県。
- 五大：本部は神奈川県。
- 子宝学園：本部は大阪府。
- 小多喜学園：本部は神奈川県。
- 小館学園：本部は青森県。2012年に解散。
- 古武学園：本部は大阪府。
- 児玉学園：本部は愛知県。
- 国華学園：本部は東京都。
- 小寺学園：本部は兵庫県。
- 小寺学園：本部は北海道。
- 五島育英会：本部は東京都。『東急グループ』に属する。旧称『財団法人武蔵高等工科学校』。
- 湖東学園：本部は熊本県。
- 古藤学園：本部は埼玉県。
- 芦童学園：本部は千葉県。
- 小土井学園：本部は岡山県。
- 後藤学園：本部は愛媛県。
- 後藤学園：本部は大分県。
- 後藤学園：本部は大阪府。
- 後藤学園：本部は神奈川県。
- 後藤学園：本部は岐阜県。
- 後藤学園：本部は静岡県。
- 後藤学園：本部は東京都。旧称『学校法人東京衛生学園』。
- 後藤学園：本部は北海道。
- 後藤学園：本部は山形県。
- 後藤大学予備校：本部は徳島県。
- 琴似キリスト教学園：本部は北海道。
- 寿なとり学園：本部は宮城県。
- 寿幼稚園：本部は福島県。
- こども園きっずこくらみなみ：本部は福岡県。
- コドモのイエ学園：本部は京都府。
- 子どもの家学園：本部は宮崎県。
- 子どもの森：本部は東京都。
- 小長井聖母の騎士学園：『日本カトリック学校連合会』に属する。
- 湖南学園：本部は東京都。
- 湖南学園：本部は福島県。
- 五井学園：本部は千葉県。
- このはな学園：本部は千葉県。
- 木の花学園：本部は宮崎県。
- 五戸江渡学園：本部は青森県。
- 木の実学園：本部は愛媛県。
- 木の実学園：本部は岡山県。
- 木の実学園：本部は千葉県。
- 木の実学園：本部は宮城県。
- 小鳩学園：本部は岩手県。2015年3月31日付で解散した。
- こばと学園：本部は北海道。
- こばと学園：本部は宮城県。
- こばと幼稚園：本部は新潟県。
- 小鳩幼稚園：本部は福岡県。
- 小鳩幼稚園：本部は福島県。
- 小林学園：本部は神奈川県。
- 小林学園：本部は群馬県。
- 小林学園：本部は埼玉県春日部市。
- 小林学園：本部は埼玉県本庄市。
- 小林学園：本部は千葉県。
- 小林学園：本部は鳥取県。
- 小林学園：本部は福岡県。
- 小林学園：本部は福島県いわき市。
- 小林学園：本部は福島県田村郡三春町。
- 小林学園：本部は宮崎県。
- 小原田学園：本部は福島県。
- 小樋井学園：本部は福岡県。
- こひつじ学園：本部は秋田県。
- こひつじ学園：本部は埼玉県。
- こひつじ学園：本部は東京都。
- こひつじ学園：本部は兵庫県。
- こひつじ学園：本部は三重県。
- こひつじ学園：本部は山口県。
- 羔学園：本部は千葉県。
- 小羊学園：本部は栃木県。
- 小檜山学園：本部は青森県。
- 小渕学園：本部は長崎県。
- 湖北白ばら学園：本部は千葉県。
- 狛江こだま学園：本部は東京都。
- 小牧学園：本部は埼玉県。
- 古牧学園：本部は長野県。
- 駒形学園：本部は群馬県。
- 駒込学園：本部は東京都。
- 駒沢岩見沢学園：本部は北海道。
- 駒澤学園：本部は東京都。
- 駒澤大学：本部は東京都。
- 駒沢苫小牧学園：本部は北海道。
- 小町学園：本部は東京都。
- 小松短期大学：本部は石川県。
- 小松原学園：本部は埼玉県。
- 小松原幼稚園：本部は神奈川県。
- こまどり幼稚園：本部は埼玉県。
- 駒場学園：本部は東京都。
- 駒場けやき学園：本部は東京都。
- 小峰英光学園：本部は神奈川県。
- 小宮学園：本部は東京都。
- コミュニケーションアート：本部は大阪府。『滋慶学園グループ』に属する。
- 小森谷学園：本部は栃木県。
- 胡屋バプテスト学園：本部は沖縄県。
- 小山学園：本部は愛知県。読み方は『こやまがくえん』。
- 小山学園：本部は埼玉県。読み方は『こやまがくえん』。
- 小山学園：本部は東京都。読み方は『こやまがくえん』。
- 五葉学園：本部は兵庫県。
- コリア国際学園：本部は大阪府。
- コルベ学園：本部は長崎県。
- ころころ学園：本部は広島県。
- コロンビア学院：本部は兵庫県。
- コングレガシオン・ド・ノートルダム：本部は福島県。2008年に『桜の聖母学院』と『明治学園』が合併し、発足。
- 金光学園：本部は岡山県。
- 金剛学園：本部は大阪府。
- 金剛学園：本部は埼玉県。
- 金剛学園：本部は千葉県。
- 今昌学園：本部は埼玉県。
- 近藤学園：本部は神奈川県。
- 近藤学園：本部は埼玉県。
- 近藤学園：本部は千葉県。
- コンピュータ総合学園：本部は兵庫県。
- 昆布大谷学園：本部は北海道。
- 金蓮寺：本部は京都府。

## さ行

### さ
- 西海学園：本部は長崎県。
- 西海中央学園：本部は長崎県。
- 西岸寺学園：本部は鹿児島県。
- 西願寺学園：本部は埼玉県。
- 齋木学園：本部は神奈川県。
- 齊木学園：本部は埼玉県。
- 才教学園：本部は長野県。
- 彩煌学園：本部は神奈川県。
- 西光学園：本部は埼玉県。
- 西光学園：本部は兵庫県。
- 西光寺学園：本部は鹿児島県。
- 西光寺学園：本部は宮城県。
- 財光寺学園：本部は宮崎県。
- 西条栄光協会：本部は愛媛県。
- 西照学園：本部は福岡県。
- 最勝学舎：本部は福井県。
- 西勝寺学園：本部は福岡県。
- 西条めぐみ学園：本部は愛媛県。
- さいせい学園：本部は山口県。
- 済世学園：本部は福岡県。
- 西大寺学園：本部は奈良県。
- 埼玉医科大学：本部は埼玉県。
- 埼玉県理容美容専門学校：本部は埼玉県。
- 埼玉朝鮮学園：本部は埼玉県。
- 埼玉美術学院：本部は埼玉県。
- 埼玉福祉学園：本部は埼玉県。『滋慶学園グループ』に属した。2021年4月1日付で『東京滋慶学園』と合併した。
- 埼玉理容美容専門学校：本部は埼玉県。
- 斉藤学院：本部は埼玉県。
- 斉藤学園：本部は愛知県。
- 斉藤学園：本部は茨城県。
- 斉藤学園：本部は埼玉県。
- 斉藤学園：本部は千葉県。
- 斉藤学園：本部は福岡県。
- 斎藤学園：本部は茨城県。
- 斎藤学園：本部は群馬県。
- 齋藤学園：本部は静岡県。
- 齋藤学園：本部は千葉県。
- 齋藤学園：本部は新潟県。
- 齋藤学園：本部は山形県。
- 西導寺学園：本部は広島県。
- 西都学園：本部は宮崎県。
- 西徳寺学園：本部は福岡県。
- 才能教育学園：本部は長野県。
- 済美学園：本部は愛媛県。
- 済美幼稚園：本部は石川県。
- 西方寺学園：本部は栃木県。
- 西方寺学園：本部は広島県。
- 西宝寺学園：本部は山口県。
- 西明寺学園：本部は愛知県。
- 材木座学園：本部は神奈川県。
- 西養学園：本部は山形県。
- 西養寺学園：本部は岐阜県。
- 西林寺学園：本部は栃木県。
- 幸学園：本部は宮城県。
- 幸幼稚園：本部は福岡県。
- 佐伯大谷学園：本部は大分県。
- 佐伯学園：本部は東京都。
- 佐伯学園：本部は奈良県。
- 蔵王きぼう学園：本部は山形県。
- 蔵王めぐみ幼稚園：本部は山形県。
- 蔵王幼稚園：本部は山形県。
- 佐織高等速算学校：本部は愛知県。
- 境編物手芸専修学校：本部は長野県。
- 境家政高等専修学校：本部は群馬県。
- 堺キリスト学園：本部は大阪府。
- 坂出ドレスメーカー女学院：本部は香川県。
- 堺計算実務学校：本部は和歌山県。
- 堺東学園：本部は大阪府。
- 坂井輪幼稚園：本部は新潟県。
- さかえ学園：本部は大阪府。
- さかえ学園：本部は埼玉県。
- さかえ学園：本部は福島県。
- 栄学園：本部は東京都。
- 栄学園：本部は兵庫県。
- さかえ幼稚園：本部は東京都。
- 嵯峨学園：本部は京都府。
- 佐賀学園：本部は佐賀県。
- 佐賀カトリック学園：本部は佐賀県。『日本カトリック学校連合会』に属する。
- 榊野洋裁学院：本部は愛知県。
- 榊原学園：本部は東京都。
- 阪口学園：本部は大阪府。
- 坂口学園：本部は鹿児島県。
- 坂倉学園：本部は神奈川県。
- 坂越学園：本部は大阪府。
- 佐賀コンピュータ学院：本部は佐賀県。
- 佐賀清和学園：本部は佐賀県。
- 坂田学園：本部は愛知県。
- 坂田学園：本部は群馬県。
- 酒田双葉学園：本部は山形県。
- 酒田幼稚園：本部は山形県。
- 阪勉学園：本部は埼玉県。
- 坂戸富士見学園：本部は埼玉県。
- 坂戸幼稚園：本部は埼玉県。
- 佐賀日中学院：本部は佐賀県。
- 坂の上幼稚園：本部は東京都。
- 坂野学園：本部は北海道。
- 坂巻学園：本部は千葉県。
- 佐賀マリア学園：本部は佐賀県。
- 相模学園：本部は神奈川県。
- 相模女子大学：本部は神奈川県。
- 相模中央学園：本部は神奈川県。
- 相模中村學園：本部は神奈川県。
- さがみ農業協同組合：本部は神奈川県。
- 相模原学園：本部は神奈川県。
- 相模原みどり幼稚園：本部は神奈川県。
- 坂本学園：本部は北海道。
- 坂本学園：本部は宮崎県。
- 坂本実務珠算学校：本部は群馬県。
- 坂本珠算学校：本部は愛知県。
- 坂本北海道学園：本部は北海道。
- サカモトミュージックスクール：本部は東京都。
- 佐賀龍谷学園：本部は佐賀県。『龍谷総合学園』に属する。
- 佐賀理容美容専門学校：本部は佐賀県。
- 佐賀ルーテル学園：本部は佐賀県。
- 咲学園：本部は神奈川県。
- 佐木学園：本部は岐阜県。
- 向坂学園：本部は静岡県。
- 前鳥学園：本部は神奈川県。
- 崎村学院：本部は神奈川県。『崎村グループ』に属する。
- 鷺森学園：本部は新潟県。
- 崎山服飾専門学校：本部は千葉県。
- 佐久学園：本部は長野県。
- 作新学院：本部は栃木県。旧称『学校法人作新理容美容専門学院』。『船田教育会』の旧称とは別の組織。
- 佐久間学園：本部は大阪府。
- 作陽学園：本部は岡山県。
- 桜井学園：本部は愛知県。
- 桜井学園：本部は茨城県。
- 桜井学園：本部は神奈川県。
- 桜井学園：本部は埼玉県。
- 櫻井学園：本部は大阪府。
- 櫻井学園：本部は東京都。
- 桜井すみれ洋裁学院：本部は大阪府。
- 桜丘：本部は東京都。旧称『学校法人桜丘女子学園』。
- 桜岡学園：本部は北海道。
- 桜丘学園：本部は愛知県。旧称『学校法人桜ケ丘学園』。
- 桜丘学園：本部は東京都。
- 桜が丘学園：本部は栃木県。
- 桜ヶ丘学園』：本部は鹿児島県。
- 桜ヶ丘学園』：本部は神奈川県。
- 桜丘女子学園
- 桜丘幼稚園
- さくら学園：本部は愛知県。
- さくら学園：本部は茨城県。
- さくら学園：本部は大阪府。
- さくら学園：本部は神奈川県。
- さくら学園：本部は佐賀県。
- さくら学園：本部は静岡県。
- さくら学園：本部は千葉県。
- さくら学園：本部は東京都。
- さくら学園：本部は栃木県。
- さくら学園：本部は福岡県。
- さくら学園：本部は宮城県。
- さくら学園：本部は和歌山県。
- 桜学園：本部は愛知県。
- 桜学園：本部は茨城県。
- 桜学園：本部は岩手県。
- 桜学園：本部は大阪府。
- 桜学園：本部は神奈川県。
- 桜学園：本部は静岡県。
- 桜学園：本部は千葉県。
- 桜学園：本部は栃木県。
- 桜学園：本部は福岡県。
- 桜学園：本部は宮城県。
- 桜学園：本部は和歌山県。
- 桜木幼稚園：本部は石川県。
- さくら国際学園：本部は山口県。
- さくら文化学園：本部は茨城県。
- 桜沢学園：本部は埼玉県。
- 桜台学園：本部は愛知県。
- さくらドレスメーカー女学院：本部は山口県。
- 桜の聖母学院：本部は福島県。『日本カトリック学校連合会』に属する。2008年に『明治学園』と合併し、『コングレガシオン・ド・ノートルダム』発足。
- さくら幼稚園：本部は茨城県。
- さくら幼稚園：本部は群馬県。
- さくら幼稚園：本部は福島県。
- 佐久料理服装学院：本部は長野県。
- 笹岡学園：本部は和歌山県。
- 佐々木学園：本部は愛知県。
- 佐々木学園：本部は青森県。
- 佐々木学園：本部は岐阜県。
- 佐々木学園：本部は東京都。
- 挿桃学園：本部は愛媛県。
- 笹田学園：本部は愛媛県。
- 笹田学園：本部は静岡県。
- 笹塚幼稚園：本部は東京都。
- さざなみ幼稚園：本部は神奈川県。
- 笹間学園：本部は岩手県。
- 笹目学園：本部は埼玉県。
- 笹森服装学院：本部は北海道。
- さざれ幼稚園：本部は千葉県。
- 佐世保大谷学園：本部は長崎県。
- 佐世保実業学園：本部は長崎県。
- 佐世保美容学園：本部は長崎県。
- さつき学園：本部は青森県。
- さつき学園：本部は大阪府。
- さつき学園：本部は京都府。
- 皐月学園：本部は神奈川県。
- 皐月文化学園：本部は神奈川県。
- さつき幼稚園：本部は埼玉県。
- さつき幼稚園：本部は栃木県。
- 雑創の森学園：本部は京都府。
- 幸手学園：本部は埼玉県。
- 幸手若葉学園：本部は埼玉県。
- 札幌青葉学園：本部は北海道。
- 札幌いづみ学園：本部は北海道。
- 札幌井上速算学校：本部は北海道。
- 札幌大蔵学園：本部は北海道。
- 札幌大谷学園：本部は北海道。『真宗大谷派学校連合会』に属する。
- 札幌学園：本部は北海道札幌市豊平区。
- 札幌学園：本部は北海道札幌市南区。
- 札幌学院大学：本部は北海道。旧称『学校法人明和学園』。
- 札幌光星学園：本部は北海道。『日本カトリック学校連合会』に属する。
- 札幌国際大学：本部は北海道。旧称『学校法人静修学園』。1975年に『札幌静修学園』から分離して発足。
- 札幌佐藤学園：本部は北海道。
- 札幌塩原学園：本部は北海道。
- 札幌慈恵学園：本部は北海道。
- 札幌昭和学園：本部は北海道。
- 札幌静修学園：本部は北海道。
- 札幌白ゆり学園：本部は北海道。
- 札幌大学：本部は北海道。
- 札幌ナザレン学園：本部は北海道。
- 札幌日本大学学園：本部は北海道。旧称『学校法人北海道日本大学高等学校』。『日本大学系』に属する。
- 札幌服飾アカデミー：本部は北海道。
- 札幌双葉学園：本部は北海道。
- 札幌北斗学園：本部は北海道。
- 札幌豊学園：本部は北海道。
- 札幌予備学院：本部は北海道。2006年4月に『河合塾』と合併した。
- 札幌龍谷学園：本部は北海道。『龍谷総合学園』に属する。
- 札幌ルター学園：本部は北海道。
- 佐藤学院：本部は神奈川県。
- 佐藤学園：本部は茨城県。
- 佐藤学園：本部は大阪府。
- 佐藤学園：本部は神奈川県。
- 佐藤学園：本部は埼玉県。
- 佐藤学園：本部は千葉県。
- 佐藤学園：本部は東京都。
- 佐藤学園：本部は新潟県。
- 佐藤学園：本部は福島県。
- 佐藤栄学園：本部は埼玉県。『佐藤栄学園系』に属する。2010年3月31日付で『北海道佐藤栄学園』を合併した。
- 佐藤珠算学校：本部は愛知県。
- 佐藤珠算学校：本部は秋田県。
- 佐藤珠算学校：本部は静岡県。
- 佐藤文化学園：本部は大分県。
- 里咲学園：本部は神奈川県。
- 佐波幼稚園：本部は山口県。
- さなる学園：本部は静岡県。
- 佐沼編物技芸学校：本部は宮城県。
- 佐沼経理学校：本部は宮城県。
- 佐沼ファッション専門学校：本部は宮城県。
- 佐野学園：本部は東京都。
- 佐野高等補習学校：本部は栃木県。
- 佐野ドレメ専修学校：本部は栃木県。
- 佐野日本大学学園：本部は栃木県。旧称『学校法人佐野学園』。『日本大学系』に属する。東京都に本部を持つ『佐野学園』とは無関係。
- 佐橋学園：本部は愛知県。
- 鯖江白菊洋裁女学院：本部は福井県。
- 佐原英語学校：本部は千葉県。
- 佐原みどり学園：本部は千葉県。
- 佐原白百合学園：本部は千葉県。
- ザビエル学園：本部は大阪府。『日本カトリック学校連合会』に属する。
- ザビエル学園：本部は宮崎県。『日本カトリック学校連合会』に属する。
- ザビエル学園：本部は山口県。『日本カトリック学校連合会』に属する。
- ザベリオ学園：本部は福島県。
- 座間学園：本部は神奈川県。
- 佐保会学園：本部は奈良県。
- 様似学園：本部は北海道。
- 三溝学園：本部は北海道。
- さみどり学園：本部は鹿児島県。
- 早翠学園：本部は福井県。
- サムエル学園：本部は東京都。
- 寒川さくら幼稚園：本部は神奈川県。
- 鮫島学園：本部は鹿児島県。
- 狭山ケ丘学園：本部は埼玉県。
- 佐山学園：本部は茨城県。
- 佐山学園：本部は栃木県。
- さゆり学園：本部は埼玉県。
- 小百合学園：本部は東京都。『日本カトリック学校連合会』に属する。
- 小百合学園：本部は広島県。
- 小百合モンテッソーリ学園：本部は埼玉県。
- 小百合料理学園：本部は群馬県。
- サルナート学園：本部は福岡県。
- 猿橋幼稚園：本部は山梨県。
- サレジオ学院：本部は神奈川県。『日本カトリック学校連合会』に属する。『サレジオ修道会』を母体とする。
- 沢学園：本部は千葉県。
- さわき学園：本部は茨城県。
- 沢木珠算学校：本部は北海道。
- 沢田学園：本部は埼玉県。
- 澤田学園：本部は島根県。
- 沢野学園：本部は神奈川県。
- 早蕨学園：本部は埼玉県。
- さわら学園：本部は福岡県。
- さわらび服装専門学校：本部は群馬県。
- 三愛学園：本部は大阪府。
- 三愛学園：本部は福岡県。
- 三愛高等学院：本部は沖縄県。
- 三育学院：本部は千葉県。『キリスト教学校教育同盟』に属する。
- 三育学園：本部は福島県。
- 三育学園：本部は宮崎県。
- 山陰中央自動車学校：本部は鳥取県。
- 山陰理容美容学園：本部は島根県。
- 三樺学園：本部は宮崎県。
- 産業医科大学：本部は福岡県。
- 産業技術学園：本部は北海道。『滋慶学園グループ』に属する。
- 産業技術短期大学
- 産業教育事業団：本部は栃木県。
- 産業能率大学：本部は東京都。旧称『学校法人産業能率短期大学』『学校法人産能大学』。
- 三軒茶屋幼稚園：本部は東京都。
- 三昊学園：本部は神奈川県。
- 山光学園：本部は埼玉県。
- 三光学園：本部は東京都。
- 三光学園：本部は広島県。
- 三幸学園：本部は東京都。2014年4月1日付で『小田原女子短期大学』と合併した。
- 三志学園：本部は愛媛県。
- 三子珠算学校：本部は三重県。
- サンシャイン学園：本部は東京都。『東京福祉大学グループ』に属する。
- 三松学園：本部は静岡県。
- 三条大谷学園：本部は新潟県。
- 三条みのり学園：本部は新潟県。
- 三信学園：本部は大分県。
- 山水学園：本部は長野県。
- 三星学園：本部は千葉県。
- 三田入江学園：本部は兵庫県。
- 三田学園：本部は兵庫県。読み方は『さんだがくえん』。
- 三田入江学園：本部は兵庫県。
- 三田川田学園：本部は兵庫県。
- サンテクノカレッジ：本部は山梨県。
- サント・アンゼロ学院：本部は大阪府。『日本カトリック学校連合会』に属する。
- 山王学園：本部は秋田県。
- 山王学園：本部は神奈川県。
- 山王学園：本部は千葉県。
- 山王台学園：本部は神奈川県。
- 山王幼稚園：本部は愛知県。
- 三宝学園：本部は青森県。読み方は『さんぽうがくえん』。
- 三宝学園：本部は大阪府。読み方は『さんぼうがくえん』。
- 三宝学園：本部は神奈川県。読み方は『さんぼうがくえん』。
- 三宝学園：本部は埼玉県。読み方は『さんぽうがくえん』。
- 三宝学園：本部は山口県。読み方は『さんほうがくえん』。
- 三法学園：本部は栃木県。
- 三宝幼稚園：本部は群馬県。読み方は『さんぽうようちえん』。
- 三宝幼稚園：本部は和歌山県。読み方は『さんぼうようちえん』。
- 三位一体会：本部は山口県。『日本カトリック学校連合会』に属する。
- サンモールインターナショナルスクール：本部は神奈川県。
- 三友学園：本部は岡山県。
- 三友学園：本部は栃木県。
- 山陽学園：本部は岡山県。
- 山陽学園：本部は兵庫県。
- 三陽学園：本部は東京都。
- 山陽自動車学校：本部は山口県。
- 山陽女学園：本部は広島県。
- 山陽タイピスト専修学校：本部は岡山県。
- サンライズ学園：本部は埼玉県。
- サンライズ学園：本部は北海道。
- 三和会：本部は青森県。
- 三和学園：本部は千葉県。

### し
- 慈愛学園：本部は岡山県。
- 慈愛学園：本部は鹿児島県。
- 慈愛学園：本部は兵庫県。
- 椎名学園：本部は茨城県。
- 椎名夢学園：本部は茨城県。
- 椎野学園：本部は山形県。旧称『学校法人米沢家政学園』。
- 慈雲学園：本部は佐賀県。
- JPS学園：本部は岐阜県。
- 塩入学園：本部は茨城県。
- 塩川学園：本部は福岡県。
- 塩田学園：本部は千葉県。
- 塩原育英会：本部は神奈川県。
- 塩原学園：本部は埼玉県。
- 塩原学園：本部は福岡県。
- 汐見学園：本部は三重県。
- 塩谷学園：本部は北海道。
- ジ・オリオン学園：本部は三重県。1969年7月17日に破産宣告を受け、設置した『学校法人ジ・オリオン高等学校』は廃校となった。
- シオン学院：本部は茨城県。
- 紫苑学園：本部は青森県。
- シオン学園：本部は沖縄県。
- 四恩学園：本部は神奈川県。
- 賜恩学園：本部は神奈川県。
- シオン学園：本部は埼玉県。
- 四恩学園：本部は東京都。
- 四恩学園：本部は山口県。
- 慈温学園：本部は福岡県。
- 慈園学園：本部は宮城県。
- 慈温学園：本部は山口県。
- シオン幼稚園：本部は愛媛県。
- 滋賀学園：本部は滋賀県。
- 志賀学園：本部は愛知県。
- 志賀学園：本部は福島県。
- 滋賀カトリック学園：本部は滋賀県。『日本カトリック学校連合会』に属する。
- 志学学園：本部は岡山県。
- 至学館：本部は愛知県。旧称『学校法人中京女子大学』『学校法人内木学園』。『大阪商業大学系』に属する。
- 司学館：本部は滋賀県。
- 志学館：本部は福岡県。
- 志学館学院：本部は埼玉県。
- 志學館学園：本部は鹿児島県。旧称『学校法人実践学園』。
- 滋賀朝鮮学園：本部は滋賀県。
- 四釜学園：本部は東京都。
- 信楽学園：本部は広島県。
- 志紀学園：本部は大阪府。
- 志木学園：本部は埼玉県。
- 敷島学園：本部は神奈川県。
- 敷島学園：本部は東京都。
- 敷島学園：本部は奈良県。
- 慈強学園：本部は愛媛県。
- 重井学園：本部は広島県。
- 慈恵学園：本部は茨城県。
- 滋慶学園：本部は東京都。『滋慶学園グループ』に属する。
- 慈恵学園：本部は広島県。
- 滋慶京都学園：本部は京都府。『滋慶学園グループ』に属する。
- 滋慶コミュニケーションアート：本部は愛知県。『滋慶学園グループ』に属する。
- 慈恵大学：本部は東京都。
- 滋慶文化学園：本部は福岡県。『滋慶学園グループ』に属する。
- 歯研会学園：本部は東京都。『滋慶学園グループ』に属した。2013年4月1日付で『東京生命科学学園』と『日野学園』と『赤堀学園』と合併して『東京滋慶学園』が発足。
- 枝光学園：本部は東京都。『日本カトリック学校連合会』に属する。
- 志向学園：本部は福島県。
- 慈光学園：本部は茨城県。
- 慈光学園：本部は大阪府。
- 慈光学園：本部は鹿児島県。
- 慈光学園：本部は神奈川県。
- 慈光学園：本部は埼玉県。
- 慈光学園：本部は佐賀県。
- 慈光学園：本部は東京都。
- 慈光学園：本部は長崎県。
- 慈光学園：本部は福島県。
- 慈光学園：本部は三重県。
- 慈光学園：本部は宮崎県。
- 慈光学園：本部は山口県。
- 慈光ながそね学園：本部は大阪府。
- 四国音楽学院：本部は愛媛県。
- 四国学院：本部は香川県。『キリスト教学校教育同盟』に属する。
- 四国大学：本部は徳島県。
- 四国高松学園：本部は香川県。
- 宍倉学園：本部は千葉県。
- 蜆塚幼稚園：本部は静岡県。
- 時習学館：本部は福岡県。
- 時習学館：本部は福岡県。『神戸学園グループ』に属する。
- 至常学園：本部は京都府。
- 慈照学園：本部は埼玉県。
- 四条畷学園：本部は大阪府。
- 静岡医療学園：本部は静岡県。
- 静岡英和学院：本部は静岡県。旧称『学校法人静岡英和女学院』。『キリスト教学校教育同盟』に属する。
- 静岡学園：本部は静岡県。
- 静岡県西遠女子学園：本部は静岡県。
- 静岡県西部理容美容学園：本部は静岡県。
- 静岡県東部理容美容学園：本部は静岡県。
- 静岡県美容学園：本部は静岡県。
- 静岡自動車学園：本部は静岡県。1990年7月に『静岡県自動車学園』から分離して発足。
- 静岡珠算学校：本部は静岡県。
- 静岡白百合幼稚園：本部は静岡県。
- 静岡精華学園：本部は静岡県。
- 静岡聖光学院：本部は静岡県。『日本カトリック学校連合会』に属する。
- 静岡聖母学園：本部は静岡県。『日本カトリック学校連合会』に属する。
- 静岡田町珠算学校：本部は静岡県。
- 静岡田町幼稚園：本部は静岡県。
- 静岡中央ドレスメーカー女学院：本部は静岡県。
- 静岡朝鮮学園：本部は静岡県。
- 静岡豊田学園：本部は静岡県。
- 静岡中村珠算学校：本部は静岡県。
- 静岡日本語教育センター：本部は静岡県。
- 静岡雙葉学園：本部は静岡県。『日本カトリック学校連合会』に属する。
- 静岡文化芸術大学：本部は静岡県。2010年3月31日付で解散した。
- 静岡南珠算学校：本部は静岡県。
- 静岡理工科大学：本部は静岡県。旧称『学校法人静岡県自動車学園』。『学校法人静岡理工科大学グループ』に属する。
- 静岡和洋学園：本部は静岡県。
- しずわでら学園：本部は栃木県。
- 慈誠会学園：本部は東京都。
- 資生学園：本部は北海道。
- 資生堂学園：本部は東京都。
- 自然学園：本部は山梨県。
- 自然保育学園：本部は栃木県。
- 地蔵寺学園：本部は香川県。
- 史大学園：本部は千葉県。
- 志田学園：本部は静岡県。
- 設樂学園：本部は群馬県。
- 七郷学園：本部は宮城県。
- 自治医科大学：本部は東京都。
- 実学教育学園：本部は新潟県。
- 実学舎：本部は埼玉県。
- 実川学園：本部は千葉県。
- 実教学園：本部は福岡県。
- 実践学園：本部は東京都。旧称『財団法人実践学園』。
- 実践女子学園：本部は東京都。
- 七宝台学園：本部は愛媛県。
- 実務学園：本部は東京都。
- 四天王寺学園：本部は大阪府。
- C2C Global Education Japan：本部は山梨県。旧称『財団法人山梨学院』『学校法人山梨学院』。
- 児童福音学園：本部は秋田県。
- 志徳学園：本部は神奈川県。
- 至徳学園：本部は広島県。
- 至徳学林：本部は山形県。
- 志都呂学園：本部は静岡県。
- 品川女子学院：本部は東京都。
- 信濃学園：本部は新潟県。
- 信濃キリスト教学園：本部は長野県。
- 篠木学園：本部は静岡県。
- 篠崎学園：本部は東京都。
- 篠崎学園：本部は福岡県。設置した『水城学園』は1998年に閉校。
- 篠田学園：本部は岐阜県。
- 篠田学園：本部は福岡県。
- 篠田児童文化学園：本部は岐阜県。
- 篠ノ井学園：本部は長野県。
- 東雲学園：本部は鳥取県。
- 篠原学園：本部は東京都。
- 篠原学園：本部は福岡県。1999年に『学校法人国際学園』と合併した。
- 芝浦工業大学：本部は東京都。旧称『学校法人芝浦学園』。
- 芝学園：本部は埼玉県。
- 芝学園：本部は千葉県。
- 柴学園：本部は千葉県。
- 芝学園：本部は東京都。
- 芝﨑学園：本部は埼玉県。
- 柴田学園：本部は青森県。
- 柴田学園：本部は埼玉県。
- 柴田学園：本部は静岡県。
- 柴田学園：本部は長崎県。
- 柴田学園：本部は宮城県。
- 新発田中央高等学校：本部は新潟県。
- 柴永国際学園：本部は東京都。
- 柴光学園大学予備校：本部は兵庫県。
- 渋沢学園：本部は長野県。
- 渋谷学園：本部は東京都。読み方は『しぶたにがくえん』。
- 渋谷学園：本部は埼玉県。読み方は『しぶやがくえん』。
- 澁谷学園：本部は山梨県。
- 渋谷教育学園：本部は東京都。『早稲田大学系』『渋谷教育学園グループ』に属する。
- 慈法学園：本部は茨城県。
- 慈母学園：本部は茨城県。
- 島内学園：本部は高知県。
- 島学園：本部は埼玉県。
- 志摩学園：本部は福岡県。
- 島学園：本部は埼玉県。
- 島澤学園：本部は千葉県。
- 島澤学園：本部は東京都。
- 島田学園：本部は山口県。読み方は『しまたがくえん』。
- 嶋田学園：本部は茨城県。
- 嶋田学園：本部は大阪府。
- 島田学園：本部は静岡県。読み方は『しまだがくえん』。
- 嶋田学園：本部は福岡県。
- 島田学園：本部は山梨県。読み方は『しまだがくえん』。
- 島田実業高等専修学校：本部は静岡県。
- 島田中央学園：本部は静岡県。
- 島田南学園：本部は静岡県。
- 島津学園：本部は京都府。
- 嶋根学園：本部は埼玉県。
- 島根学園：本部は島根県。
- 島根自動車学園：本部は島根県。
- 島根信望愛学園：本部は島根県。『日本カトリック学校連合会』に属する。
- 島原学院：本部は長崎県。
- 島原活水学園：本部は長崎県。
- 清水ヶ丘学園：本部は広島県。
- 清水学院：本部は茨城県。
- しみず学園：本部は茨城県。
- 清水学園：本部は大阪府。
- 清水学園：本部は神奈川県。
- 清水学園：本部は熊本県。
- 清水学園：本部は群馬県。
- 清水学園：本部は埼玉県。
- 清水学園：本部は東京都。
- 清水学園：本部は栃木県。
- 清水学園：本部は長野県。
- 清水学園：本部は広島県。
- 清水学園：本部は北海道。
- 清水国際学園：本部は静岡県。旧称『学校法人清水女子学園』。『キリスト教学校教育同盟』に属する。
- 清水花園学園：本部は静岡県。
- 清水町幼稚園：本部は富山県。
- しみず幼稚園：本部は高知県。
- 志村学園：本部は茨城県。
- 志村学園：本部は神奈川県。
- 紫明学園：本部は京都府。
- 紫明学園：本部は京都府。
- 下飯田学園：本部は神奈川県。
- 下鴨学園：本部は京都府。
- 下境学園：本部は福岡県。
- 下志津学園：本部は千葉県。
- シモゾノ学園：本部は東京都。
- 下田学園：本部は青森県。
- 下田学園：本部は岡山県。
- 下館聖公会学園：本部は茨城県。
- 下野学園：本部は栃木県。
- 下関学院：本部は山口県。
- 下関学園：本部は山口県。
- 下関理容美容学園：本部は山口県。
- 下福島学園：本部は大阪府。
- 下村学園：本部は三重県。
- 下山学園：本部は愛知県。
- 下山学園：本部は青森県。
- 下山学園：本部は群馬県。
- 写真学園：本部は神奈川県。
- ジャパン・ビューティ・アカデミー総合美容学苑：本部は新潟県。
- 斜里大谷学園：本部は北海道。
- シャローム学園：本部は熊本県。
- シャローム学園：本部は埼玉県。
- 秀英学園：本部は京都府。
- 集英学園：本部は千葉県。
- 自由ヶ丘学園：本部は愛知県。
- 自由ヶ丘学園：本部は東京都。
- 修学院：本部は北海道。
- 自由学園：本部は東京都。旧称『財団法人自由学園』。『キリスト教学校教育同盟』に属する。
- 秀志学園：本部は宮城県。
- 就実学園：本部は岡山県。
- 十條ひまわり学園：本部は北海道。
- 修成学園：本部は大阪府。
- 集成学園：本部は鹿児島県。
- 十全青翔学園：本部は静岡県。
- 周東学園：本部は山口県。
- 修道学園：本部は広島県。
- 修道幼稚園：本部は三重県。
- 修徳学園：本部は東京都。
- 修徳学園：本部は宮崎県。
- 終南学園：本部は愛知県。
- 自由の森学園：本部は埼玉県。
- 秀法学園：本部は新潟県。
- 秀明上尾学園：本部は埼玉県。2004年に『秀明学園』と合併した。
- 秀明学園：本部は埼玉県。
- 十文字学園：本部は東京都。
- 重里学園：本部は大阪府。
- 修立幼稚園：本部は鳥取県。
- 舟陵学園：本部は新潟県。
- 夙川学院：本部は兵庫県。
- 淑徳学園：本部は東京都。
- 淑徳学園：本部は宮城県。
- 淑徳学林：本部は京都府。
- 綜藝種智院：本部は京都府。旧称『学校法人真言宗京都学園』。
- 綜芸種智院石手学園：本部は愛媛県。
- 寿光学園：本部は茨城県。
- 寿光学園：本部は京都府。
- 寿光学園：本部は佐賀県。
- 樹弘学園：本部は兵庫県。
- 寿光学園：本部は北海道。
- 守護の天使学院：本部は山口県。『日本カトリック学校連合会』に属する。
- 樹心学園：本部は東京都。
- 樹心学園：本部は富山県。
- 珠泉学院：本部は神奈川県。
- 壽泉学園：本部は埼玉県。
- 寿泉寺学園：本部は愛知県。
- シュタイナー学園：本部は神奈川県。
- 寿徳学園：本部は静岡県。
- ジュニアスクール：本部は新潟県。
- 寿福寺学園：本部は東京都。
- 首里バプテスト学園：本部は沖縄県。
- 俊幸学園：本部は神奈川県。
- 春光学園：本部は東京都。
- 淳心学院：本部は兵庫県。『日本カトリック学校連合会』に属する。
- 淳心学園：本部は北海道。
- 順心学園：本部は熊本県。旧称『学校法人大江高等学校』。『キリスト教学校教育同盟』に属した。2009年4月1日付で『開新学園』と合併した。設置した『熊本フェイス学院高等学校』は2011年3月には『開新高等学校』と合併した。
- 純真学園：本部は福岡県。旧称『学校法人純真女子学園』『学校法人福田学園』。
- 純心学園：本部は宮崎県。
- 純心女子学園：本部は長崎県。『純心ファミリー』『日本カトリック学校連合会』に属する。
- 順心広尾学園：本部は東京都。旧称『学校法人順心女子学園』。
- 純心幼稚園：本部は宮城県。
- 順正学園：本部は岡山県。旧称『学校法人高梁学園』。『加計学園グループ』に属する。
- 順天学園：本部は東京都。
- 順天堂：本部は東京都。
- 潤徳学園：本部は東京都。
- 春芳学園：本部は群馬県。
- 淳和学園：本部は岡山県。『龍谷総合学園』に属する。
- 勝愛学園：本部は愛媛県。
- 正安寺学園：本部は佐賀県。
- 照育学園：本部は鹿児島県。
- 樟蔭学園：本部は大阪府。
- 松陰学園：本部は埼玉県。
- 松蔭学園：本部は東京都。
- 松韻学園：本部は福島県。旧称『学校法人電気学園』。
- 松陰学園：本部は山口県。
- 松蔭女子学院：本部は兵庫県。『キリスト教学校教育同盟』に属する。
- 樟蔭東学園：本部は大阪府。
- 祥雲学園：本部は岐阜県。
- 正雲寺学園：本部は愛知県。
- 正栄学園：本部は青森県。
- 松栄学園：本部は茨城県。
- 昭英学園：本部は愛媛県。
- 正栄学園：本部は神奈川県。
- 頌栄学園：本部は埼玉県。
- 昭英学園：本部は静岡県。
- 彰栄学園：本部は東京都。
- 翔英学園：本部は鳥取県。
- 松栄学園：本部は福岡県。
- 翔英学園：本部は福岡県。
- 頌栄女子学院：本部は東京都。『キリスト教学校教育同盟』に属する。
- 頌栄保育学院：本部は兵庫県。『キリスト教学校教育同盟』に属する。
- 松栄幼稚園：本部は香川県。
- 浄円学園：本部は東京都。
- 正円寺学園：本部は愛知県。
- 上越学園：本部は新潟県。
- 湘央学園：本部は神奈川県。
- 浄恩学園：本部は北海道。
- 尚学院：本部は沖縄県。
- 尚学学園：本部は沖縄県。1991年に『嘉数学園』から分離して発足。『尚学院グループ』に属する。
- 浄巖学園：本部は静岡県。
- 松岩寺学園：本部は埼玉県。
- 定願寺学園：本部は栃木県。
- 正眼短期大学：本部は岐阜県。
- 松喬学園：本部は埼玉県。
- 浄暁学園：本部は福岡県。
- 浄暁学園：本部は北海道。
- 上宮学園：本部は秋田県。読み方は『じょうぐうがくえん』。
- 上宮学園：本部は鹿児島県。読み方は『じょうぐうがくえん』。
- 上宮学園：本部は埼玉県。読み方は『じょうぐうがくえん』。
- 松薫学園：本部は静岡県。
- 尚絅学院：本部は宮城県。『キリスト教学校教育同盟』に属する。
- 尚恵学園：本部は岩手県。
- 尚絅学園：本部は熊本県。
- 正恵学園：本部は埼玉県。
- 頌恵学園：本部は福井県。
- 上蹊学園：本部は兵庫県。
- 正憲学園：本部は京都府。
- 昌賢学園：本部は群馬県。
- 常源寺学園：本部は埼玉県。
- 常源寺学園：本部は兵庫県。
- 浄玄寺学園：本部は広島県。
- 昭光学園：本部は大阪府。
- 翔光学園：本部は神奈川県。
- 松光学園：本部は静岡県。
- 勝光学園：本部は長崎県。
- 昭光学園：本部は北海道。
- 常晃学園：本部は佐賀県。
- 浄光学園：本部は北海道。
- 城口学園：本部は兵庫県。
- 常広寺学園：本部は群馬県。
- 正光坊学園：本部は広島県。
- 嶂谷学園：本部は神奈川県。
- 浄国学園：本部は熊本県。
- 荘厳寺学園：本部は栃木県。
- 招魂塚学園：本部は鹿児島県。
- 城西医療学園：本部は埼玉県。『城西大学系』に属する。
- 城西学園：本部は東京都。『城西大学系』に属する。
- 城西川越学園：本部は埼玉県。旧称『学校法人城西第二学園』。『城西大学系』に属する。
- 城西大学：本部は東京都。『城西大学系』に属する。
- 荘山学園：本部は愛媛県。『帝京大学グループ』に属する。
- 松山学園：本部は群馬県。読み方は『しょうざんがくえん』。
- 象山学園：本部は東京都。読み方は『しょうざんがくえん』。
- 庄司昭学園：本部は宮城県。
- 尚志学園：本部は福島県。
- 荘司学園：本部は神奈川県。
- 庄司学園：本部は宮城県。
- 精舎学園：本部は青森県。
- 常住寺学園：本部は埼玉県。
- 松寿学園：本部は熊本県。
- 松樹学園：本部は長野県。
- 清浄院学園：本部は埼玉県。
- 常翔学園：本部は大阪府。旧称『財団法人関西工学』『財団法人摂南学園』『財団法人大阪工業大学』『学校法人大阪工業大学』『学校法人大阪工大摂南大学』。2013年4月1日付で『常翔啓光学園』と合併した。
- 常翔啓光学園：本部は大阪府。2013年4月1日付で『常翔学園』と合併した。
- 浄性寺学園：本部は岐阜県。
- 常性幼稚園：本部は兵庫県。
- 昭信学園：本部は北海道。
- 浄信学園：本部は宮崎県。
- 松翠学園：本部は岐阜県。
- 城星学園：本部は大阪府。『日本カトリック学校連合会』に属する。『扶助者聖母会』を母体とする。
- 浄正寺学園：本部は京都府。
- 松泉館：本部は兵庫県。
- 正仙寺学園：本部は栃木県。
- 正善寺学園：本部は兵庫県。
- 常泉寺学園：本部は愛知県。
- 浄泉寺学園：本部は栃木県。
- 勝専坊学園：本部は熊本県。
- 常総学院：本部は茨城県。
- 勝田学園：本部は神奈川県。
- 上智学院：本部は東京都。『日本カトリック学校連合会』に属する。2011年4月1日付で『聖母学園』を、2016年4月1日付で『栄光学園』『泰星学園』『広島学院』『六甲学院』を合併した。
- 浄智学園：本部は千葉県。
- 昭鉄学園：本部は東京都。1951年に『豊島学園』と合併し、『豊昭学園』となる。
- 聖天山学園：本部は埼玉県。
- 沼東学園：本部は埼玉県。
- 松濤学園：本部は静岡県。
- 松涛学園：本部は宮崎県。
- 城東学園：本部は茨城県。
- 城東学園：本部は大阪府。
- 城東学園：本部は東京都。
- 松徳学院：本部は島根県。『日本カトリック学校連合会』に属する。
- 尚徳学園：本部は茨城県。
- 尚徳学園：本部は鹿児島県。
- 聖徳学園：本部は神奈川県。読み方は『しょうとくがくえん』。
- 聖徳学園：本部は岐阜県。読み方は『しょうとくがくえん』。『龍谷総合学園』に属する。
- 頌徳学園：本部は静岡県。
- 聖徳学園：本部は東京都。読み方は『しょうとくがくえん』。
- 照徳学園：本部は東京都。
- 松徳学園：本部は東京都中央区。
- 松徳学園：本部は東京都八王子市。
- 聖徳学園：本部は長崎県。読み方は『しょうとくがくえん』。
- 浄徳学園：本部は福岡県。
- 浄徳学園：本部は福島県。
- 聖徳幼稚園：本部は富山県。読み方は『しゅうとくがくえん』。
- 聖徳幼稚園：本部は福井県。読み方は『しょうとくがくえん』。
- 聖徳幼稚園：本部は山梨県。読み方は『しょうとくがくえん』。
- 浄土宗教育資団：本部は京都府。2002年5月9日付で『華頂学園』、2009年4月1日付で『東山学園』をそれぞれ合併した。同日付で『佛教教育学園』に名称変更。
- しょうとも学園：本部は茨城県。
- 庄内神社学園：本部は大阪府。
- 湘南学院：本部は神奈川県。
- 湘南学園：本部は神奈川県。
- 淞南学園：本部は島根県。『立正大学系』に属する。
- 湘南工科大学：本部は神奈川県。
- 湘南白百合学園：本部は神奈川県。『日本カトリック学校連合会』『白百合学園系』に属する。
- 淞南台学園：本部は神奈川県。
- 淞南ふれあい学園：本部は神奈川県。
- 湘南みどり学園：本部は神奈川県。
- 淞南やまゆり学園：本部は神奈川県。
- 湘南ライナス学園：本部は神奈川県。
- 城南学園：本部は茨城県猿島郡五霞町。
- 城南学園：本部は茨城県日立市。
- 城南学園：本部は大分県。
- 城南学園：本部は大阪府。
- 城南学園：本部は千葉県。
- 城南学園：本部は山形県。
- 称念寺学園：本部は栃木県。
- 浄念寺学園：本部は広島県。
- 生野学園：本部は大分県。読み方は『しょうのがくえん』。
- 松柏学院：本部は鳥取県。
- 勝幡髙等速算学校：本部は愛知県。
- 庄原学園：本部は広島県。
- 裳美学園：本部は群馬県。
- 尚美学園：本部は東京都。
- 松風学園：本部は滋賀県。
- 松風学園：本部は兵庫県。
- 勝福寺学園：本部は富山県。
- 常福寺学園：本部は茨城県。
- 浄福寺学園：本部は茨城県。
- 昌平学園：本部は埼玉県。
- 昌平黌：本部は福島県。旧称『学校法人昌平学校』。
- 松峯学園：本部は東京都。
- 祥鳳学園：本部は東京都。
- 常法学園：本部は福岡県。
- 正法寺学園：本部は長崎県。
- 昭法寺学園：本部は広島県。
- 情報文化学園：本部は神奈川県。
- 城北学園：本部は岐阜県。
- 城北学園：本部は静岡県。
- 城北学園：本部は東京都。
- 城北埼玉学園：本部は埼玉県。
- 城北幼稚園：本部は山梨県。
- 正村学園：本部は福岡県。
- 正明学園：本部は愛知県。
- 松明学園：本部は鹿児島県。
- 城山学園：本部佐賀県。読み方は『じょうやまがくえん』。
- 少友学園：本部は茨城県。
- 昇陽学院：本部は山口県。『YICグループ』に属する。
- 翔洋学園：本部は茨城県。
- 昇陽学園：本部は沖縄県。
- 翔陽学園：本部は千葉県。
- 城陽学園：本部は京都府。
- 常陽学園：本部は東京都。
- 松籟学園：本部は山口県。
- 翔凜学園：本部は千葉県。
- 上楽学園：本部は岐阜県。
- 常楽寺学園：本部は大阪府。
- 昇龍学園：本部は愛知県。
- 少林寺学園：本部は宮城県。
- 定林寺立正幼稚園：本部は山梨県。
- 正蓮寺学園：本部は長崎県。
- 昭和愛育学園：本部は広島県。
- 昭和医科大学：本部は東京都。旧称『財団法人昭和医学専門学校』『財団法人昭和医科大学』『学校法人昭和医科大学（初代）』『学校法人昭和大学』。
- 昭和一高学園：本部は東京都。
- 昭和学院：本部は千葉県。
- 昌和学園：本部は愛知県。
- 清和学園：本部は神奈川県。読み方は『しょうわがくえん』。
- 庄和学園：本部は埼玉県。
- 昭和学園：本部は佐賀県。
- 昭和学園：本部は静岡県。
- 昭和学園：本部は広島県。
- 昭和学園：本部は福井県。
- 昭和学園：本部は宮崎県。
- 昭和学園：本部は和歌山県。
- 浄和学園：本部は佐賀県。
- 昭和女子大学：本部は東京都。
- 昭和第一学園：本部は東京都。
- 庄和森田学園：本部は埼玉県。
- 昭和薬科大学：本部は東京都。
- 昭和洋裁学院：本部は愛知県。
- 昭和幼稚園：本部は大阪府。
- 昭和幼稚園：本部は福井県。
- 昭和幼稚園：本部は和歌山県。
- 食糧学院：本部は東京都。
- 女子学院：本部は東京都。『キリスト教学校教育同盟』に属する。
- 女子美術大学：本部は東京都。
- 如竹学園：本部は鹿児島県。
- 白井学院：本部は神奈川県。
- 白石学園：本部は鹿児島県。
- 白梅学園：本部は東京都。読み方は『しらうめがくえん』。
- 白梅幼稚園：本部は和歌山県。
- 白江学園：本部は大阪府。
- 白老日章学園：本部は北海道。
- 白岡学園：本部は埼玉県。
- 白樺学園：本部は神奈川県。
- 白樺学園：本部は北海道。
- 白川学園：本部は北海道。
- 白川台幼稚園：本部は兵庫県。
- 白木学園：本部は福岡県。
- 白菊育英学園：本部は千葉県。
- 白菊学園：本部は愛知県。
- しらぎく学園：本部は東京都。
- 精幼稚園：本部は佐賀県。
- しらさぎ学園：本部は埼玉県。
- 白須賀学園：本部は千葉県。
- 白鷹学園：本部は山形県。
- 白鳥学園：本部は鹿児島県。読み方は『しらとりがくえん』。
- 不知火学園：本部は福岡県。
- 白根開善学校：本部は群馬県。
- 白萩学園：本部は東京都。
- 白藤学園：本部は熊本県。
- 白藤学園：本部は富山県。
- 白藤学園：本部は奈良県。
- 白百合学園：本部は愛知県。
- 白ゆり学園：本部は愛媛県。
- 白ゆり学園：本部は香川県。
- 白ゆり学園：本部は群馬県。
- 白百合学園：本部は埼玉県。
- 白百合学園：本部は東京都。『日本カトリック学校連合会』『白百合学園系』に属する。
- 白百合学園：本部は栃木県。
- 白百合学園：本部は奈良県。
- 白ゆり学園：本部は新潟県。
- 白百合学園：本部は福岡県。
- 白百合学園：本部は福島県。
- 白ゆり学園：本部は兵庫県。
- 白百合学園：本部は広島県。
- 白百合学園：本部は三重県。
- 白百合幼稚園：本部は秋田県。
- しらゆり幼稚園：本部は栃木県。
- 白水学園：本部は福岡県。
- 白水学園：本部は北海道。
- しろがね学園：本部は埼玉県。
- 白銀学園：本部は青森県。
- 白金幼稚園：本部は東京都。
- 白銀幼稚園：本部は石川県。
- 城地学園：本部は大阪府。
- 白鳥学園：本部は岐阜県。読み方は『しろとりがくえん』。
- 白鳥学園：本部は広島県。
- 白鳥学園：本部は和歌山県。
- しろはな学園：本部は兵庫県。
- 白ばらリズム学園：本部は群馬県。
- 城山学院：本部は愛知県。
- しろやま学園：本部は熊本県。
- 城山学園：本部は鹿児島県。読み方は『しろやまがくえん』。
- 城山学園：本部は栃木県。読み方は『しろやまがくえん』。
- 城山珠算学校：本部は三重県。
- 城山幼稚園：本部は愛知県。
- しろゆり学園：本部は岡山県。
- 紫波学園：本部は岩手県。
- 真愛学院：本部は兵庫県。
- 真愛学園：本部は岩手県。
- 信愛学園：本部は鹿児島県。
- 信愛学園：本部は神奈川県。
- 神愛学園：本部は群馬県。
- 信愛学園：本部は埼玉県。
- 信愛学園：本部は静岡県。
- 信愛学園：本部は千葉県。
- 神愛学園：本部は千葉県。『日本カトリック学校連合会』に属する。
- 信愛学園：本部は長崎県。『日本カトリック学校連合会』に属する。
- 神愛学園：本部は長野県。
- 親愛学園：本部は奈良県。
- 信愛学園：本部は広島県。
- 神愛学園：本部は福岡県。
- 信愛学園：本部は福岡県福岡市。
- 信愛学園：本部は福岡県宗像市。
- 神愛学園：本部は福島県。
- 神愛学園：本部は宮崎県。
- 真愛学園：本部は山口県。
- 信愛ふじはら学園：本部は埼玉県。
- 真育園：本部は長崎県。
- 真栄学園：本部は秋田県。
- 進栄学園：本部は大阪府。
- 新栄学園：本部は神奈川県。
- 信栄学園：本部は神奈川県。
- 神栄学園：本部は千葉県。
- 信栄学園：本部は福島県。
- 新英学園：本部は宮城県。
- 神応院学園：本部は広島県。
- 新大阪学園：本部は大阪府。
- 新学舎：本部は北海道。
- 信学会：本部は長野県。旧称『学校法人信州学園』。
- 真観学園：本部は福岡県。
- 森巖寺学園：本部は東京都。
- 神宮学院：本部は新潟県。
- 仁敬学園：本部は埼玉県。
- 眞蹊樹小林学園：本部は静岡県。
- 新家学園：本部は大阪府。
- 心華学園：本部は京都府。
- 心月学園：本部は福井県。
- 進研学園：本部は岡山県。
- 心光学園：本部は埼玉県。
- 新高学園：本部は埼玉県。
- 真光学園：本部は静岡県。
- 新江学園：本部は新潟県。
- 神港学園：本部は兵庫県。
- 真光寺学園：本部は愛知県。
- 親光幼稚園：本部は大分県。
- 真言宗洛南学園：本部は京都府。2011年4月に『真言宗京都学園』から分離して発足。
- 新歯会東洋医療学園：本部は大阪府。『滋慶学園グループ』に属する。2013年4月1日付で『新歯会』と『東洋医療学園』が合併して発足。
- 新静岡学園：本部は静岡県。旧称『学校法人第二静岡学園』。
- 真宗大谷学園：本部は京都府。『真宗大谷派学校連合会』に属する。
- 真宗大谷学園：本部は北海道。
- 進修学園：本部は大阪府。
- 真宗寺学園：本部は岐阜県。
- 信州長野学園：本部は長野県。
- 仁寿会：本部は新潟県。
- 新宿学園：本部は東京都。
- 信証学苑：本部は埼玉県。
- 真證学園：本部は広島県。
- 新庄学園：本部は山形県。
- 新庄こひつじ学園：本部は山形県。
- 真照寺学園：本部は栃木県。
- 真勝寺学園：本部は福岡県。
- 真人学園：本部は新潟県。
- 新星学園：本部は岡山県。
- 伸成学園：本部は神奈川県。
- 新星学園：本部は東京都。
- 真生学園：本部は佐賀県。
- 新生学園：本部は東京都。
- 真盛学苑：本部は三重県。
- 尽誠学園：本部は香川県。
- 神石高原学園：本部は広島県。
- 新善光寺学園：本部は北海道。
- 真颯館：本部は福岡県。
- 新田学園：本部は香川県。読み方は『しんでんがくえん』。
- 新田幼稚園：本部は埼玉県。
- 神通学館：本部は富山県。
- 新藤学園：本部は神奈川県。
- 進藤学園：本部は東京都。
- 神童学園：本部は大阪府。
- 信徳学園：本部は千葉県。
- 進徳学園：本部は広島県。
- 真徳寺学園：本部は岐阜県。
- 進徳幼稚園：本部は山梨県。
- 新所沢幼稚園：本部は埼玉県。
- 新都市学園：本部は埼玉県。
- 新富学園：本部は宮崎県。
- 真如学園：本部は大阪府。
- 神野学園：本部は愛知県。
- 真美学園：本部は愛媛県。
- 真備学園：本部は岡山県。
- 神美学園：本部は千葉県。
- 真福学園：本部は山口県。
- 新双葉幼稚園：本部は埼玉県。
- 信望愛学園：本部は山口県。『日本カトリック学校連合会』に属する。
- 信望学園：本部は長野県。
- 心宝学園：本部は神奈川県。
- 新丸学園：本部は大阪府。
- 新間杉の子学園：本部は静岡県。
- 新武蔵野学園：本部は埼玉県。
- 神撫山学園：本部は兵庫県。
- 神明の杜：本部は東京都。
- 真曜学園：本部は大阪府。
- 真利学園：本部は香川県。
- 真理学園：本部は東京都。
- 神理学園：本部は福岡県。
- 真龍寺学園：本部は岐阜県。
- 真蓮寺学園：本部は長崎県。
- 真和学園：本部は大阪府。
- 神和学園：本部は静岡県。
- 伸和学園：本部は富山県。
- 親和学園：本部は兵庫県。
- 新和学園：本部は福井県。旧称『学校法人依田学園』。2021年4月1日付で『金井学園』と合併した。
- 心和学園：本部は宮崎県。
- 真和学園：本部は宮崎県。
- 真和学園：本部は山形県。
- 親和幼稚園：本部は兵庫県。

### す
- 随縁寺学園：本部は神奈川県。
- 水光学院：本部は福岡県。
- 翠光学園：本部は広島県。
- 瑞光学園：本部は静岡県。
- 瑞松院学園：本部は福岡県。
- 瑞祥学園：本部は山口県。
- 水城高等学校：本部は茨城県。
- 翠伸学園：本部は神奈川県。
- 瑞聖学園：本部は福岡県。
- 瑞泉学園：本部は栃木県。
- 瑞泉寺学園：本部は愛知県。
- 穂徳学園：本部は千葉県。
- スイト文化洋裁専門学校：本部は岐阜県。
- 水原ドレスメーカー専門学校：本部は新潟県。
- 瑞宝学園：本部は愛知県。
- 瑞鳳学園：本部は宮城県。
- 数研学園：本部は北海道。
- 崇主学園：本部は広島県。
- 末次学園：本部は鹿児島県。
- スエヒロ学園：本部は宮城県。
- 末益学園：本部は福岡県。
- スカイ中村学園：本部は千葉県。
- 菅生学園：本部は岐阜県。
- 菅生学園：本部は東京都。『東海大学系』に属する。
- 須賀学園：本部は栃木県。読み方は『すかがくえん』。
- 須賀学園：本部は東京都。読み方は『すががくえん』。
- 須賀川専門学校：本部は福島県。
- 菅原学園：本部は東京都。
- 菅原学園：本部は宮城県。
- 菅原天満宮学園：本部は大阪府。
- 巣鴨学園：本部は東京都。
- 菅谷學園：本部は東京都。
- 菅谷洋裁松井田分学院：本部は群馬県。
- スガ洋裁女学院：本部は愛知県。
- 杉井洋裁学校：本部は静岡県。
- 杉浦学園：本部は静岡県。
- 杉尾学園：本部は山口県。
- 杉崎学園：本部は神奈川県。
- 杉澤学園：本部は秋田県。
- 杉田学園：本部は大阪府。
- 杉田学園：本部は神奈川県。
- 杉田学園：本部は千葉県。
- 杉並央文幼稚園：本部は東京都。
- 杉並学院：本部は東京都。
- 杉並学園：本部は神奈川県。
- 杉並学園：本部は東京都。
- 杉並東洋幼稚園：本部は東京都。
- 杉並ひまわり幼稚園：本部は東京都。
- 杉野学園：本部は東京都。
- すぎのこ学園：本部は大分県。
- すぎのこ学園：本部は栃木県。
- 杉の子学園：本部は青森県。
- 杉の子学園：本部は神奈川県。
- 杉の子学園：本部は東京都。
- 杉の子学園：本部は北海道。
- 杉の子学園：本部は山形県。
- 杉野洋裁研究所：本部は神奈川県。
- 杉原学園：本部は広島県。
- 杉原学園：本部は福島県。
- 杉原学園：本部は北海道。
- 杉村学園：本部は兵庫県。
- 杉本学園：本部は茨城県。
- 杉本学園：本部は大阪府。
- 杉森学園：本部は群馬県。
- 杉森学園：本部は千葉県。
- 杉森学園：本部は福岡県。
- 杉山編物技芸学院：本部は茨城県。
- 杉山学園：本部は神奈川県。
- 杉山学園：本部は岐阜県。『杉山第三学園』の姉妹法人。
- 椙山女学園：本部は愛知県。
- 杉山女子学園：本部は岐阜県。
- 杉山神社幼稚園：本部は神奈川県。
- 杉山第三学園：本部は岐阜県。『杉山学園』の姉妹法人。
- 助川学園：本部は茨城県。
- 須合学園：本部は北海道。
- スコーレ：本部は岩手県。
- 健やか学園：本部は神奈川県。
- 須﨑学園：本部は東京都。
- 朱雀学園：本部は京都府。
- 逗子開成学園：本部は神奈川県。
- 逗子かぐのみ学園：本部は神奈川県。
- スジャータ学園：本部は群馬県。
- 鈴鹿医療科学大学：本部は三重県。
- 鈴鹿学園：本部は京都府。
- 鈴鹿学園：本部は三重県。
- 鈴鹿享栄学園：本部は三重県。2014年4月1日付で『享栄学園』から分離して発足。『享栄学園グループ』に属する。
- 鈴鹿珠算学校：本部は三重県。
- 鈴鹿文化学園：本部は三重県。
- 鈴学園：本部は東京都。
- すすき学園：本部は福岡県。
- 鈴木学園：本部は愛知県。
- 鈴木学園：本部は神奈川県。『鈴木グループ』に属する。
- 鈴木学園：本部は埼玉県。
- 鈴木学園：本部は静岡県。
- 鈴木学園：本部は千葉県。
- 鈴木学園：本部は栃木県。
- 鈴木学園：本部は北海道。
- 鈴木学園：本部は山梨県。
- 鈴木学園：本部は和歌山県。
- 鈴木珠算学校：本部は愛知県。
- 鈴木珠算学校：本部は東京都。
- 鈴木ドレスメーカー女学院：本部は茨城県。
- 鈴関高等商業学校：本部は三重県。
- 鈴峯学園：本部は広島県。
- 雀村学園：本部は東京都。
- 鈴幼稚園：本部は石川県。
- すずらん学園：本部は東京都。
- 鈴蘭台学園：本部は兵庫県。
- 鈴蘭ファッションカルチャー専門学校：本部は奈良県。
- すずらん洋裁学院：本部は兵庫県。
- 鈴蘭洋裁学院：本部は三重県。
- 鈴蘭幼稚園：本部は長野県。
- 周田学園：本部は北海道。設置した『根室明照高等学校』は1970年に根室市立に移管され、現在は『北海道根室西高等学校』となっている。
- 須田学園：本部は東京都。
- 頭陀寺学園：本部は静岡県。
- ステパノ佐伯学園：本部は神奈川県。
- ステラマリス学園：本部は熊本県。『日本カトリック学校連合会』に属する。
- 須藤学園：本部は神奈川県。
- スバルが丘岸本学園：本部は兵庫県。
- スバル学院本巣校：本部は岐阜県。
- 昴学園：本部は石川県。
- スピノラ学園：本部は大阪府。『日本カトリック学校連合会』に属する。
- 須磨浦学園：本部は兵庫県。
- 須磨学園：本部は兵庫県。
- 住田学園：本部は広島県。
- 墨田幼稚園：本部は東京都。
- すみのえ学園：本部は神奈川県。
- 住野学園：本部は神奈川県。
- 住道学園：本部は大阪府。
- 住吉学園：本部は大阪府。
- 住吉学園：本部は静岡県。
- 住吉学園：本部は兵庫県。
- 住吉学園：本部は宮崎県。
- 住吉清水学園：本部は大阪府。
- スミレ・アカデミー：本部は兵庫県。
- すみれ学園：本部は愛知県。
- すみれ学園：本部は愛媛県。
- すみれ学園：本部は大阪府。
- すみれ学園：本部は神奈川県。
- すみれ学園：本部は高知県。
- すみれ学園：本部は埼玉県。
- すみれ学園：本部は千葉県。
- 純美禮学園：本部は滋賀県。旧称『財団法人純美禮学園』。
- すみれ服装学院：本部は栃木県。
- スミレ文化服飾専修学校：本部は静岡県。
- すみれ洋裁専門学校：本部は広島県。
- すみれ幼稚園：本部は栃木県。
- 洲本被昇天学園：本部は兵庫県。
- 駿河学院：本部は静岡県。
- 摺河学園：本部は兵庫県。
- 駿河台学園：本部は東京都。『駿台グループ』に属する。2019年4月1日付で『駿河台南学園』を合併した。
- 駿河台大学：本部は埼玉県。『駿台グループ』に属する。
- 駿河台南学園：本部は東京都。『駿台グループ』に属した。旧称『学校法人駿河台アカデミー学園』。2019年4月1日付で『駿河台学園』と合併した。
- 諏訪編物技芸学院：本部は長野県。
- 諏訪学園：本部は愛知県。
- 諏訪学園：本部は茨城県。
- 諏訪学園：本部は神奈川県。
- 諏訪学園：本部は埼玉県。
- 諏訪学園：本部は山形県。
- 諏訪商業珠算学校：本部は長野県。
- 須和田学園：本部は千葉県。
- 諏訪森学園：本部は大阪府。
- 諏訪幼稚園：本部は長崎県。
- スワン服飾専門学校：本部は滋賀県。
- 駿台学園：本部は東京都。
- 駿台甲府学園：本部は山梨県。旧称『学校法人甲府北星高等学校』『学校法人駿河台西学園』。
- 駿台予備学校四谷校：本部は東京都。
- 駿優学園：本部は福島県。
- 駿優国際学園：本部は福島県。

### せ
- 聖愛学園：本部は石川県。
- 聖愛学園：本部は茨城県。
- 聖愛学園：本部は岐阜県。
- 聖愛学園：本部は滋賀県。
- 聖愛学園：本部は東京都。
- 聖愛学園：本部は広島県。
- 聖愛学園：本部は福岡県。
- 聖愛学園：本部は宮崎県。
- 聖愛学園：本部は和歌山県。
- 清愛学園：本部は栃木県。
- 聖愛幼稚園：本部は石川県
- 聖愛幼稚園：本部は広島県
- 聖愛幼稚園：本部は山梨県。
- 聖ヴィアンネ学園：本部は北海道。『日本カトリック学校連合会』に属する。
- 聖ウルスラ学院：本部は宮城県。『日本カトリック学校連合会』に属する。
- 晴雲学園：本部は富山県。
- 青雲学園：本部は長崎県。
- 聖園学院：本部は長崎県。2017年4月1日付で『南山学園』と合併した。
- 聖英学園：本部は愛知県。
- 清永学園：本部は石川県。
- 青英学園：本部は大阪府。
- 清英学園：本部は神奈川県。
- 青叡舎学院：本部は熊本県。
- 青淵学園：本部は埼玉県。
- 精華学園：本部は大阪府。
- 精華学園：本部は埼玉県。
- 精華学園：本部は福岡県。
- 誠華学園：本部は奈良県。
- 晴華学園：本部は広島県。
- 聖華学園：本部は三重県。『日本カトリック学校連合会』に属する。
- 聖学院：本部は東京都。『キリスト教学校教育同盟』に属する。
- 聖カタリナ学園：本部は愛知県。『日本カトリック学校連合会』に属する。
- 聖カタリナ学園：本部は愛媛県。『日本カトリック学校連合会』に属する。
- 青丘：本部は茨城県。
- 清教学園：本部は大阪府。『キリスト教学校教育同盟』に属する。
- 清谿学園：本部は鹿児島県。
- 聖契学園：本部は埼玉県。
- 誠恵学園：本部は静岡県。
- 聖経学園：本部は東京都。
- 聖啓学園：本部は長野県。
- 成蹊学園：本部は東京都。
- 清月学園：本部は埼玉県。
- 聖公会青葉学園：本部は宮城県。
- 聖公会栄光学園：本部は青森県。
- 聖公会学園：本部は沖縄県。
- 聖公会学園：本部は新潟県。
- 聖公会北関東学園：本部は埼玉県。
- 聖公会頌栄学園：本部は福島県。
- 聖公会神学院：本部は東京都。
- 聖公会聖アンデレ学園：本部は千葉県。
- 聖公会聖十字学園：本部は神奈川県。
- 聖公会聖パウロ学園：本部は秋田県。
- 聖公会聖母学園：本部は新潟県。
- 聖公会聖ヨハネ学園：本部は静岡県。
- 聖公会北海道学園：本部は北海道。
- 聖公会聖ミカエル学園：本部は秋田県。
- 聖公会紅葉幼稚園：本部は新潟県。
- 聖公会盛岡こひつじ学園：本部は岩手県。
- 成晃学院：本部は大阪府。
- 聖光学院：本部は福島県。『キリスト教学校教育同盟』に属する。
- 清光学園：本部は愛知県。
- 清光学園：本部は富山県。『龍谷総合学園』に属する。
- 清光学園：本部は福岡県。
- 清光学園：本部は北海道。
- 聖公学園：本部は愛知県。
- 聖公学園：本部は福岡県。
- 聖光学園：本部は京都府。
- 聖光学園：本部は埼玉県。
- 聖光学園：本部は宮城県。
- 清香学園：本部は大阪府。
- 清幸学園：本部は神奈川県。
- 誠広学園：本部は岐阜県。
- 成光学園：本部は京都府。
- 静光学園：本部は佐賀県。
- 星光学園：本部は東京都。
- 生光学園：本部は徳島県。
- 正興学園：本部は埼玉県。
- 盛光学園：本部は栃木県。
- 誓光学園：本部は広島県。
- 清行学園：本部は福井県。
- 晴光学園：本部は福岡県。
- 清谷学園：本部は東京都。
- 聖コルベ学園：本部は東京都。『日本カトリック学校連合会』に属する。
- 星槎：本部は神奈川県。『星槎グループ』に属する。
- 星槎こども園KIDS planet：本部は神奈川県。『星槎グループ』に属する。2021年3月15日付で『国際学園』から分離して発足した。
- 西薩キリスト教学園：本部は鹿児島県。
- 聖三一学園：本部は福井県。
- 聖山学園：本部は京都府。
- 星子学園：本部は大阪府。
- 誠之学園：本部は岡山県。
- 勢至学園：本部は静岡県。
- 聖使学園：本部は福岡県。
- 聖主学園：本部は北海道。
- 正秀学園：本部は東京都。
- 聖十字学院：本部は三重県。
- 聖十字学園：本部は長野県。
- 聖十字ヨハネ学園：本部は和歌山県。
- 清尚学院：本部は北海道。
- 成章学園：本部は神奈川県。
- 清正学園：本部は神奈川県。読み方は『せいしょうがくえん』。
- 誠昭学園：本部は大阪府。
- 清勝学園：本部は埼玉県。
- 清尚学園：本部は鳥取県。
- 聖尚学園：本部は新潟県。
- 成城学園：本部は大阪府。
- 成城学園：本部は東京都。
- 精常学園：本部は兵庫県。
- 青照学舎：本部は熊本県。
- 成城学校：本部は東京都。
- 聖書学園：本部は千葉県。1964年4月に『聖書農学園』から分離して発足。『キリスト教学校教育同盟』に属する。
- 成女学園：本部は東京都。
- 聖心ウルスラ学園：本部は宮崎県。『日本カトリック学校連合会』に属する。
- 聖心学院：本部は高知県。
- 清真学園：本部は茨城県。
- 晴心学園：本部は愛媛県。
- 聖晋学園：本部は大阪府。
- 聖心学園：本部は岐阜県。読み方は『せいしんがくえん』。
- 聖心学園：本部は神奈川県。読み方は『せいしんがくえん』。
- 聖心学園：本部は東京都。読み方は『せいしんがくえん』。『日本カトリック学校連合会』に属する。
- 聖心学園：本部は新潟県。読み方は『せいしんがくえん』。
- 聖心学園：本部は奈良県。読み方は『せいしんがくえん』。
- 聖心学園：本部は宮崎県。読み方は『せいしんがくえん』。
- 誠心学園：本部は神奈川県。
- 誠心学園：本部は静岡県。
- 誠心学園：本部は東京都。
- 清心学園：本部は群馬県。
- 清心学園：本部は東京都。
- 清心学園：本部は栃木県。
- 誠真学園：本部は千葉県。
- 誠真学園：本部は宮城県。
- 精心学園：本部は東京都。
- 西神学園：本部は兵庫県。
- 誠信学園：本部は広島県。
- 聖心女子学院：本部は東京都。『日本カトリック学校連合会』に属する。
- 聖心の布教姉妹会：本部は愛知県。『日本カトリック学校連合会』に属する。
- 聖心の布教姉妹会：本部は高知県。『日本カトリック学校連合会』に属する。
- 聖心幼稚園：本部は鳥取県。
- 誠心幼稚園：本部は山梨県。
- 聖ステパノ学園：本部は神奈川県。『キリスト教学校教育同盟』に属する。
- 西成学園：本部は長崎県。
- 聖泉学院：本部は千葉県。
- 聖泉学園：本部は茨城県。
- 聖泉学園：本部は滋賀県。
- 清泉学園：本部は大阪府。
- 清泉学園：本部は千葉県。
- 清泉学園：本部は富山県。
- 誠泉学園：本部は千葉県。
- 晴川学舎：本部は福島県。旧称『学校法人東北薬科大学』。
- 清泉女学院：本部は神奈川県。『日本カトリック学校連合会』に属する。
- 清泉女子大学：本部は東京都。『日本カトリック学校連合会』に属する。
- 清泉幼稚園：本部は石川県。
- 正則学院：本部は東京都。
- 正則学園：本部は東京都。
- 青丹学園：本部は奈良県。
- 清長学園：本部は神奈川県。
- 聖テレジア学園：本部は愛知県。『日本カトリック学校連合会』に属する。
- 聖テレジア学園：本部は石川県。『日本カトリック学校連合会』に属する。
- 聖テレジア学園：本部は山梨県。
- 青桐学園：本部は静岡県。
- 成道学園：本部は沖縄県。
- 精道学園：本部は長崎県。
- 清徳学園：本部は埼玉県。
- 清徳学園：本部は静岡県。
- 清徳学園：本部は千葉県。
- 成徳学園：本部は東京都。
- 成徳学園：本部は兵庫県。『龍谷総合学園』に属する。
- 成徳学園：本部は北海道。
- 聖徳学園：本部は広島県。読み方は『せいとくがくえん』。
- 聖徳学園：本部は北海道。読み方は『せいとくがくえん』。
- 聖トマ学園：本部は神奈川県。『日本カトリック学校連合会』に属する。
- 聖ドミニコ学院：本部は宮崎県。
- 聖ドミニコ学園：本部は東京都。『日本カトリック学校連合会』に属する。
- 聖ドミニコ幼稚園：本部は京都府。
- 西南学院：本部は福岡県。『キリスト教学校教育同盟』に属する。
- 西南幼稚園：本部は福岡県。
- 西南女学院：本部は福岡県。『キリスト教学校教育同盟』に属する。
- 西濃学園：本部は岐阜県。
- 清野学園：本部は宮城県。
- 誠之会学園：本部は茨城県。
- 聖パウロ学園：本部は岩手県。
- 聖パウロ学園：本部は滋賀県。
- 聖パウロ学園：本部は東京都。『日本カトリック学校連合会』に属する。
- 誠美学園：本部は東京都。『大妻女子大学系』に属した。2013年4月1日付で『大妻学院』と合併した。
- 星美学園：本部は青森県。
- 星美学園：本部は静岡県。
- 星美学園：本部は東京都。『日本カトリック学校連合会』に属する。『扶助者聖母会』を母体とする。1956年に『目黒星美学園』を分離したが、2016年4月1日付で再び同法人を合併した。
- 成美学園：本部は京都府。旧称『学校法人成美学苑』。
- 清美学園：本部は埼玉県。
- 清美学園：本部は広島県。
- 誠美幼稚園：本部は石川県。
- 清風学園：本部は大阪府。
- 清風学園：本部は佐賀県。
- 清風学園：本部は千葉県。
- 清風学園：本部は広島県。
- 清風学園：本部は山形県。
- 青風塾：本部は京都府。
- 清風南海学園：本部は大阪府。
- 清風明育社：本部は大阪府。
- 西武学園：本部は神奈川県。
- 聖武学園：本部は大分県。
- 聖フランシスコ学園：本部は愛知県。『日本カトリック学校連合会』に属する。
- 聖フランシスコ学園：本部は埼玉県。
- 聖フランシスコ学園：本部は東京都。『日本カトリック学校連合会』に属する。
- 聖フランシスコ学園：本部は長崎県。『日本カトリック学校連合会』に属する。
- 聖フランシスコ学園：本部は長野県。『日本カトリック学校連合会』に属する。
- 清文学園：本部は埼玉県。
- 聖ペトロ学園：本部は滋賀県。設置した『聖泉短期大学』は2011年度を以って学生募集を停止し、『聖泉大学短期大学部』に組織変更。
- 聖ペトロ学園：本部は奈良県。
- 清芳学園：本部は茨城県。
- 清芳学園：本部は栃木県。
- 誠峰学園：本部は神奈川県。
- 清峯学園：本部は千葉県。
- 西芳学園：本部は京都府。
- 西芳学園：本部は新潟県。
- 清豊学園：本部は北海道。
- 聖望学園：本部は埼玉県。『キリスト教学校教育同盟』に属する。
- 聖母学園：本部は石川県。『日本カトリック学校連合会』に属する。
- 聖母学園：本部は茨城県。『日本カトリック学校連合会』に属する。
- 聖母学園：本部は香川県。『日本カトリック学校連合会』に属する。
- 聖母学園：本部は熊本県。『日本カトリック学校連合会』に属する。
- 聖母学園：本部は東京都。『日本カトリック学校連合会』に属した。2011年4月1日付で『上智学院』と合併した。
- 聖母学園：本部は新潟県。『日本カトリック学校連合会』に属する。
- 聖母女学院：本部は京都府。
- 聖母の騎士学園：本部は長崎県。『日本カトリック学校連合会』に属する。
- 聖母被昇天学院：本部は大阪府。『日本カトリック学校連合会』に属する。
- 聖母マリア学園：本部は長野県。
- 聖マリア学院：本部は長崎県。
- 聖マリア学院：本部は福岡県。『キリスト教学校教育同盟』『聖マリアグループ』に属する。
- 聖マリア学園：本部は愛知県。『日本カトリック学校連合会』に属する。
- 聖マリア学園：本部は鹿児島県。
- 聖マリア学園：本部は神奈川県。『日本カトリック学校連合会』に属する。
- 聖マリア学園：本部は京都府。
- 聖マリアの園：本部は兵庫県。『日本カトリック学校連合会』に属する。
- 聖マリアの無原罪学園：本部は岐阜県。『日本カトリック学校連合会』に属する。
- 聖マリアンナ医科大学：本部は神奈川県。
- 聖ミカエル学院：本部は神奈川県。
- 聖ミカエル学園：本部は兵庫県。
- 聖ミカエル国際学校：本部は兵庫県。
- 聖ミカエル兵庫幼稚園：本部は兵庫県。
- 聖明学園：本部は千葉県。
- 清明学園：本部は東京都。
- 清明学園：本部は北海道。
- 青明学園：本部は広島県。
- 清明高等学校：本部は三重県。設置した『清明高等学校』は1997年に廃校となっている。
- 生命森の学園：本部は千葉県。
- 聖メリー学園：本部は千葉県。
- 聖約学園：本部は福岡県。
- 清友学園：本部は大阪府。
- 誠優学園：本部は大阪府。
- 清洋学園：本部は福岡県。
- 聖ヨゼフ学園：本部は京都府。
- 聖ヨゼフ学園：本部は福岡県。『日本カトリック学校連合会』に属する。
- 聖ヨゼフ学園：本部は和歌山県。
- 聖ラファエル幼稚園：本部は兵庫県。
- 青蘭学院：本部は東京都。
- 生蘭学園：本部は神奈川県。
- 青藍幼稚園：本部は山梨県。
- 聖リゴリオ学園：本部は長野県。『日本カトリック学校連合会』に属する。
- 成立学園：本部は東京都。
- 清滝寺学園：本部は栃木県。
- 晴陵医療学園：本部は新潟県。
- 清陵学園：本部は大阪府。『大阪商業大学系』に属した。2001年4月に『谷岡学園』と合併した。
- 正良学園：本部は千葉県。
- 星陵学園：本部は兵庫県。
- 清涼学園：本部は宮崎県。
- 聖ルカ学園：本部は福井県。
- 聖ルカ学園：本部は宮城県。
- 聖霊会：本部は愛知県。『日本カトリック学校連合会』に属する。
- 聖霊学園：本部は秋田県。『日本カトリック学校連合会』に属する。
- 聖隷学園：本部は静岡県。『キリスト教学校教育同盟』に属する。
- 清麗学園：本部は東京都。
- 聖路加看護学園：本部は東京都。
- 聖和学院：本部は神奈川県。
- 誠和学院：本部は兵庫県。
- 聖和学園：本部は青森県。
- 聖和学園：本部は茨城県。
- 聖和学園：本部は岐阜県。
- 聖和学園：本部は滋賀県。
- 聖和学園：本部は広島県。
- 聖和学園：本部は宮城県。
- 聖和学園：本部は山口県。
- 清和学園：本部は大阪府。読み方は『せいわがくえん』。
- 清和学園：本部は京都府。読み方は『せいわがくえん』。
- 清和学園：本部は群馬県。読み方は『せいわがくえん』。
- 清和学園：本部は高知県。読み方は『せいわがくえん』。『キリスト教学校教育同盟』に属する。
- 清和学園：本部は千葉県。読み方は『せいわがくえん』。
- 清和学園：本部は東京都。読み方は『せいわがくえん』。
- 清和学園：本部は福岡県。読み方は『せいわがくえん』。
- 正和学園：本部は神奈川県。
- 正和学園：本部は東京都。
- 青和学園：本部は埼玉県。
- 星和学園：本部は埼玉県。『日本カトリック学校連合会』に属する。
- 誠和学園：本部は千葉県。
- 静和学園：本部は栃木県。
- 聖和女子学院：本部は長崎県。『日本カトリック学校連合会』に属する。
- 聖和大学：本部は兵庫県。『キリスト教学校教育同盟』に属した。2009年4月1日付で『関西学院』と合併した。
- 星和台学園：本部は福岡県。
- 清和多田学園：本部は兵庫県。
- 清和文化服装専修学校：本部は茨城県。
- 清和幼稚園：本部は高知県。
- 関学園：本部は神奈川県。
- 関学園：本部は長野県。
- 関学園：本部は福岡県。
- 瀬木学園：本部は愛知県。旧称『財団法人瀬木学園』。
- 関口学園：本部は群馬県。
- 関口学園：本部は東京都。
- 関口学園：本部は栃木県。
- 赤心幼稚園：本部は群馬県。
- 石善学園：本部は新潟県。
- 関田学園：本部は東京都。
- 関野学園：本部は埼玉県。
- 関根学園：本部は茨城県。
- 関根学園：本部は新潟県。
- 関町学園：本部は東京都。
- 関山学園：本部は神奈川県。
- 関幼稚園：本部は岐阜県。
- 世田谷学園：本部は東京都。
- 世田谷明光学園：本部は東京都。
- 世田谷若葉幼稚園：本部は東京都。
- 摂取学園：本部は福井県。
- 摂津ドレスメーカー女学院：本部は兵庫県。
- 雪嶺学園：本部は北海道。
- 瀬戸内学院：本部は香川県。
- 瀬戸内学園：本部は広島県。旧称『財団法人松本学園』『学校法人松本学園』。
- 瀬戸学園：本部は神奈川県。
- 瀬戸谷学園：本部は静岡県。
- せばる学園：本部は鹿児島県。
- 蝉川学園：本部は愛知県。
- セムイ学園：本部は愛知県。
- 瀬谷学園：本部は神奈川県。
- セリシア学園：本部は千葉県。
- セレスタ学園：本部は長崎県。『日本カトリック学校連合会』に属する。
- 全愛学園：本部は大阪府。
- 千栄学園：本部は神奈川県。
- 仙英学園：本部は山形県。
- 善永学園：本部は東京都。
- 善衛学園：本部は宮崎県。
- 専応寺学園：本部は大阪府。
- 善行学院：本部は神奈川県。
- 善教寺学園：本部は広島県。
- 善教寺学園：本部は福岡県。
- 善行寺学園：本部は山形県。
- 泉光学園：本部は大阪府。
- 染香学園：本部は山口県。
- 善光寺学園：本部は岐阜県。
- 全国理容中央学園：本部は東京都。
- 泉州学園：本部は大阪府。『近畿大学系』に属する。
- 専宗学園：本部は大阪府。
- 専修学園：本部は福岡県。
- 専修学園：本部は三重県。
- 専修大学：本部は東京都。『専修大学系』に属する。
- 専修大学附属高等学校：本部は東京都。旧称『学校法人京王学園』。『専修大学系』に属する。
- 専修大学松戸高等学校：本部は千葉県。『専修大学系』に属する。
- 専正学園：本部は新潟県。
- 扇城学園：本部は大分県。『龍谷総合学園』に属する。
- 専勝寺学園：本部は福岡県。
- 専称寺学園：本部は山形県。
- 専誠寺学園：本部は北海道。
- 泉新学園：本部は大阪府。
- 宣真学園：本部は大阪府。
- 宣真学園：本部は三重県。
- 泉心学園：本部は熊本県。
- 洗心学園：本部は佐賀県。
- 洗心学園：本部は東京都。
- 洗心学園：本部は富山県。
- 洗心学園：本部は新潟県。
- 洗心学園：本部は三重県。
- 全人学園：本部は富山県。
- 泉水学園：本部は千葉県。
- 洗足学園：本部は神奈川県。
- 千束若竹学園：本部は東京都。
- 仙台育英学園：本部は宮城県。
- 千代学園：本部は静岡県。
- 仙臺学園：本部は宮城県。
- 仙台北学園：本部は宮城県。
- 仙台こひつじ学園：本部は宮城県。
- 川内純心女子学園：本部は鹿児島県。『日本カトリック学校連合会』『純心ファミリー』に属した。2007年4月付で『鹿児島純心女子学園』と合併した。
- 仙台白百合学園：本部は宮城県。
- 仙台佛教学園：本部は宮城県。
- 仙台法経学園：本部は宮城県。
- 仙台みどり学園：本部は宮城県。
- 仙台百合学院：本部は宮城県。『日本カトリック学校連合会』に属する。
- 仙台YMCA学園：本部は宮城県。
- 栴檀学園：本部は千葉県。
- 栴檀学園：本部は宮城県。
- 栴檀学園：本部は山形県。
- センチュリー・カレッジ：本部は石川県。
- 善通寺学園：本部は広島県。
- 善導院学園：本部は京都府。
- 善東学園：本部は愛知県。
- 善導学園：本部は京都府。
- 仙都学園：本部は宮城県。
- 泉都学園：本部は宮崎県。
- 善徳学園：本部は広島県。
- 禅徳学園：本部は北海道。
- 専徳寺学園：本部は青森県。
- せんとく幼稚園：本部は広島県。
- セント・ジョセフ・インターナショナル・スクール：本部は神奈川県。
- セント・ベル幼稚園：本部は東京都。
- セントヨゼフ女子学園：本部は三重県。『日本カトリック学校連合会』に属する。
- 千成学園：本部は千葉県。
- 泉涌寺学園：本部は京都府。
- 専念寺学園：本部は愛知県。
- 専念寺学園：本部は秋田県。
- 専念寺学園：本部は大阪府。
- 専念寺学園：本部は東京都。
- 専念寺学園：本部は福島県。
- 善念寺学園：本部は福島県。
- 船場御坊幼稚園：本部は兵庫県。
- 泉北成晃学院：本部は大阪府。
- 専門学校米子女学園：本部は鳥取県。
- 千里丘学園：本部は大阪府。
- 千里丘文化学園：本部は大阪府。
- 千里国際学園：本部は兵庫県。2010年4月1日付で『関西学院』と合併した。
- 千里山学院：本部は大阪府。
- ぜんりょう学園：本部は福岡県。
- 善龍寺学園：本部は大阪府。
- 善隣学園：本部は茨城県。
- 善隣学園：本部は沖縄県。
- 禅林学園：本部は香川県。

### そ
- 曽池学園：本部は愛知県。
- 相愛学園：本部は大阪府。『龍谷総合学園』に属する。
- 相愛学園：本部は沖縄県。
- 相愛学園：本部は香川県。
- 創愛学園：本部は鹿児島県。旧称『学校法人寺師学園』。
- 相愛学園：本部は静岡県。
- 相愛学園：本部は東京都。
- 相愛学園：本部は北海道。
- 相愛学園：本部は宮崎県。
- 学校法人相育学園相育学園：本部は静岡県。
- 宗圓学園：本部は愛知県。
- 草苑学園：本部は東京都。『キリスト教学校教育同盟』に属する。
- 桑園学園：本部は北海道。
- 桑園幼稚園：本部は北海道。
- 創価学園：本部は東京都。
- 宗学園：本部は福岡県。
- 草加青徳学園：本部は埼玉県。
- 創価大学：本部は東京都。
- 草加みどり幼稚園：本部は埼玉県。
- 双恵学園：本部は埼玉県。
- 創研学園：本部は北海道。
- 宗玄寺学園：本部は大阪府。
- 総合技術学園：本部は北海道。
- 創志学園：本部は兵庫県。旧称『学校法人大和女子学園』『学校法人愛媛女子学園』。『創志学園グループ』に属する。2001年3月に『国際情報学園』と合併して発足。
- 総持学園：本部は神奈川県。
- 雑司ヶ谷学院：本部は東京都。
- 双修学園：本部は東京都。
- 崇樹学園：本部は福岡県。
- 総純寺学園：本部は岐阜県。
- 捜真学院：本部は神奈川県。『キリスト教学校教育同盟』に属する。
- 創心会：本部は福岡県。
- 創真総合技術学園：本部は大阪府。
- 捜真バプテスト学園：本部は神奈川県。
- 爽青会：本部は静岡県。
- 創生学園：本部は北海道。
- 創成学園：本部は北海道。
- 相泉学園：本部は神奈川県。
- 相双キリスト教学園：本部は福島県。
- 創造社学園：本部は大阪府。
- 創造の森学園：本部は北海道。
- 雙暢学園：本部は山形県。
- 早出学園：本部は静岡県。
- 曹洞学園：本部は茨城県。
- 創都学園：本部は東京都。
- 草土学園：本部は千葉県。
- 崇徳学園：本部は広島県。『龍谷総合学園』に属する。
- 相武学園：本部は神奈川県。
- 双峰学園：本部は愛知県。
- 雙鳳学園：本部は埼玉県。
- 象山学園：本部は静岡県。読み方は『ぞうやまがくえん』。
- 宗祐寺学園：本部は神奈川県。
- 添田学園：本部は千葉県。
- 速行学園：本部は福岡県。
- 則天学園：本部は大阪府。
- 磯鶏学園：本部は岩手県。
- 曽沢学園：本部は長野県。
- そだちの園：本部は東京都。
- 外旭川学園：本部は秋田県。
- ソニー学園：本部は神奈川県。
- 曽根学園：本部は宮城県。
- そのえだ学園：本部は京都府。
- 曽野学園：本部は愛知県。
- 園田学園：本部は兵庫県。
- ソーパル記念学園：本部は千葉県。
- ソフィア学園：本部は千葉県。
- 祖父江学園：本部は愛知県。
- 染葉学園：本部は静岡県。
- 染谷学園：本部は千葉県。
- 染矢学園：本部は兵庫県。
- SOLA沖縄学園：本部は沖縄県。
- 素霊学園：本部は東京都。

## た行

### た
- 第一学園：本部は熊本県。
- 第一学園：本部は東京都。
- 第一原田学園：本部は岡山県。
- 第一平田学園：本部は岡山県。
- 大応学園：本部は愛知県。
- 大覚寺学園：本部は京都府。
- 大巖寺学園：本部は千葉県。
- 大京学園：本部は埼玉県。
- 大空学園：本部は神奈川県。
- 大恵会：本部は栃木県。
- タイケン学園：本部は東京都。『タイケン学園グループ』に属する。
- タイケン国際学園：本部は愛媛県。『タイケン学園グループ』に属する。
- 大好学園：本部は愛知県。
- 大光学園：本部は埼玉県。
- 大護学園：本部は愛媛県。
- 大五洋：本部は京都府。
- 第三静岡学園：本部は静岡県。
- 太子学園：本部は千葉県。
- 大志学園：本部は東京都。
- 大勝院学園：本部は千葉県。
- 大正学園：本部は福井県。
- 大昌学園：本部は愛知県。
- 大商学園：本部は大阪府。
- 大正大学：本部は東京都。
- 大乗学園：本部は愛知県。
- 大乗学園：本部は群馬県。
- 大成学園：本部は北海道。読み方は『だいじょうがくえん』。
- 大乗淑徳学園：本部は東京都。
- 太清学園：本部は愛知県。
- 大成学園：本部は茨城県。読み方は『たいせいがくえん』。
- 泰成学園：本部は埼玉県。
- 大成学園：本部は東京都。読み方は『たいせいがくえん』。
- 泰星学園：本部は福岡県。『日本カトリック学校連合会』に属していた。2016年4月1日付で『上智学院』と合併した。[1]
- 大聖学園：本部は静岡県。
- 大石寺学園：本部は静岡県。
- 大雪学園：本部は北海道。
- 大智学園：本部は沖縄県。
- 大東学園：本部は大阪府。
- 大東学園：本部は東京都。
- 大東中央学園：本部は大阪府。
- 大東文化学園：本部は東京都。旧称『学校法人文政大学』『学校法人大東文化大学』。1972年に『盈進学園』と合併したが、1977年に再び分離独立。
- 大東若竹学園：本部は大阪府。
- 大同学園：本部は愛知県。
- 大道学園：本部は埼玉県。
- 大道学園：本部は奈良県。
- 大徳寺学園：本部は埼玉県。
- 第二麻生学園：本部は山口県。旧称『学校法人山陽電波学園』『学校法人山口学園』。『麻生学園グループ』に属する。
- 第二岩永学園：本部は長崎県。
- 第二純心学園：本部は長崎県。『純心ファミリー』『日本カトリック学校連合会』に属する。
- 第二永井学園：本部は群馬県。
- 大日学園：本部は岐阜県。
- 大日学園：本部は埼玉県。
- 大美学園：本部は大阪府。
- 大福幼稚園：本部は福岡県。
- 太平洋：本部は新潟県。
- 太平洋学園：本部は高知県。
- 大望学園：本部は埼玉県。
- 當麻学園：本部は東京都。
- 大丸クリエーターズアカデミー：本部は京都府。
- 岱明学園：本部は熊本県。
- 泰明学園：本部は群馬県。
- だいもん学園：本部は大阪府。
- 大雄学園：本部は静岡県。
- 太陽学院：本部は北海道。
- 太陽学園：本部は愛知県。
- 太陽学園：本部は青森県。
- 太陽学園：本部は埼玉県。
- 太陽学園：本部は三重県。
- 太陽幼稚園：本部は新潟県。
- 大楽寺学園：本部は茨城県。
- 大蓮寺学園：本部は神奈川県。
- 大和学園：本部は京都府。読み方は『たいわがくえん』。
- 大和学園：本部は愛知県。読み方は『だいわがくえん』。
- 代和学園：本部は佐賀県。
- 高井学園：本部は岐阜県。
- 高井学園：本部は群馬県。
- 高岩学園：本部は埼玉県。
- 高尾学園：本部は福岡県。
- 髙岡学園：本部は愛知県。
- 高岡学園：本部は大阪府。
- 高岡学園：本部は富山県。
- 高岡第一学園：本部は富山県。
- 多賀学園：本部は愛媛県。
- 高木学園：本部は神奈川県。
- 高木学園：本部は千葉県。
- 高城学園：本部は東京都。読み方は『たかぎがくえん』。
- 高木学園：本部は福岡県。『高木学園グループ』『国際医療福祉大学・高邦会グループ』に属する。
- 高岸学園：本部は愛知県。
- 高岸幼稚園：本部は佐賀県。
- 高倉学園：本部は愛知県。
- 高倉幼稚園：本部は大阪府。
- 高桑学園：本部は愛知県。
- 高桑新町速算学校：本部は群馬県。
- 高坂新井学園：本部は埼玉県。
- 高崎健康福祉大学：本部は群馬県。旧称『学校法人須藤学園』『学校法人群馬女子学園』。
- 高崎商科大学：本部は群馬県。旧称『学校法人高崎佐藤学園』。
- 高砂学園：本部は岐阜県。
- 髙澤学園：本部は東京都。
- 高階鈴木学園：本部は埼玉県。
- 髙嶋学園：本部は千葉県。
- 高清水幼稚園：本部は秋田県。
- 高城学園：本部は福岡県。読み方は『たかじょうがくえん』。
- 高須学園：本部は茨城県。
- 高洲学園：本部は静岡県。
- 高杉学園：本部は福岡県。
- 高瀬学園：本部は栃木県。
- 高田学園：本部は岩手県。読み方は『たかたがくえん』。
- 高田学園：本部は北海道。読み方は『たかだがくえん』。
- 高田学苑：本部は三重県。
- 田方学園：本部は広島県。
- 高田文化学園：本部は新潟県。
- 高千穂編物学院：本部は宮崎県。
- 高千穂学園：本部は東京都。
- 高千穂学園：本部は宮崎県。
- 高塚学園：本部は静岡県。
- 高塚わかば学園：本部は千葉県。
- 高槻高等学校：本部は大阪府。2014年4月1日付で『大阪医科大学』と合併した。
- 高槻田中学園：本部は大阪府。
- 高槻双葉学園：本部は大阪府。
- 鷹寺学園：本部は富山県。
- 高取珠算学校：本部は愛知県。
- 高取幼稚園：本部は福岡県。
- 高鍋学園：本部は宮崎県。
- 高縄学園：本部は東京都。
- 高縄幼稚園：本部は愛媛県。
- 高根学園：本部は神奈川県。
- 高根学園：本部は静岡県。
- 高根学園：本部は千葉県。
- 高根沢育英会：本部は栃木県。
- 高野学園：本部は埼玉県。
- 髙野学園：本部は東京都。
- 鷹野学園：本部は山梨県。
- たかの友梨学園：本部は東京都。
- 高羽幼稚園：本部は兵庫県。
- 高橋学園：本部は神奈川県。
- 高橋学園：本部は埼玉県。
- 高橋学園：本部は千葉県。
- 髙橋学園：本部は東京都。
- 高橋学園：本部は宮城県。
- 髙橋学園：本部は山形県。
- 髙橋家政専門学校：本部は富山県。
- 髙橋文化学園：本部は東京都。
- 高原学苑：本部は愛媛県。
- 高渕学園：本部は青森県。
- 高松学園：本部は香川県。
- 高松学園：本部は長野県。『真宗大谷派学校連合会』に属する。
- 高松高等予備校：本部は香川県。
- 高松聖母被昇天学院：本部は香川県。『日本カトリック学校連合会』に属する。
- 高松聖ヤコブ幼稚園：本部は香川県。
- 高松中央高等学校：本部は香川県。
- 高丸学園：本部は兵庫県。
- 高見学園：本部は福岡県。
- 高水学園：本部は山口県。
- 高宮学園：本部は東京都。2006年4月に『東朋学園』を合併した。
- 髙村育英会：本部は東京都。
- 高牟礼学園：本部は福岡県。
- 高基学園：本部は千葉県。
- 高森学園：本部は熊本県。
- 高柳学園：本部は千葉県。
- 高山学園：本部は東京都。
- 高山学園：本部は福岡県。
- 高山短期大学：本部は岐阜県。
- 高山文化学園：本部は東京都。
- 宝学園：本部は愛知県。
- たから学園：本部は愛媛県。
- 宝学園：本部は静岡県。
- たから学園：本部は千葉県。
- たから学園：本部は福岡県。
- たから学園：本部は福島県。
- 宝田学園：本部は神奈川県。
- 宝田学園：本部は東京都。
- 宝田学園：本部は北海道。
- 宝塚伊和志津学園：本部は兵庫県。
- 宝塚音楽学校：本部は兵庫県。
- 宝塚厚生幼稚園：本部は兵庫県。
- 宝塚自然学園：本部は兵庫県。
- 宝塚ふたば学園：本部は兵庫県。
- 宝塚武庫山学園：本部は兵庫県。
- 田川学園：本部は千葉県。
- 滝学園：本部は愛知県。
- 高城学園：本部は東京都。読み方は『たきがくえん』。
- 多木学園：本部は兵庫県。
- 滝川学園：本部は愛知県。系列法人に『名栄学院』がある。
- 瀧川学園：本部は兵庫県。
- 滝川学園：本部は北海道。
- 滝川興禅学園：本部は北海道。
- 瀧澤学園：本部は千葉県。
- 瀧野川女子学園：本部は東京都。
- 滝の坊学園：本部は愛知県。
- 多幾山学園：本部は広島県。
- 拓殖大学：本部は東京都。『拓殖大学系』に属する。
- 田口学園：本部は神奈川県。
- 田口学園：本部は千葉県。
- 田口学園：本部は東京都。
- 田口学園：本部は広島県。
- 田久保学園：本部は千葉県。
- 田熊学園：本部は広島県。
- 宅和学園：本部は宮崎県。
- 武井育英会：本部は兵庫県。
- 武居学園：本部は山口県。
- 竹田学園：本部は愛知県。
- 竹田学園：本部は神奈川県。
- 竹田学園：本部は埼玉県。
- 竹江学園：本部は茨城県。
- 竹川学園：本部は愛知県。
- 竹岸学園：本部は茨城県。
- 武末学園：本部は福岡県。
- 竹田学園：本部は大阪府。
- 武田学園：本部は大阪府。
- 武田学園：本部は岡山県。
- 竹田学園：本部は神奈川県。
- 武田学園：本部は埼玉県。
- 武田学園：本部は千葉県。
- 武田学園：本部は広島県。
- 竹塚学園：本部は東京都。
- 竹中学園：本部は岡山県。
- 竹ノ内学園：本部は埼玉県。
- 竹早学園：他部は東京都。旧称『学校法人竹早教員養成所』。
- 竹前学園：本部は群馬県。
- 武町学園：本部は鹿児島県。
- 竹村学園：本部は大阪府。
- たけより学園：本部は茨城県。
- 田後学園：本部は東京都。
- 太宰府天満宮学園：本部は福岡県。
- 田澤学園：本部は東京都。
- 田代学園：本部は埼玉県。
- 田添学園：本部は長崎県。
- 多田学園：本部は兵庫県。
- 多田学園：本部は北海道。
- 多田野学園：本部は福島県。
- 立出野学園：本部は埼玉県。
- 立江寺学園：本部は兵庫県。
- 立川学園：本部は佐賀県。
- 立川学園：本部は東京都。1950年より『立川短期大学』を運営していたが、1959年に東京都に移管し、『東京都立立川短期大学』となったため、現在は消滅。
- 立川中野学園：本部は東京都。
- 立川富士見学園：本部は東京都。
- 橘学院：本部は神奈川県。
- たちばな学園：本部は愛知県。『東京福祉大学グループ』に属する。
- 橘学苑：本部は神奈川県。
- 橘学園：本部は神奈川県。
- 立花学園：本部は神奈川県。
- 橘学園：本部は京都府。
- たちばな学園：本部は群馬県。
- 橘学園：本部は埼玉県。
- たちばな学園：本部は佐賀県。
- 橘学園：本部は静岡県。
- たちばな学園：本部は千葉県。
- 立華学園：本部は東京都。
- たちばな学園：本部は長崎県。
- たちばな学園：本部は長野県。
- 橘学園：本部は福岡県。
- 立花学園：本部は福岡県。
- たちばな学園：本部は福島県。
- たちばな学園：本部は宮城県。
- 立華学園：本部は宮城県。
- 橘学園：本部は宮崎県。
- たちばな文化学園：本部は福島県。
- 立花幼稚園：本部は愛媛県。
- 橘幼稚園：本部は東京都。
- 龍澤学館：本部は岩手県。『龍澤学館グループ』に属する。
- 立城学園：本部は神奈川県。
- 立田学園：本部は熊本県。
- 田土学園：本部は大阪府。
- 龍の子学園：本部は静岡県。
- 辰馬育英会：本部は兵庫県。『白鹿グループ』の一員。『甲陽学院中学校』『甲陽学院高等学校』を設置。
- たつみ学園：本部は大阪府。
- 辰巳学園：本部は奈良県。
- たつみ東学園：本部は大阪府。
- 伊達育英会：本部は三重県。
- 伊達育英学園：本部は北海道。
- 伊達学園：本部は広島県。
- 伊達キリスト教会学園：本部は北海道。
- 舘田学園：本部は青森県。
- 立松学園：本部は愛知県。
- 立山学園：本部は大分県。
- 館山白百合学園：本部は千葉県。
- 田中育英会：本部は東京都。
- 田中学園：本部は石川県。
- 田中学園：本部は茨城県。
- 田中学園：本部は大分県。
- 田中学園：本部は大阪府。
- 田中学園：本部は神奈川県。
- 田中学園：本部は岐阜県。
- 田中学園：本部は埼玉県。
- 田中学園：本部は静岡県。
- 田中学園：本部は千葉県。
- 田中学園：本部は東京都。
- 田中学園：本部は広島県。
- 田中学園：本部は福岡県。
- 田中学園：本部は宮城県。
- 田中芸術学園：本部は東京都。
- 田中重子制帽専門学院：本部は福岡県。
- 田中千代学園：本部は東京都。
- 田中みどり学園：本部は茨城県。
- 田中みどり服飾学院：本部は兵庫県。
- 田名橋学園：本部は福岡県。
- 田辺学園：本部は青森県。
- 田辺学園：本部は東京都。
- 谷内学園：本部は北海道。
- ダニエル・ノーマン記念学園：本部は長野県。
- 谷岡学園：本部は大阪府。旧称『財団法人城東文化学園』『財団法人大阪城東大学』『学校法人大阪城東大学』。『大阪商業大学系』に属する。
- 渓学園：本部は埼玉県。
- 谷学園：本部は北海道。
- 谷川学園：本部は長崎県。
- 谷川学園：本部は福岡県。
- 谷口学園：本部は大阪府。
- 谷郷学園：本部は兵庫県。
- 谷野学園：本部は大阪府。
- 谷山学園：本部は和歌山県。
- 田沼学園：本部は群馬県。
- 種子島シオン学園：本部は鹿児島県。
- 田畑学園：本部は福島県。
- 田畑学園：本部は北海道。
- 田原学園：本部は愛知県。
- 田原学園：本部は福岡県。
- 田原学園：本部は和歌山県。
- 田原坂学園：本部は熊本県。
- 田平学園：本部は長崎県。
- 田布施幼稚園：本部は山口県。
- 田渕学園：本部は愛媛県。
- タブチ学園：本部は島根県。
- 田渕学園：本部は福岡県。
- 田部井学園：本部は群馬県。
- 田北学院：本部は大分県。
- 玉浦学園：本部は大分県。
- 多摩川学園：本部は埼玉県。
- 玉川学園：本部は東京都。旧称『財団法人玉川学園』。
- 多摩川学園：本部は東京都。
- 玉川聖学院：本部は東京都。『キリスト教学校教育同盟』に属する。
- 玉川正和行学園：1956年9月に『五島育英会』と合併した。
- 玉木学園：本部は長崎県。旧称『学校法人玉木女子学園』。
- 玉腰学園：本部は愛知県。
- 玉祖学園：本部は山口県。
- 玉ぞの幼稚園：本部は長崎県。
- 玉田学園：本部は兵庫県。
- 玉津学園：本部は愛媛県。
- 玉手山学園：本部は大阪府。
- 玉名学園：本部は熊本県。『専修大学系』に属する。
- 玉名白梅学園：本部は熊本県。
- 玉名ルーテル学園：本部は熊本県。
- 玉南学園：本部は埼玉県。
- 玉虫学園：本部は熊本県。
- 玉村学園：本部は群馬県。
- 多摩美術大学：本部は東京都。
- たみ学園：本部は茨城県。
- 田蓑学園：本部は大阪府。
- 田村学園：本部は茨城県。
- 田村学園：本部は東京都。『渋谷教育学園グループ』に属する。
- 田村学園：本部は宮崎県。
- 多聞学院：本部は神奈川県。
- 多聞学園：本部は福岡県。
- 多良見学園：本部は長崎県。
- 垂水大薗学園：本部は鹿児島県。
- 淡海文化学園：本部は滋賀県。
- 淡窓学園：本部は福岡県。
- 端野若葉学園：本部は北海道。
- 蒲公英学園：本部は東京都。
- たんぽぽ幼稚園：本部は愛媛県。

### ち
- ちいさがた学園：本部は長野県。
- 小さき花園幼稚園：本部は鳥取県。『日本カトリック学校連合会』に属する。
- 知音学園：本部は埼玉県。
- 茅ヶ崎恵泉学園：本部は神奈川県。
- 近田幼稚園：本部は兵庫県。
- 筑川学園：本部は福岡県。
- ちぐさ学園：本部は千葉県。
- ちぐさ学園：本部は東京都。
- 筑紫女学園：本部は福岡県。『龍谷総合学園』に属する。
- 筑紫台学園：本部は福岡県。
- 筑州学園：本部は福岡県。
- 筑水学園：本部は福岡県。
- 竹美学園：本部は埼玉県。
- 筑風学園：本部は福岡県。
- 筑豊聖公学園：本部は福岡県。
- 筑陽学園：本部は福岡県。
- 智光学園：本部は福島県。
- 智香寺学園：本部は埼玉県。
- 智光幼稚園：本部は石川県。
- 治泉学園：本部は神奈川県。
- 秩父ほうしょう幼稚園：本部は埼玉県。
- 千歳青葉学園：本部は北海道。
- 千歳栄光学園：本部は北海道。
- 千歳科学技術大学：本部は北海道。2019年3月31日付で解散した。
- 千歳学園：本部は千葉県。
- 千歳学園：本部は兵庫県。
- 千歳学園：本部は北海道。
- 千鳥学園：本部は福島県。
- 茅渟の浦学園：本部は兵庫県。
- 茅根学園：本部は茨城県。
- 千葉石井学園：本部は千葉県。
- 千葉学園：本部は青森県。
- 千葉学園：本部は千葉県。
- 千葉学園：本部は東京都。
- 千葉学研：本部は千葉県。
- 千葉敬愛学園：本部は千葉県。旧称『学校法人関東学園』。『敬愛グループ』に属する。
- 千葉経済学園：本部は千葉県。
- 千葉工業大学：本部は千葉県。
- 千葉国際：本部は千葉県。
- 千葉白菊学園：本部は千葉県。
- 千葉鷹野学園：本部は千葉県。
- 千葉朝鮮学園：本部は千葉県。
- 千葉花園学園：本部は千葉県。
- 千葉武陽学園：本部は千葉県。
- 千葉明徳学園：本部は千葉県。
- 千葉黎明学園：本部は千葉県。
- 智晴学園：本部は沖縄県。
- 千宏学園：本部は千葉県。
- 智辯学園：本部は奈良県。
- 茶屋四郎次郎記念学園：本部は愛知県。『東京福祉大学グループ』に属する。
- 中越学園：本部は新潟県。旧称『学校法人長岡家政学園』『学校法人中越高等学校』。
- 中央育英学園：本部は東京都。『育英学園グループ』に属する。
- 中央医療学園：本部は東京都。
- 中央学院：本部は茨城県。
- 中央学院：本部は千葉県。
- 中央学院：本部は山口県。『YICグループ』に属する。
- 中央学園：本部は静岡県。
- 中央学園：本部は栃木県。
- 中央学園：本部は富山県。
- 中央学園：本部は新潟県。
- 中央技術学園：本部は千葉県。
- 中央工学校：本部は東京都。
- 中央高等学園：本部は鳥取県。
- 中央国際学園：本部は千葉県。
- 中央情報学園：本部は埼玉県。
- 中央総合学園：本部は群馬県。『中央カレッジグループ』に属する。
- 中央大学：本部は東京都。旧称『財団法人中央大学』。2010年4月1日付で『横浜山手女子学園』を合併した。
- 中央なにわ幼稚園：本部は大阪府。
- 中央労働学園：本部は東京都。
- 知勇学園：本部は宮崎県。
- 中京学院：本部は岐阜県。2020年4月1日付で『安達学園』から分離して発足した。
- 中京学園：本部は愛知県。
- 中京法律学園：本部は愛知県。
- 中国学園：本部は岡山県。旧称『学校法人平田学園』。
- 中日学園：本部は愛知県。
- 中部いちい学園：本部は岐阜県。
- 中部学園：本部は愛知県。
- 中部大学：本部は愛知県。旧称『財団法人常盤学園』『学校法人三浦学園』。
- チューリップ学園：本部は茨城県。
- 長安寺学園：本部は神奈川県。
- 長栄学園：本部は大阪府。
- 長円寺学園：本部は福岡県。
- 超光寺学園：本部は大阪府。
- 丁子学園：本部は宮城県。
- 長者学園：本部は青森県。
- 長翔学園：本部は長崎県。
- 長生学園：本部は静岡県。
- 長生学園：本部は千葉県。
- 長生学園：本部は新潟県。
- 長清寺学園：本部は栃木県。
- 長年寺学園：本部は群馬県。
- 調布学園：本部は東京都。旧称『財団法人調布学園』。
- 調布星美学園：本部は東京都。
- 調布たちばな幼稚園：本部は東京都。
- 長福寺学園：本部は神奈川県。
- 朝陽学院：本部は大阪府。
- 長楽寺学園：本部は大阪府。
- 長禄寺学園：本部は福島県。
- 千代田学園：本部は愛知県。
- 千代田学園：本部は大阪府。
- 千代田学園：本部は静岡県。
- 千代田学園：本部は東京都。
- 千代田女学園：本部は東京都。2016年4月1日付で『武蔵野大学』と合併した。
- 知立学園：本部は愛知県。
- チルド学園：本部は愛知県。
- 鎮西学院：本部は長崎県。『キリスト教学校教育同盟』に属する。
- 鎮西学園：本部は熊本県。
- 鎮西敬愛学園：本部は福岡県。『龍谷総合学園』に属する。

### つ
- 立木学園：本部は岐阜県。
- つかさ学園：本部は東京都。
- 津金沢学園：本部は群馬県。
- 塚原学園：本部は茨城県。
- 塚原学園：本部は長野県。設置した『塚原学園天竜高等学校』は1977年12月に経営権を清恵会病院に、『塚原青雲高等学校』は2005年1月に『創造学園』へそれぞれ経営権を譲渡している。
- 塚本学院：本部は大阪府。
- つきえ学園：本部は栃木県。
- 月居学園：本部は秋田県。
- 月影学園：本部は神奈川県。
- 月影学園：本部は千葉県。
- 月形大谷学園：本部は北海道。
- 月寒キリスト教学園：本部は北海道。
- 月見学園：本部は愛知県。
- つきみ野学園：本部は神奈川県。
- 津久井浜学園：本部は神奈川県。
- つくし学園：本部は愛知県。
- つくし学園：本部は群馬県。
- つくし学園：本部は北海道。
- つくし野学園：本部は東京都。『日本カトリック学校連合会』に属する。
- 筑紫海学園：本部は福岡県。
- つくば開成学園：本部は茨城県。
- 筑波学院大学：本部は茨城県。2018年8月31日付で『東京家政学院』から分離して発足した。
- 筑波学園：本部は茨城県。
- TSUKUBA GLOBAL ACADEMY：本部は茨城県。
- 筑波研究学園：本部は茨城県。
- つくば総合学院：本部は茨城県。
- 築葉根学園：本部は茨城県。
- つくば文化学園：本部は茨城県。
- 柘植学園：本部は群馬県。
- 黄柳野学園：本部は愛知県。
- 辻学園：本部は福島県。『辻学園グループ』に属する。
- づし学園：本部は神奈川県。
- 津嶋学園：本部は大阪府。
- 對馬学園：本部は神奈川県。
- 辻村学園：本部は兵庫県。
- 辻本学園：本部は大阪府。
- 辻料理学館：本部は大阪府。
- 津田学院：1989年に解散。設置した『津田短期大学附属高等学校』は1976年3月に、『津田短期大学』は1982年に廃校となった。
- 津田学園：本部は三重県。
- 津田塾大学：本部は東京都。
- 土浦日本大学学園：本部は茨城県。『日本大学系』に属する。
- 土田学園：本部は秋田県。
- 土屋幼稚園：本部は秋田県。
- 筒井学園：本部は愛知県。
- 通津学園：本部は山口県。
- 都築育英学園：本部は福岡県。『都築学園グループ』に属する。
- 都築インターナショナル学園：旧称『学校法人東京インターナショナル学園』。『都築学園グループ』に属した。2009年1月に『都築学園』と合併した。
- 都築科学学園：本部は東京都。旧称『学校法人東京科学学園』。『都築学園グループ』に属する。
- 都築学園：本部は福岡県。旧称『学校法人高宮学園』『学校法人都築高宮学園』。『都築学園グループ』に属する。2009年1月に『姫路学院』『都築インターナショナル学園』を、2017年4月に『都築俊英学園』を合併した。
- 都築関東学園：本部は東京都。『都築学園グループ』に属した。2009年4月に『都築俊英学園』と合併した。
- 都築教育学園：本部は鹿児島県。旧称『学校法人坂元学園』。『都築学園グループ』に属する。
- 都築俊英学園：本部は福岡県。旧称『学校法人俊英学園』。『都築学園グループ』に属した。2017年4月に『都築学園』と合併した。
- 都築第一学園：本部は神奈川県。『都築学園グループ』に属する。
- 堤学園：本部は岩手県。
- 堤学園：本部は埼玉県。
- 堤学園：本部は和歌山県。
- 常松学園：本部は北海道。
- 津門学園：本部は兵庫県。
- 角井学園：本部は神奈川県。
- 角川学園：本部は宮城県。
- 角田学園：本部は神奈川県。読み方は『つのだがくえん』。
- つばき学園：本部は鹿児島県。
- 椿学園：本部は神奈川県。
- 椿原学園：本部は福岡県。
- 椿本学園：本部は大阪府。
- つばさ学園：本部は愛知県。
- つばさ学園：本部は神奈川県。
- 津橋南珠算学校：本部は三重県。
- つばめ学園：本部は岩手県。
- 津福今幼稚園：本部は福岡県。
- 津別大谷学園：本部は北海道。
- 坪内学園：本部は島根県。『坪内学園グループ』に属する。2016年に『学校法人平成坪内学園』を合併した。
- 坪内朋和学園：本部は島根県。『坪内学園グループ』に属する。旧称『学校法人朋和学園』。
- つぼみ学園：本部は千葉県。
- つぼみ学園：本部は栃木県。
- つぼみ学園：本部は福岡県。
- 津曲学園：本部は鹿児島県。
- 津山学園：本部は沖縄県。
- 津山基督教学園：本部は岡山県。
- 津山服装専門学校：本部は岡山県。
- 鶴石学園：本部は福岡県。
- 鶴岡学園：本部は千葉県。
- 鶴岡学園：本部は北海道。
- 鶴岡学園：本部は山形県。
- 鶴岡家庭学院：本部は山形県。
- 鶴岡城南学園：本部は山形県。
- 敦賀学園：本部は福井県。設置した『敦賀短期大学』が2013年3月31日付で閉学したことに伴い、解散した。
- 鶴学園：本部は広島県。
- 鶴ヶ島学園：本部は埼玉県。
- つるがしま白百合学園：本部は埼玉県。
- 鶴川学院：本部は東京都。
- 鶴川学園：本部は北海道。
- 鶴川平和台幼稚園：本部は東京都。
- 鶴来学園：本部は石川県。
- 鶴田学園：本部は愛知県。
- 鶴田学園：本部は青森県。
- ツルタ芸術学園：本部は福岡県。
- 鶴之荘学園：本部は兵庫県。
- 鶴舞学園：本部は秋田県。
- 鶴巻学園：本部は神奈川県。
- 鶴町幼稚園：本部は大阪府。
- 鶴見学園：本部は大阪府。
- 鶴見平和学園：本部は神奈川県。
- 鶴見ファッション・ビジネス専門学校：本部は神奈川県。
- 鶴見双葉幼稚園：本部は神奈川県。
- 鶴嶺学園：本部は神奈川県。

### て
- ティー・エス学園：本部は埼玉県。
- 帝京蒼柴学園：本部は新潟県。『帝京大学グループ』に属する。
- 帝京安積学園：本部は福島県。『帝京大学グループ』に属する。
- 帝京科学大学：本部は東京都。『帝京大学グループ』に属する。
- 帝京学園：本部は東京都。『帝京大学グループ』に属する。
- 帝京大学：本部は東京都。旧称『学校法人帝京商業高等学校』『学校法人帝京大学』。『帝京大学グループ』に属する。
- 帝京平成大学：本部は東京都。『帝京大学グループ』に属する。
- 渟城学園：本部は秋田県。
- 貞静学園：本部は東京都。
- 手稲学園：本部は北海道。
- ティビィシィ学院：本部は栃木県。
- 定明学園：本部は千葉県。
- 貞和学園：本部は東京都。
- 弟子屈学園：本部は北海道。
- 勅使河原学園：本部は長野県。
- 帝塚山学院：本部は大阪府。『帝塚山学院系』に属する。
- 帝塚山学園：本部は奈良県。『帝塚山学院系』に属する。
- 鉄鋼学園：本部は兵庫県。
- 鉄蕉館：本部は千葉県。
- 手計学園：本部は埼玉県。
- 出町青葉幼稚園：本部は富山県。
- 手宮文化洋裁学園：本部は北海道。
- 寺井幼稚園：本部は香川県。
- 寺丘学園：本部は埼玉県。
- 寺島学園：本部は茨城県。
- 寺島学園：本部は埼玉県。
- 寺島学園：本部は茨城県。
- 寺島学園：本部は鹿児島県。
- 寺田服装専門学校：本部は秋田県。
- 寺西学園：本部は大阪府。
- 寺部学園：本部は愛知県。
- 寺元ドレメデザイン専門学校：本部は佐賀県。
- 田園学園：本部は神奈川県。
- 田園調布雙葉学園：本部は東京都。『日本カトリック学校連合会』に属する。
- 田園都市学園：本部は神奈川県。
- 天下茶屋学園：本部は大阪府。
- 伝香寺学園：本部は奈良県。
- 天山ルーテル学園：本部は佐賀県。
- 電子開発学園：本部は北海道。『電子開発学園』に属する。『電子開発学園』が『学校法人電子開発学園九州』に改称した後の1986年3月19日付で設立した。
- 電子開発学園九州：本部は福岡県。『電子開発学園』に属する。『電子開発学園』（学校法人の設立日は1982年1月25日。）を1986年2月14日付で現名称に改称した。
- 天使学園：本部は岐阜県。『日本カトリック学校連合会』に属する。
- 天使学園：本部は神奈川県。『日本カトリック学校連合会』に属する。
- 天使学園：本部は北海道。『日本カトリック学校連合会』に属する。2024年4月1日に『藤学園』と合併予定[2]。
- 天周学園：本部は長野県。
- 天使幼稚園：本部は長野県。
- 電子開発学園：本部は福岡県。
- 電子学園：本部は東京都。
- 天授ヶ岡学園：本部は京都府。
- 伝肇寺学園：本部は神奈川県。
- 天真学園：本部は岡山県。
- 天真学園：本部は長崎県。
- 天神学園：本部は熊本県。
- 天神学園：本部は千葉県。
- 天神学園：本部は兵庫県。
- 天真林昌学園：本部は山形県。旧称『学校法人天真学園』。1982年4月1日付で『林昌学園』を合併した。
- 天道学園：本部は愛知県。
- 天徳幼稚園：本部は石川県。
- 天然寺学園：本部は静岡県。
- 天王学園：本部は愛知県。
- 天王学園：本部は大阪府。
- 天王寺学館：本部は大阪府。
- 電波学園：本部は愛知県。『電波学園グループ』に属する。
- 電波学園：本部は東京都。
- 天満学園：本部は大阪府。
- 天明学園：本部は北海道。
- 天理学園：本部は新潟県。
- 天理教校学園：本部は奈良県。
- 天理女子高等学院：設置した『天理女子学院高等学校』は2003年3月に廃校となった。
- 天理大学：本部は奈良県。
- 天竜学園：本部は宮崎県。
- 天竜厚生会：本部は静岡県。
- 天理よろづ相談所学園：本部は奈良県。

### と
- 土居学園：本部は高知県。
- 戸板学園：本部は東京都。
- 戸井田学園：本部は埼玉県。
- 東亜学院：本部は熊本県。
- 東亜学園：本部は兵庫県。
- 東亜学園高等学校：本部は東京都。
- 東亜大学学園：本部は山口県。
- 東安学園：本部は青森県。
- 東育学院：本部は東京都。
- 桐蔭学園：本部は神奈川県。
- 東瀛学院：本部は茨城県。
- 東英学園：本部は青森県。
- 燈影学園：本部は京都府。
- 藤栄学園：本部は神奈川県。
- 東栄国際学園：本部は埼玉県。
- 藤園学園：本部は富山県。『龍谷総合学園』に属する。
- 東園寺学園：本部は宮城県。
- 東奥学園：本部は青森県。
- 東櫻学園：本部は群馬県。
- 同往学園：本部は大阪府。
- 東奥義塾：本部は青森県。『キリスト教学校教育同盟』に属する。
- 東音学園：本部は宮城県。
- 東海医療学園：本部は静岡県。
- 東海学院：本部は茨城県。
- 東海学園：本部は愛知県。
- 東海学園：本部は和歌山県。
- 東海自動車学校：本部は愛知県。
- 東海速算学校：本部は愛知県。
- 東海大学：本部は東京都。旧称『財団法人国防理工学園』『財団法人東海学園』『財団法人東海大学』。『東海大学系』に属する。1990年6月に『東海高輪学園』を、2002年12月に『東海大学熊本学園』を合併した。
- 東海大学熊本学園：本部は熊本県。『東海大学系』に属した。2002年12月に『東海大学』と合併した。
- 東海大学甲府学園：本部は山梨県。『東海大学系』に属する。
- 東海タイピスト学校：本部は岐阜県。
- 東海高輪学園：本部は東京都。『東海大学系』に属した。1965年4月に『東海大学』と分離し、1990年6月に『東海大学』と合併した。
- 東海美容学校：本部は愛知県。
- 東海メディカル学園：本部は静岡県。
- 東海山形学園：本部は山形県。旧称『学校法人一橋学園』。『東海大学系』に属する。
- 藤花学園：本部は石川県。『龍谷総合学園』に属する。
- 桐花学園：本部は茨城県。
- 藤花学園：本部は鹿児島県。
- 藤花学園：本部は埼玉県。
- 桃花学園：本部は静岡県。
- 桃花学園：本部は山口県。
- 東葛学園：本部は千葉県。
- 東金教会学園：本部は千葉県。
- 道灌山学園：本部は東京都。
- 藤菊学園：本部は青森県。
- 東急自動車学校：1973年8月に『五島育英会』と合併した。
- 東京愛犬学園：本部は東京都。
- 東京あおい学園：本部は東京都。
- 東京青葉学院：本部は東京都。
- 東京明日香学園：本部は東京都。
- 東京医科大学：本部は東京都。
- 東京育英学園：本部は東京都。『育英学園グループ』に属する。
- 東京内野学園：本部は東京都。
- 東京大谷学園：本部は東京都。
- 東京音楽学院：本部は東京都。
- 東京音楽大学：本部は東京都。
- 東京科学技術学園：本部は東京都。
- 東京学園：本部は東京都。『Adachi学園グループ』に属した。2017年に『東京安達学園』と合併した。
- 東京学園高等学校：本部は東京都。
- 東京家政学院：本部は東京都。旧称『財団法人東京家政学院』。2018年8月31日付で『筑波学院大学』を分離した。
- 東京環境工科学園：本部は東京都。
- 東京韓国学園：本部は東京都。
- 東京キッズ学園：本部は東京都。
- 東京キリスト教学園：本部は千葉県。『キリスト教学校教育同盟』に属する。
- 東京経済大学：本部は東京都。
- 東京芸術学園：本部は東京都。
- 東京工芸大学：本部は東京都。
- 東京国際学園：本部は東京都。
- 東京国際学園外語専門学校：本部は埼玉県。
- 東京国際大学：本部は東京都。旧称『学校法人一橋学院』『学校法人金子教育団』。
- 東京国際フランス学園：本部は東京都。
- 東京桜台学園：本部は東京都。
- 東京歯科学院：本部は東京都。
- 東京歯科大学：本部は東京都。
- 東京滋慶学園：本部は東京都。『滋慶学園グループ』に属する。2013年4月1日付で『歯研会学園』『東京生命科学学園』『日野学園』『赤堀学園』が合併して発足。2021年4月1日付で『埼玉福祉学園』を合併した。
- 東京シューレ学園：本部は東京都。
- 東京純心女子学園：本部は東京都。『純心ファミリー』『日本カトリック学校連合会』に属する。
- 東京女学館：本部は東京都。旧称『財団法人東京女学館』。
- 東京女子医科大学：本部は東京都。
- 東京女子学院：本部は東京都。
- 東京女子学園：本部は東京都。
- 東京女子大学：本部は東京都。『キリスト教学校教育同盟』に属する。
- 東京女子文化学園：本部は東京都。
- 東京神学大学：本部は東京都。『キリスト教学校教育同盟』に属する。
- 東京聖栄大学：本部は東京都。旧称『学校法人オリムピア学園』。
- 東京聖徳学園：本部は千葉県。
- 東京清光学園：本部は東京都。
- 東京成徳学園：本部は東京都。旧称『財団法人東京成徳学園』。
- 東京生命科学学園：本部は東京都。『滋慶学園グループ』に属した。2013年4月1日付で『歯研会学園』『日野学園』『赤堀学園』と合併し、『東京滋慶学園』が発足。
- 東京綜合食品学園：本部は東京都。
- 東京第一バプテスト学園：本部は東京都。
- 東京中華学校：本部は東京都。
- 東京朝鮮学園：本部は東京都。
- 東京電機大学：本部は東京都。
- 東京ドリーム学園：本部は東京都。
- 東京梨の実学園：本部は東京都。
- 東京日新学園：本部は東京都。
- 東京農業大学：本部は東京都。
- 東京ビジネス学園：本部は東京都。
- 東京富士大学：本部は東京都。
- 東京文教学園：本部は東京都。
- 東京ヘアビューティ学園：本部は東京都。
- 東京町田学園：本部は東京都。
- 東京マックス学園：本部は東京都。
- 東京丸山学園：本部は東京都。
- 東京緑ヶ丘学園：本部は東京都。
- 東京明照学園：本部は東京都。
- 東京眼鏡学園：本部は東京都。
- 東京メディアアカデミー：本部は東京都。
- 東京森学園：本部は東京都。
- 東京吉田学園：本部は東京都。
- 東京理科大学：本部は東京都。旧称『学校法人東京物理学園』。
- 東京薬科大学：本部は東京都。
- 東京ＹＭＣＡ学院：本部は東京都。
- 東高学園：本部は愛知県。
- 桐光学園：本部は神奈川県。
- 桃光学園：本部は熊本県。
- 東光学園：本部は熊本県。
- 東光学園：本部は埼玉県。
- 東光学園：本部は佐賀県。
- 東光学園：本部は静岡県。
- 東光学園：本部は東京都。
- 東光学園：本部は新潟県。
- 東光学園：本部は北海道。
- 東光寺学園：本部は茨城県。
- 東江寺学園：本部は東京都。
- 東光寺学園：本部は栃木県。
- 東西学園：本部は千葉県。
- 東寺学園：本部は京都府。
- 同志社：本部は京都府。『同志社大学系』『キリスト教学校教育同盟』に属する。
- 同志舎：本部は島根県。
- 東駿学園：本部は静岡県。
- 東城学園：本部は広島県。
- 藤祥山学園：本部は福岡県。
- 同性寺学園：本部は宮城県。
- 童心学院：本部は宮城県。
- 同心学園：本部は岡山県。
- 藤仁館学園：本部は群馬県。
- 同仁キリスト教けやき学園：本部は東京都。
- 東星学園：本部は東京都。『日本カトリック学校連合会』に属する。
- 桐誠学園：本部は東京都。
- 東成学園：本部は和歌山県。
- 東千学園：本部は千葉県。
- 東大寺学園：本部は奈良県。
- 東都医療福祉学院：本部は東京都。
- 東都学園：本部は埼玉県。
- 東都学園：本部は宮城県。
- 東杜学園：本部は宮城県。
- 道徳学園：本部は大分県。
- 道徳学園：本部は神奈川県。
- 道庭学園：本部は埼玉県。
- 東播学院：本部は兵庫県。
- 東彼学園：本部は長崎県。
- 東部朝風学園：本部は福島県。
- 東部学園：本部は鳥取県。
- 東邦学園：本部は愛知県。
- 東邦学園：本部は大阪府。
- 桐朋学園：本部は神奈川県。旧称『財団法人桐朋学園』。
- 東萌学園：本部は埼玉県。
- 桐朋学園：本部は東京都。旧称『財団法人山水育英会』『財団法人桐朋学園』。
- 東朋学園：本部は東京都。2006年4月に『高宮学園』と合併した。
- 東放学園：本部は東京都。『東放学園グループ』に属する。
- 東朋学園：本部は北海道。
- 東放学園大学：本部は東京都。『東放学園グループ』に属する。
- 同朋学園：本部は愛知県。『真宗大谷派学校連合会』に属する。
- 同朋学園：本部は富山県。
- 同朋学園：本部は福島県。
- 東邦歯科学院：本部は東京都。
- 東邦大学：本部は東京都。旧称『財団法人東邦大学』。
- 東北外語学園：本部は宮城県。
- 東北学院：本部は宮城県。旧称『財団法人東北学院』。『キリスト教学校教育同盟』に属する。
- 東北カトリック学園：本部は宮城県。『日本カトリック学校連合会』に属する。
- 東北芸術工科大学：本部は山形県。
- 東北公益文科大学：本部は山形県。
- 東北工業大学：本部は宮城県。
- 東北柔専：本部は宮城県。
- 東北文化学園大学：本部は宮城県。『東北文化学園大学グループ』『藍野グループ』に属する。2003年3月に『頌美学園』を合併した。
- 東北薬科大学：本部は宮城県。
- 東明館学園：本部は佐賀県。『麻生学園グループ』に属する。
- 東明幼稚園：本部は福島県。
- 東毛学園：本部は群馬県。
- 稲門学園：本部は茨城県。
- 桐友学園：本部は北海道。
- 東洋育英会：本部は栃木県。
- 東洋医療学園：本部は大阪府。『滋慶学園グループ』に属した。2013年4月1日付で『財団法人新歯会』と合併し、『新歯会東洋医療学園』が発足。
- 東洋英和女学院：本部は東京都。旧称『財団法人東洋英和女学校』。『キリスト教学校教育同盟』に属する。
- 東洋学園：本部は愛知県。
- 東洋学園：本部は大阪府。『東洋学園グループ』に属する。
- 藤陽学園：本部は神奈川県。
- 東洋学園：本部は埼玉県。
- 桐葉学園：本部は千葉県。読み方は『とうようがくえん』。
- 東洋学園：本部は東京都。
- 東洋学園：本部は宮崎県。
- 東陽学園：本部は山形県。
- 東洋高等学校：本部は東京都。
- 東洋食品工業短期大学：本部は兵庫県。
- 東洋女子学園：本部は東京都。
- 東洋大学：本部は東京都。旧称『財団法人東洋大学』。『東洋大学系』に属する。
- 東洋理容美容学園：本部は千葉県。
- 稲良学園：本部は群馬県。
- 東稜学園：本部は福島県。『福島学院』の姉妹法人。
- 東林学園：本部は秋田県。
- 桃林幼稚園：本部は京都府。
- 藤嶺学園：本部は神奈川県。
- 藤和学園：本部は青森県。
- 東和学園：本部は千葉県。
- 道和学園：本部は神奈川県。
- 杜栄学園：本部は宮城県。
- 十日町女学園：本部は新潟県。
- 十勝立正学園：本部は北海道。
- 土岐学園：本部は岐阜県。
- 土岐学園：本部は千葉県。
- 時津学園：本部は長崎県。
- 時任学園：本部は鹿児島県。
- 時任学園：本部は千葉県。
- 常盤学園：本部は岩手県。
- 常盤学園：本部は京都府。
- 常盤学園：本部は熊本県。
- 常盤学園：本部は静岡県。
- 常盤学園：本部は奈良県。
- 常盤学園：本部は東京都。
- 常磐学園：本部は福岡県。
- 常磐学園：本部は三重県。
- 常盤学園：本部は山口県。
- 常磐会学園：本部は大阪府。
- 常盤ヶ丘学園：本部は東京都。
- 常盤木学園：本部は宮城県。
- 常磐大学：本部は茨城県。旧称『学校法人常磐学園』。
- 常盤平学園：本部は千葉県。
- ときわ学園：本部は愛知県。
- トキワ学園：本部は岐阜県。
- トキワ松学園：本部は東京都。
- ときわ幼稚園：本部は香川県。
- 常盤幼稚園：本部は埼玉県。
- 徳庵学園：本部は大阪府。
- 徳育学園：本部は愛媛県。
- 徳応学園：本部は山口県。
- 徳佐幼稚園：本部は山口県。
- 徳島佐香学園：本部は徳島県。
- 徳島城南学園：本部は徳島県。旧称『学校法人徳島城南工業高等学校』。
- 徳島文化服装学院：本部は徳島県。設置した『徳島文化女子短期大学』は1998年6月26日付で廃校となっている。
- 徳授学園：本部は愛知県。
- 徳洲会：本部は神奈川県。
- 徳城学園：本部は富山県。
- 徳心学園：本部は神奈川県。
- 徳田学園：本部は愛知県。
- 徳永学院：本部は大阪府。
- 徳永学園：本部は茨城県。
- 徳永学園：本部は静岡県。
- とくのう学園：本部は静岡県。
- 徳野学園：本部は石川県。
- 徳光学園：本部は愛知県。
- 徳風学園：本部は大阪府。
- 徳風学園：本部は神奈川県。
- 特別支援学校聖母の家学園：本部は三重県。
- 得丸学園：本部は大分県。
- 徳山学園：本部は山口県。
- 徳山教育財団：本部は山口県。
- 徳山中央幼稚園：本部は山口県。
- 徳山めぐみ幼稚園：本部は山口県。
- 徳力学園：本部は福岡県。
- 常葉学園：本部は京都府。
- 常葉学園：本部は福井県。
- 常葉大学：本部は静岡県。旧称『学校法人常葉学園』。
- 所沢精華学園：本部は埼玉県。
- 所沢文化幼稚園：本部は埼玉県。
- 土佐学園：本部は高知県。
- 土佐高等学校：本部は高知県。
- 土佐塾学園：本部は高知県。
- 土佐塾予備校：本部は高知県。
- 土佐女子高等学校：本部は高知県。1951年に『学校法人土佐女子高等学校』の名称にて設立認可された後、1990年に『学校法人土佐女子学園』へと改称したが、2010年より『学校法人土佐女子高等学校』へと再び改称した。
- 土佐明青学園：本部は高知県。
- 土佐山田幼稚園：本部は高知県。
- 土佐リハ学院：本部は高知県。
- 年木学園：本部は大阪府。
- 鳥栖学園：本部は佐賀県。
- 土手内学園：本部は大阪府。
- 戸ノ内幼稚園：本部は兵庫県。
- 斗南学園：本部は兵庫県。
- 土橋学園：本部は静岡県。
- 戸早学園：本部は福岡県。
- とみだヶ丘学園：本部は愛知県。
- 富高学園：本部は宮崎県。
- 富塚学園：本部は静岡県。
- 富野学園：本部は福岡県。
- 富美山学園：本部は宮崎県。
- 鞆幼稚園：本部は広島県。
- 友クッキングスクール：本部は静岡県。
- 豊島岡女子学園：本部は東京都。
- 豊島学園：本部は愛媛県。
- 豊島学園：本部は東京都。1951年に『昭鉄学園』と合併し、『豊昭学園』が発足。
- 豊島幼稚園：本部は東京都。
- 戸田第一学園：本部は埼玉県。
- 戸田東幼稚園：本部は埼玉県。
- 栃木県神社庁八幡台学園：本部は栃木県。
- 栃木朝鮮学園：本部は栃木県。
- 戸塚佐藤学園：本部は神奈川県。
- 獨協学園：本部は埼玉県。
- 鳥取家政学園：本部は鳥取県。
- 鳥取環境大学：本部は鳥取県。2012年3月31日付で解散した。
- 鳥取経理学園：本部は鳥取県。設置した『鳥取北高等学校』は1968年3月13日付で廃校となっている。
- 鳥取県自動車学校：本部は鳥取県。
- 鳥取県東部自動車学校：本部は鳥取県。
- 鳥取県理容美容専門学校：本部は鳥取県。
- 鳥取短期大学：本部は鳥取県。
- 鳥取短期大学附属幼稚園：本部は鳥取県。
- 鳥取ルーテル幼稚園：本部は鳥取県。
- 外所学園：本部は群馬県。
- 利根川学園：本部は埼玉県。
- とねり伊藤幼稚園：本部は東京都。
- 戸野学園：本部は北海道。
- 都北学院：本部は埼玉県。旧称『学校法人埼玉高等学校』。設置した『浦和第一高等学校』は1955年に浦和市へ移管され、『浦和商業短期大学』は1955年8月18日付で廃止されている。
- 苫小牧学園：本部は北海道。
- 苫小牧中央学園：本部は北海道。
- 富岡中央学園：本部は神奈川県。
- 富川学園：本部は北海道。
- 富里学園：本部は千葉県。
- 富沢学園：本部は秋田県。
- 富澤学園：本部は山形県。
- 富沢学園：本部は宮城県。
- 頓田学園：本部は茨城県。
- 富田学園：本部は岐阜県。
- 冨田学園：本部は大阪府。
- 冨田学園：本部は神奈川県。
- 富田文化学園：本部は三重県。
- 冨永学園：本部は福岡県。
- 富屋学園：本部は栃木県。
- 富山学園：本部は埼玉県。
- 冨山珠算学校：本部は東京都。
- 戸村学園：本部は千葉県。
- ともえ学園：本部は愛知県。
- トモエ学園：本部は大阪府。旧称『学校法人トモエ洋裁専門学院』。『トモエ学園グループ』に属する。
- ともだち：本部は神奈川県。
- ともべ学園：本部は茨城県。
- 富山育英学園：本部は富山県。
- 富山大原学園：本部は富山県。『大原学園グループ』に属する。
- 富山音楽院：本部は富山県。
- 富山学館：本部は富山県。
- 富山学院：本部は富山県。
- 富山県自動車学園：本部は富山県。
- 富山県理容美容学校：本部は富山県。
- 富山国際学園：本部は富山県。
- 富山国際職藝学園：本部は富山県。
- 富山新庄学園：本部は富山県。
- 富山第一高等学校：本部は富山県。
- 豊明暁学園：本部は愛知県。
- 豊明学園：本部は愛知県。
- 豊岡学園：本部は愛知県。
- 豊川閣妙厳寺豊川学園：本部は愛知県。
- 豊川学園：本部は群馬県。
- 豊川学園：本部は北海道。
- 豊栄学園：本部は新潟県。
- 豊栄学園：本部は宮崎県。旧称『学校法人美雄学園』『学校法人玉城学園』。
- 豊栄マリア園：本部は新潟県。
- 豊沢学園：本部は東京都。
- トヨタ学園：本部は愛知県。
- 豊田学園：本部は岐阜県。読み方は『とよたがくえん』。
- 豊田学園：本部は福岡県。読み方は『とよたがくえん』。
- 豊田学園：本部は茨城県。読み方は『とよだがくえん』。
- 豊田学園：本部は埼玉県。読み方は『とよだがくえん』。
- とよた学園：本部は兵庫県。
- トヨタ神戸整備学園：本部は兵庫県。
- トヨタ東京整備学園：本部は東京都。
- トヨタ名古屋整備学園：本部は愛知県。
- 豊田服装専門学校：本部は千葉県。
- 豊田星ヶ丘学園：本部は愛知県。
- 豊中稲荷学園：本部は大阪府。
- 豊中キリスト教会学園：本部は大阪府。
- 豊中松田学園：本部は大阪府。
- 豊野学園：本部は長野県。
- 豊春学園：本部は埼玉県。
- 豊橋学園：本部は愛知県。
- 豊橋花園学園：本部は愛知県。
- とよま平和学園：本部は宮城県。
- 豊美学園：本部は埼玉県。
- 豊山学園：本部は愛知県。
- トラベルジャーナル学園：本部は東京都。旧称『学校法人森谷学園』。
- 鳥井学園：本部は福岡県。
- 鳥海学園：本部は埼玉県。
- 鳥海学園：本部は東京都。
- 鳥沢幼稚園：本部は山梨県。
- トリストラム学園：本部は大阪府。
- ドルトン東京学園：本部は東京都。旧称『学校法人東京商業高等学校』『学校法人東京商業学校』。『河合塾グループ』に属する。
- どんぐり向方学園：本部は長野県。
- 富田林学園：本部は大阪府。
- 頓野学園：本部は福岡県。
- 呑龍愛育会：本部は栃木県。

## な行

### な
- 内外女子学園：本部は埼玉県。
- 内木学園：本部は栃木県。
- 内藤学園：本部は神奈川県。
- 内藤学園：本部は東京都。
- 直江津龍谷学園：本部は新潟県。
- 中新井幼稚園：本部は東京都。
- 中井学園：本部は大阪府。
- なかい学園：本部は神奈川県。
- 中井学園：本部は埼玉県。
- 永井学院：本部は神奈川県。
- 永井学園：本部は神奈川県。
- 永井学園：本部は群馬県。
- 永井学園：本部は東京都。
- 永井学園：本部は栃木県宇都宮市。
- 永井学園：本部は栃木県佐野市。
- 永井学園：本部は奈良県。
- 長居幼稚園：本部は大阪府。
- 中内学園：本部は兵庫県。旧称『財団法人流通科学大学設立準備財団』。
- 長岡学園：本部は神奈川県。
- 長岡学園：本部は京都府。
- 長岡学園：本部は北海道。
- 長岡造形大学：本部は新潟県。2014年3月31日付で解散した。
- 長尾学園：本部は大阪府。
- 長尾学園：本部は北海道。
- 那加学園：本部は岐阜県。
- 中川学園：本部は秋田県。
- 中川学園：本部は茨城県。
- 中川学園：本部は埼玉県。
- 中川学園：本部は広島県。
- 仲川学園：本部は福島県。
- 中九州学園：本部は熊本県。
- 中九州第三学園：本部は熊本県。
- 中九州第二学園：本部は熊本県。
- 中球磨学園：本部は熊本県。
- 中込学園：本部は東京都。
- 長崎学院：本部は長崎県。旧称『学校法人上長崎YMCA学院』。『キリスト教学校教育同盟』に属する。
- 長崎キリスト教友愛学園：本部は長崎県。
- 長崎県美容学園：本部は長崎県。
- 長崎児玉学園：本部は山形県。
- 長崎女子商業学園：本部は長崎県。
- 長崎聖カタリナ学園：本部は長崎県。『日本カトリック学校連合会』に属する。
- 長崎星美学園：本部は長崎県。『日本カトリック学校連合会』に属する。
- 長崎総合科学大学：本部は長崎県。旧称『学校法人長崎造船短期大学』。
- 長崎東陵学園：本部は長崎県。1952年5月に『南山学園』と合併した。
- 長崎南山学園：本部は長崎県。『南山大学系』『日本カトリック学校連合会』に属する。1955年2月に『南山学園』から分離した。
- 長崎南山第二学園：本部は長崎県。『南山大学系』『日本カトリック学校連合会』に属する。
- 長崎日本大学学園：本部は長崎県。『日本大学系』に属する。
- 中崎学園：本部は茨城県。
- 中沢学園：本部は埼玉県。
- 中沢学園：本部は兵庫県。
- 中沢学園：本部は福島県。
- 中沢学園：本部は山梨県。
- 長沢学園：本部は愛知県。
- 中標津ひかり学園：本部は北海道。
- 永嶋学院：本部は埼玉県。
- 中島学園：本部は岐阜県。読み方は『なかしまがくえん』。
- 中島学園：本部は熊本県。読み方は『なかしまがくえん』。
- 中島学園：本部は福岡県。読み方は『なかしまがくえん』。
- 中島学園：本部は千葉県。読み方は『なかじまがくえん』。
- 中島学園：本部は東京都。読み方は『なかじまがくえん』。
- 中島学園：本部は三重県。読み方は『なかじまがくえん』。
- 永島学園：本部は埼玉県。
- 永島学園：本部は島根県。旧称『財団法人松江高等簿記学校』『学校法人松江高等経理学校』『学校法人永島経理学園』。1976年5月に『米子永島学園』、2007年4月に『益田永島学園』を分離した。
- 長嶋学園：本部は静岡県。
- 長瀬学園：本部は神奈川県。
- 長瀬学園：本部は埼玉県。
- 仲田学園：本部は茨城県。
- 中田学園：本部は神奈川県。
- 中田学園：本部は東京都。
- 永田学園：本部は鹿児島県。
- 永田学園：本部は埼玉県。
- 中館学園：本部は茨城県。
- 中塚学園：本部は大阪府。
- 長塚学園：本部は茨城県。
- 長塚学園：本部は神奈川県。
- 中津川学園：本部は岩手県。
- 中津川学園：本部は岐阜県。
- 長津田学園：本部は神奈川県。
- 中津ドンボスコ学園：本部は大分県。
- 長門高等学校：本部は山口県。
- 長友学園：本部は神奈川県。
- 長戸路学園：本部は千葉県。『敬愛グループ』に属する。
- 長瀞学園：本部は長野県。
- 中西学園：本部は愛知県。
- 中西学園：本部は東京都。
- 中西学園：本部は三重県。
- 長沼スクール：本部は東京都。
- 中野学院：本部は神奈川県。
- 中埜学園：本部は滋賀県。
- 中野学園：本部は静岡県。
- 中野学園：本部は千葉県。
- 中野学園：本部は東京都。『明治大学系』に属する。
- 中野学園：本部は福島県。
- 長野うずら学園：本部は長野県。
- 長野学園：本部は大分県。
- 永野学園：本部は大阪府。
- 長野学園：本部は鹿児島県。
- 長野学園：本部は長野県。旧称『学校法人本州大学』。2016年3月31日付で解散した。
- 長野家政学園：本部は長野県。
- 長野県理容美容学園：本部は長野県。
- 長野朝鮮学園：本部は長野県。
- 長野日本大学学園：本部は長野県。『日本大学系』に属する。
- 中延学園：本部は東京都。
- 中埜山学園：本部は宮城県。
- 長橋学園：本部は静岡県。
- 長浜学園：本部は千葉県。
- 永原学園：本部は佐賀県。
- 中間学園：本部は福岡県。
- 長町幼稚園：本部は石川県。
- 中間東学園：本部は福岡県。
- 長峯学園：本部は宮崎県。
- 長嶺学園：本部は大分県。
- 長峰学園：本部は新潟県。
- 長宮学園：本部は埼玉県。
- 中村学園：本部は愛知県。
- 中村学園：本部は神奈川県。
- 中村学園：本部は群馬県。
- 中村学園：本部は埼玉県。
- 中村学園：本部は静岡県。
- 中村学園：本部は千葉県。旧称『財団法人中村学園』。
- 中村学園：本部は東京都。
- 中村学園：本部は福岡県。
- 中村学園：本部は北海道亀田郡七飯町。
- 中村学園：本部は北海道札幌市。
- 中村英数学園：本部は福岡県。
- 中村産業学園：本部は福岡県。『九州産業大学系』に属する。
- 中村専修学園：本部は福岡県。
- 中村幼稚園：本部は高知県。
- 中村幼稚園：本部は福島県。
- なかもり学園：本部は埼玉県。
- 永守学園：本部は京都府。旧称『学校法人京都学園』。2014年4月に『京都光楠学園』を分離したが、2021年4月1日付で再び合併した。
- 長屋学園：本部は岐阜県。
- 中山学院：本部は茨城県。
- 中山学園：本部は神奈川県。
- 中山学園：本部は埼玉県。
- 中山学園：本部は千葉県。
- 中山学園：本部は栃木県。
- 中山学園：本部は福岡県。
- 永山学園：本部は茨城県。
- なかよし学園：本部は千葉県。
- なかよし学園：本部は東京都。
- 永吉学園：本部は鹿児島県。
- なかよし幼稚園：本部は石川県。
- 長良学園：本部は滋賀県。
- 流川学園：本部は山口県。
- なぎの学園：本部は福岡県。
- 名草学園：本部は和歌山県。
- 名倉学園：本部は東京都。
- 名護総合学園：本部は沖縄県。2010年3月31日付で解散した。
- 勿来中野学園：本部は福島県。
- 勿来リズム学園：本部は福島県。
- 那古野学園：本部は愛知県。
- なごみ学園：本部は千葉県。
- 名古屋旭学園：本部は愛知県。
- 名古屋安達学園：本部は愛知県。『Adachi学園グループ』に属した。2017年に『東京安達学園』と合併した。
- 名古屋石田学園：本部は愛知県。
- 名古屋大原学園：本部は愛知県。『大原学園グループ』に属する。
- 名古屋学院：本部は愛知県。『キリスト教学校教育同盟』に属する。1973年に『名古屋学院大学』を分離した。
- 名古屋学院大学：本部は愛知県。『キリスト教学校教育同盟』に属する。1973年に『名古屋学院』から分離して発足。
- 名古屋学園：本部は愛知県。『電波学園グループ』に属する。
- 名古屋カトリック学園：本部は愛知県。『日本カトリック学校連合会』に属する。2005年4月1日付で『カトリック海の星学園』と『カトリック聖マリア学園』等が合併して発足。
- 名古屋技芸学園：本部は愛知県。
- 名古屋呉学園：本部は愛知県。
- 名古屋国際学園：本部は愛知県。
- 名古屋近藤学園：本部は愛知県。
- 名古屋坂田学園：本部は愛知県。
- 名古屋自由学院：本部は愛知県。
- 名古屋鍼灸学校：本部は愛知県。
- 名古屋聖霊学園：本部は愛知県。旧称『財団法人名古屋聖霊学園』。1995年6月に『南山学園』と合併した。
- 名古屋電気学園：本部は愛知県。
- 名古屋東学院：本部は愛知県。
- 名古屋文化学園：本部は愛知県。
- 名古屋YMCA学園：本部は愛知県。
- ナザレ園：本部は茨城県。
- ナザレ学園：本部は愛知県。
- 那須内海学園：本部は栃木県。
- 那須学園：本部は栃木県。
- 灘育英会：本部は兵庫県。『灘中学校』『灘高等学校』を設置。
- 鳴鼓学園：本部は長崎県。
- 撫子学園：本部は岩手県。
- なでしこ学園：本部は神奈川県。
- なでしこ学園：本部は東京都。
- 名取学園：本部は神奈川県。
- 七尾学院：本部は石川県。
- 七尾学園：本部は島根県。
- 七尾服飾専門学校：本部は石川県。
- 七尾鵬学園：本部は石川県。
- 七松学園：本部は兵庫県。
- 浪速学院：本部は大阪府。
- 菜の花学園：本部は広島県。
- 那覇情報学院：本部は沖縄県。
- ナビック国際カレッジ：本部は兵庫県。
- 鍋島学園：本部は愛知県。
- 鍋島学園：本部は佐賀県。
- 浪川学園：本部は千葉県。
- 並木学園：本部は埼玉県。
- なみき学園：本部は東京都。
- 浪工学園：本部は大阪府。旧称『学校法人中山学園』『学校法人中山浪工学園』。
- 浪越学園：本部は東京都。
- 浪商学園：本部は大阪府。
- ナミュール・ノートルダム学園：本部は広島県。
- 滑石中央幼稚園：本部は長崎県。
- 名寄大谷学園：本部は北海道。
- 奈良育英学園：本部は奈良県。
- 奈良学園：本部は奈良県。旧称『学校法人中和学園』。
- 奈良家庭学園：本部は奈良県。
- 奈良カトリック学園：本部は奈良県。『日本カトリック学校連合会』に属する。
- 奈良整容学園：本部は奈良県。
- 奈良大学：本部は奈良県。旧称『学校法人奈良正強高等学校』『学校法人奈良県正強学園』『学校法人正強学園』。
- 奈良朝鮮学園：本部は奈良県。
- 楢の木学園：本部は神奈川県。
- ならの実学園：本部は北海道。
- 奈良原学園：本部は群馬県。
- 奈良文化学園：本部は奈良県。
- 奈良立正芸術学院：本部は奈良県。『創志学園グループ』に属する。
- 成田会：本部は長野県。
- 成田学園：本部は福島県。
- 成田山学園：本部は大阪府。
- 成田山教育財団：本部は千葉県。
- 成増学園：本部は東京都。
- 成増すみれ学園：本部は東京都。
- 成松学園：本部は福岡県。
- 成瀬幼稚園：本部は神奈川県。
- 鳴海学園：本部は愛知県。
- 南海学園：本部は宮崎県。
- 楠公学園：本部は奈良県。
- 南光学園：本部は宮城県。
- 南光寺学園：本部は群馬県。
- 南山学園：本部は愛知県。旧称『財団法人南山中学校』『財団法人南山学園』。『南山大学系』『日本カトリック学校連合会』に属する。1951年3月に『海星学園』を、1952年5月に『長崎東陵学園』を、1995年6月に『名古屋聖霊学園』を、2017年4月1日付で『聖園学院』を合併した。1955年2月に『長崎南山学園』を分離した。
- 南星学園：本部は沖縄県。
- 南泉学園：本部は三重県。
- 南殿学園：本部は京都府。
- 南砺自動車学校：本部は富山県。
- なんば学園：本部は大阪府。
- 難波学園：本部は大阪府。
- 難波学園：本部は神奈川県。
- 難波学園：本部は広島県。
- 南風学園：本部は山形県。
- 南武学園：本部は埼玉県。
- 南部みどり幼稚園：本部は山梨県。
- 南平台学園：本部は長野県。
- 南陽学園：本部は山形県。
- 南陵学園：本部は埼玉県。
- 南陵学園：本部は静岡県。旧称『学校法人国際開洋学園』。2011年12月22日に民事再生手続きの開始を申し立てた。
- 南嶺学園：本部は神奈川県。

### に
- 新潟医療学園：本部は新潟県。
- 新潟大谷学園：本部は新潟県。
- 新潟大原学園：本部は新潟県。『大原学園グループ』に属する。
- 新潟科学技術学園：本部は新潟県。旧称『学校法人新潟技術学園』。
- 新潟学園：本部は新潟県。
- 新潟工科大学：本部は新潟県。
- 新潟高度情報学園：本部は新潟県。
- 新潟国際藝術学院：本部は新潟県。
- 新潟女子学院：本部は新潟県。
- 新潟聖心の布教姉妹会：本部は新潟県。『日本カトリック学校連合会』に属する。
- 新潟青陵学園：本部は新潟県。
- 新潟総合学院：本部は新潟県。『NSGグループ』に属する。
- 新潟総合学園：本部は新潟県。
- 新潟創生学園：本部は新潟県。
- 新潟朝鮮学園：本部は新潟県。
- 新潟平成学院：本部は新潟県。
- 新潟福祉医療学園：本部は新潟県。
- 新潟明訓高等学校：本部は新潟県。
- 新潟理容美容専門学校：本部は新潟県。
- 新潟ルーテル学園：本部は新潟県。
- 新倉学園：本部は東京都。
- 新島学園：本部は沖縄県。
- 新島学園：本部は群馬県。『同志社大学系』『キリスト教学校教育同盟』に属する。
- 仁井田幼稚園：本部は秋田県。
- 新妻学園：本部は福島県。
- 新名学園：本部は神奈川県。
- 新堀学園：本部は静岡県。
- 新堀芸術学院：本部は新潟県。
- 新美学園：本部は愛知県。
- 丹尾学園：本部は東京都。
- 二階堂学園：本部は東京都。
- 仁賀保幼稚園：本部は秋田県。
- 仁神堂教育会：本部は栃木県。
- 仁川学院：本部は兵庫県。『日本カトリック学校連合会』に属する。
- 西諫早学園：本部は長崎県。
- 西伊丹学園：本部は兵庫県。
- 西浦学園：本部は山口県。
- 西浦和学園：本部は埼玉県。
- 西大熊学園：本部は埼玉県。
- 西岡学園：本部は愛知県。
- 西岡学園：本部は大阪府。
- 西岡学園：本部は北海道札幌市豊平区。
- 西岡学園：本部は北海道札幌市西区。
- 西岡中央学園：本部は北海道。
- 西尾学園：本部は兵庫県。
- 西荻学園：本部は東京都。
- 西垣学園：本部は愛知県。
- 西学園：本部は大阪府。
- 西加積学園：本部は富山県。
- 西鎌倉学園：本部は神奈川県。
- 西川学園：本部は千葉県。
- 西川学園：本部は東京都。
- 錦学園：本部は熊本県。
- 錦見学園：本部は山口県。
- 西岐波学園：本部は山口県。
- にしき幼稚園：本部は鳥取県。
- 西口学園：本部は大阪府。
- 西郷学園：本部は福島県。
- 西郡学園：本部は千葉県。
- 西越学園：本部は北海道。
- 西沢学園：本部は大阪府。
- 西沢学園：本部は千葉県。
- 西沢学園：本部は北海道。
- 西須磨幼稚園：本部は兵庫県。
- 西多賀学園：本部は宮城県。
- 西田学園：本部は大阪府。
- 西田学園：本部は東京都。
- 西田学園：本部は栃木県。
- 西田学園：本部は広島県。
- 西田学園：本部は福岡県。
- 西田文化協会学園：本部は鹿児島県。
- 西立野学園：本部は宮城県。
- 西堤学園：本部は大阪府。
- 西鉄学園：本部は福岡県。
- 仁科学園：本部は福岡県。
- 西那須野学園：本部は栃木県。
- 西日本工業学園：本部は福岡県。
- 西日本短期大学：本部は福岡県。
- 西日本自動車学校：本部は山口県。
- 西日本和裁学院：本部は山口県。
- 西根学園：本部は岩手県。
- 西野学園：本部は兵庫県。
- 西野学園：本部は北海道。
- 虹の子学園：本部は埼玉県。
- 西宮中央教会学園：本部は兵庫県。
- 西花畑学園：本部は福岡県。
- 西福岡学園：本部は福岡県。
- 西袋学園：本部は埼玉県。
- 西町インターナショナルスクール：本部は東京都。
- 西村学園：本部は大阪府。
- 西村学園：本部は熊本県。
- 西村学園：本部は千葉県。
- 西村学園：本部は福岡県。
- 西本学園：本部は大阪府。『大阪服飾造形専門学校』を設置。
- 西山学園：本部は愛媛県。
- 西山学園：本部は神奈川県。
- 虹山学園：本部は広島県。
- 西大和学園：本部は奈良県。
- 21世紀アカデメイア：本部は東京都。旧称『学校法人東京写真学園』『学校法人東京安達学園』『学校法人Adachi学園』。『Adachi学園グループ』に属する。2017年に『大阪安達学園』『九州安達学園』『東京学園』『名古屋安達学園』を合併した。
- 二十一世紀平和の灯国際文化学園：本部は山梨県。
- 二松學舍：本部は東京都。
- 仁多学園：本部は島根県。
- 仁藤学園：本部は神奈川県。
- 日栄学園：本部は千葉県。
- 日南学園：本部は宮崎県。
- 日美学園：本部は東京都。
- 日米学院：本部は高知県。『日米学院グループ』を構成する。
- ニッケン学園：本部は三重県。
- 日建学園：本部は栃木県。
- 日建千葉学園：本部は千葉県。
- 日産愛媛自動車大学校：本部は愛媛県。
- 日産学園：本部は栃木県。
- 日翔学園：本部は高知県。
- 日章学園：本部は宮崎県。
- 日生学園：本部は三重県。
- 日照学園：本部は山口県。
- 日整学園：本部は京都府。
- 日整学園：本部は千葉県。
- 日新学園：本部は東京都。
- 日ソ学園：本部は東京都。
- 新田学園：本部は愛媛県。読み方は『にったがくえん』。
- 新田学園：本部は鹿児島県。読み方は『にったがくえん』。
- 新田学園：本部は群馬県。読み方は『にったがくえん』。
- 新田塚学園：本部は福井県。
- 日通学園：本部は茨城県。
- ニット・ファッション専門学校：本部は京都府。
- NIPPONACADEMY：本部は群馬県。
- 日本工業大学：本部は東京都。旧称『財団法人東京工科学校』『財団法人東工学園』『学校法人東工学園』。
- 日本赤十字学園：本部は東京都。旧称『財団法人日本赤十字女子専門学校』『学校法人日本赤十字女子短期大学』。
- 日本赤十字社大阪府支部：本部は大阪府。
- 日本赤十字社京都第一赤十字看護専門学校：本部は京都府。
- 日本赤十字社京都第二赤十字看護専門学校：本部は京都府。
- 日本赤十字社滋賀県支部：本部は滋賀県。
- 日本赤十字社助産師学校：本部は東京都。
- 日本赤十字社諏訪支部：本部は長野県。
- 日本赤十字社千葉県支部：本部は千葉県。
- 日本赤十字社徳島県支部：本部は徳島県。
- 日本赤十字社富山支部：本部は富山県。
- 日本赤十字社長野県支部：本部は長野県。
- 日本赤十字社新潟支部：本部は新潟県。
- 日本赤十字社兵庫県支部：本部は兵庫県。
- 日本赤十字社広島県支部：本部は広島県。
- 日本赤十字社福岡県支部：本部は福岡県。
- 日本赤十字社宮城県支部：本部は宮城県。
- 日本赤十字社和歌山県支部：本部は和歌山県。
- 日本体育大学：本部は東京都。旧称『財団法人日本体育会』『学校法人日本体育会』。
- 日本力行会：本部は東京都。
- 日本聾話学校：本部は東京都。『キリスト教学校教育同盟』に属する。
- にとぐりスクール：本部は埼玉県。
- 新渡戸文化学園：本部は東京都。旧称『学校法人東京文化学園』。
- 二戸学園：本部は岩手県。
- 仁平学園：本部は栃木県。
- 二番丁学園：本部は香川県。
- 二番通福音学園：本部は北海道。
- 日本アルプス国際学院：本部は長野県。
- 日本医科学総合学院：本部は東京都。2020年4月1日付で『平成医療学園』と合併した。
- 日本医科大学：本部は東京都。
- 日本医療学園：本部は山口県。
- 日本医療大学：本部は北海道。旧称『学校法人つしま記念学園』。『つしま医療福祉グループ』に属する。
- 日本学院：設置した『城南高等学校』は1970年に、『城南高等学校志賀分校』は1975年に廃止された。
- 日本学園：本部は東京都。
- 日本歌劇学校：本部は奈良県。
- 日本菓子学園：本部は東京都。
- 日本環境科学学院：本部は宮城県。
- 日本教育学園：本部は京都府。
- 日本教育財団：本部は愛知県（登記上は大阪府。）。旧称『学校法人モード学園』。
- 日本基督教団小石川白山教会：本部は東京都。
- 日本基督教団鎌倉教会学園：本部は神奈川県。
- 日本基督教団郡山教会：本部は福島県。
- 日本基督教団仙台北教会：本部は宮城県。
- 日本基督教団豊科教会：本部は長野県。
- 日本基督教団中村教会：本部は福島県。
- 日本クッキングスクール：本部は東京都。
- 日本軽金属白浜幼稚園：本部は静岡県。
- 日本芸術学園：本部は東京都。
- 日本建設学園：本部は宮城県。2008年2月に『北杜学園』と合併した。
- 日本航空学園：本部は山梨県。
- 日本工商学院：本部は大阪府。
- 日本厚生学園：本部は愛知県。設置した『中部短期大学』は1952年に廃止されている。
- 日本コンピュータ学園：本部は宮城県。
- 日本産業専門学校：本部は埼玉県。
- 日本児童教育専門学校：本部は東京都。
- 日本歯科大学：本部は東京都。
- 日本社会事業大学：本部は東京都。旧称『学校法人日本社会事業学校』。2006年4月に『光照学園』を合併した。
- 日本珠算学校：本部は東京都。
- 日本情報学園：本部は大阪府。旧称『学校法人大阪電気学園』『学校法人情報学園』。
- 日本女子大学：本部は東京都。
- 日本聖公会オリンピア幼稚園：本部は兵庫県。
- 日本聖公会笠田キリスト学園：本部は和歌山県。
- 日本聖公会田辺学園：本部は和歌山県。
- 日本聖公会三重学園：本部は三重県。
- 日本聖公会横浜教区市川聖マリヤ幼稚園：本部は千葉県。
- 日本聖公会和歌山学園：本部は和歌山県。
- 日本大学：本部は東京都。『日本大学系』に属する。1951年11月2日付で『東京獣医畜産大学』を合併した。
- 日本大学第一学園：本部は東京都。旧称『学校法人日本第一学園』。『日本大学系』に属する。
- 日本大学第三学園：本部は東京都。『日本大学系』に属する。
- 日本大学第二学園：本部は東京都。旧称『学校法人日本第二学園』。『日本大学系』に属する。
- 日本中央学園：本部は岐阜県。
- 日本ナザレン・カレッジ：本部は千葉県。旧称『学校法人聖書農学園』。
- 日本橋学園：本部は奈良県。
- 日本橋女学館：本部は東京都。『開智・日本橋教育グループ』に属する。
- 日本華香和裁学園：本部は滋賀県。
- 日本バプテスト連盟：本部は福島県。
- 日本福祉大学：本部は愛知県。旧称『学校法人法音寺学園』。
- 日本プリンティングアカデミー：本部は東京都。旧称『学校法人印刷工芸高等学校』。
- 日本文華学園：本部は東京都。
- 日本文教学園：本部は静岡県。
- 日本文理学園：本部は新潟県。
- 日本ホテル学院：本部は東京都。
- 日本メノナイト学園：本部は北海道。
- 日本ラチーノ学院：本部は滋賀県。
- 二本松学院：本部は京都府。
- 二本松幼稚園：本部は福島県。
- 日本リハビリテーション学舎：本部は東京都。
- 壬生川幼稚園：本部は愛媛県。
- ニューライフ学園：本部は神奈川県。
- 如意輪学園：本部は栃木県。
- 如意輪寺学園：本部は栃木県。
- 如来寺学園：本部は栃木県。
- 韮崎愛生幼稚園：本部は山梨県。

### ぬ
- 布川学園：本部は北海道。
- 沼田学園：本部は茨城県。
- 沼田学園：本部は栃木県。
- 沼田学園：本部は宮城県。
- 沼田幼稚園：本部は群馬県。
- 沼田和裁学院：本部は北海道。
- 沼津音羽学園：本部は静岡県。
- 沼津学園：本部は静岡県。
- 沼津後藤学園：本部は静岡県。
- 沼津頌栄学園：本部は静岡県。
- 沼津精華学園：本部は静岡県。
- 沼津中央珠算学校：本部は静岡県。
- 沼津富士学園：本部は静岡県。
- 沼津和裁専門学院：本部は静岡県。
- 沼ノ端学園：本部は北海道。
- 沼部学園：本部は栃木県。

### ね
- ネオポリス学園：本部は奈良県。
- 根岸学園：本部は埼玉県。
- ねごや学園：本部は千葉県。
- 根津育英会武蔵学園：本部は東京都。
- ねむの木学園：本部は秋田県。
- ねむの木学園：本部は静岡県。
- ねむの木幼稚園：本部は東京都。
- 根室三浦学園：本部は北海道。
- 根本学園：本部は茨城県。
- 根本学園：本部は埼玉県。
- 根本学園：本部は千葉県。
- 練馬白菊幼稚園：本部は東京都。
- 練馬ひかり幼稚園：本部は東京都。
- 念法学園：本部は大阪府。

### の
- 野秋学園：本部は静岡県。
- 能美学園：本部は福岡県。
- 農民講道館：本部は埼玉県。設置した『農民講道館農業短期大学』は1963年3月30日付で廃止されている。
- 能満寺学園：本部は栃木県。
- 能森学園：本部は富山県。
- 直方学園：本部は福岡県。設置した『直方東高等学校』は2003年10月1日付で廃止されている。
- 野方学院：本部は東京都。
- 野上学園：本部は東京都。
- 野上学園：本部は徳島県。
- 野毛山学園：本部は神奈川県。
- 野口学園：本部は鹿児島県。
- 野口学園：本部は埼玉県。
- 野口学園：本部は東京都。
- 野尻学園：本部は埼玉県。
- 野澤学園：本部は東京都。
- 野崎幼稚園：本部は和歌山県。
- 能代双葉学園：本部は秋田県。
- のしろ文化学園：本部は秋田県。
- 野末學園：本部は神奈川県。
- 能勢学園：本部は千葉県。
- ノースアジア大学：本部は秋田県。旧称『学校法人秋田経済法科大学』。
- ノースリバー学園：本部は愛知県。
- のぞみ学園：本部は岡山県。
- のぞみ学園：本部は香川県。
- のぞみ学園：本部は神奈川県。
- のぞみ学園：本部は佐賀県。
- 希望学園：本部は長野県。読み方は『のぞみがくえん』。
- のぞみ学園：本部は広島県。
- のぞみ学園：本部は北海道。
- のぞみ幼稚園：本部は東京都。
- 野田学園：本部は岩手県。
- 野田学園：本部は静岡県。
- 野田学園：本部は長崎県佐世保市。
- 野田学園：本部は長崎県長崎市。
- 野田学園：本部は山口県。
- 野田鎌田学園：本部は千葉県。
- 野田小島学園：本部は千葉県。
- ノートルダム女学院：本部は京都府。『日本カトリック学校連合会』に属する。
- ノートルダム清心学園：本部は岡山県。旧称『財団法人ノートルダム清心学園』。『日本カトリック学校連合会』に属する。
- ノートルダム新潟清心学園：本部は新潟県。
- 野中学園：本部は長野県。
- 野の花学園：本部は茨城県。
- 野乃花学園：本部は千葉県。
- 野々村学園：本部は岐阜県。
- 野花学園：本部は千葉県。
- 野原学園：本部は埼玉県。
- 伸びる会学園：本部は茨城県。
- 伸びる会学園：本部は東京都。
- のびる学園：本部は静岡県。
- のびろ学園：本部は茨城県。
- 野辺野学園：本部は宮崎県。
- 延岡学園：本部は宮崎県。
- 延岡城山学園：本部は宮崎県。
- 延岡文化服装専門学校：本部は宮崎県。
- 延島学園：本部は栃木県。
- 登別大谷学園：本部は北海道。2004年5月に『室蘭大谷学園』と合併し、『望洋大谷学園』が発足。
- 登別立正学園：本部は北海道。
- 野幌キリスト教学園：本部は北海道。
- 野間学園：本部は福岡県。
- 野又学園：本部は北海道。『野又学園グループ』に属する。
- 野間幼稚園：本部は兵庫県。
- 野村学園：本部は鹿児島県。
- 野村学園：本部は滋賀県。
- 野村学園：本部は東京都。
- 野村学園：本部は福岡県。
- 野母崎学園：本部は長崎県。
- 野元学園：本部は鹿児島県。
- 野本学園：本部は埼玉県。
- 則竹学園：本部は岐阜県。
- 野和田学園：本部は東京都。

## は行

### は
- 梅花学園：本部は大阪府。『キリスト教学校教育同盟』に属する。
- 梅光学院：本部は山口県。『キリスト教学校教育同盟』に属する。
- 博多学園：本部は福岡県。
- 萩学園：本部は山口県。
- 萩光塩学院：本部は山口県。『日本カトリック学校連合会』に属する。
- 白鷗大学：本部は栃木県。旧称『学校法人足利学園』。
- 柏樹式胤学園：本部は東京都。
- 柏専学院：本部は新潟県。
- 白梅学園：本部は岩手県。読み方は『はくばいがくえん』。
- 白峰学園：本部は東京都。
- 羽黒学園：本部は山形県。
- 函館大谷学園：本部は北海道。『真宗大谷派学校連合会』に属する。
- 函館大妻学園：本部は北海道。『大妻女子大学系』に属する。
- 函館カトリック学園：本部は北海道。『日本カトリック学校連合会』に属する。
- 函館国際学園：本部は北海道。
- 函館佐藤学園：本部は北海道。
- 函館白百合学園：本部は北海道。
- 函館ラ・サール学園：本部は北海道。『日本カトリック学校連合会』に属する。
- 羽衣学園：本部は大阪府。
- 畠山学園：本部は千葉県。
- 畠山学園：本部は宮城県。
- 八王子中村学園：本部は東京都。
- 八紘学園：本部は北海道。
- はちす学園：本部は神奈川県。
- はちす学園：本部は京都府。
- はちす学園：本部は熊本県。
- 八戸アカデミー：本部は青森県。
- 八戸工業大学：本部は青森県。
- 八戸聖ウルスラ学院：本部は青森県。『日本カトリック学校連合会』に属する。
- 八幡学園：本部は愛媛県。読み方は『はちまんがくえん』。
- 八幡学園：本部は東京都。読み方は『はちまんがくえん』。
- 八文字学園：本部は茨城県。
- 白光学園：本部は愛媛県。
- 白光学園：本部は奈良県。設置した『白光商業高等学校』は1972年に休校となっている。
- 八商学園：本部は熊本県。
- 服部学園：本部は愛知県。
- 服部学園：本部は埼玉県。
- 服部学園：本部は千葉県。
- 服部学園：本部は東京都渋谷区。
- 服部学園：本部は東京都千代田区。
- 羽鳥学園：本部は埼玉県。
- 華学園：本部は東京都。
- 花小金井学園：本部は東京都。
- 花島学園：本部は千葉県。
- 花園学園：本部は愛知県。
- 花園学園：本部は愛媛県。
- 花園学園：本部は沖縄県。
- 花園学園：本部は神奈川県。
- 花園学園：本部は京都府。
- 花園学園：本部は静岡県。
- 花園学園：本部は福岡県。
- 花田学園：本部は東京都。
- 花巻学院：本部は岩手県。旧称『学校法人谷村学院』。1982年4月に『花巻学園』と『谷村学院』が合併して発足。
- 花巻学園：本部は岩手県。1982年4月に『谷村学院』と合併し、『花巻学院』が発足。
- 羽生珠算学校：本部は埼玉県。
- バプテスト基望学園：本部は東京都。
- 羽場学園：本部は東京都。
- 濱名学院：本部は兵庫県。
- 浜松葵学園：本部は静岡県。
- 浜松海の星女学院：本部は静岡県。『日本カトリック学校連合会』に属する。
- 浜松平和学園：本部は静岡県。
- 葉本学園：本部は東京都。
- 早鞆学園：本部は山口県。
- 原学園：本部は愛知県。
- 原学園：本部は静岡県。
- 原学園：本部は東京都。
- 原学園：本部は徳島県。
- 原学園：本部は長野県。
- 原学園：本部は兵庫県。
- 原学園：本部は福岡県。
- 原学園：本部は北海道。
- 原田学園：本部は岡山県。
- 原田学園：本部は鹿児島県。
- 原田学園：本部は神奈川県。
- 原田学園：本部は広島県。
- 原田学園：本部は山形県。
- ハリウッド美容専門学園：本部は福岡県。
- パルモア学院：本部は兵庫県。『キリスト教学校教育同盟』に属する。
- 阪急学園：本部は兵庫県。
- 阪南大学：本部は大阪府。旧称『財団法人大鉄学院』『学校法人大鉄学園』。

### ひ
- 美瑛青葉学園：本部は北海道。
- PSTアカデミー：本部は沖縄県。
- PL学園：本部は大阪府。
- 東小千谷学園：本部は新潟県。
- 東筑紫学園：本部は福岡県。
- 東日本学園：本部は北海道。
- 東福岡学園：本部は福岡県。
- 東松山学園：本部は埼玉県。
- 東山学園：本部は京都府。2009年4月1日付で『浄土宗教育資団』と合併した。
- 東山学園：本部は埼玉県。
- 光産業創生大学院大学：本部は静岡県。
- 光の村学園：本部は高知県。
- 斐川コア学園：本部は島根県。『コア学園グループ』に属する。
- ひかわの森学園：本部は埼玉県。
- 比治山学園：本部は広島県。
- 聖坂学院：本部は神奈川県。旧称『学校法人日本水上学校』。『キリスト教学校教育同盟』に属する。
- 日髙学園：本部は宮崎県。
- 日田佐藤学園：本部は大分県。
- 日野学園：本部は東京都。『滋慶学園グループ』に属した。2013年4月1日付で『歯研会学園』『東京生命科学学園』『赤堀学園』と合併し、『東京滋慶学園』が発足。
- 日出学園：本部は千葉県。
- 日出学園：本部は東京都。
- 日ノ本学園：本部は兵庫県。『キリスト教学校教育同盟』に属する。
- 雲雀丘学園：本部は兵庫県。
- ひばり学園：本部は愛知県。
- ひばり幼稚園：本部は埼玉県。
- ひばり幼稚園：本部は宮城県。
- 美幌大谷学園：本部は北海道。
- 美幌コア学園：本部は北海道。『コア学園グループ』に属する。設置した『オホーツク情報メディア専門学校』が廃校となり解散。
- ひまわり学園：本部は茨城県。
- ひまわり学園：本部は岩手県。
- ひまわり学園：本部は大分県。
- ひまわり学園：本部は大阪府。
- ひまわり学園：本部は神奈川県。
- ひまわり学園：本部は京都府。
- ひまわり学園：本部は埼玉県。
- ひまわり学園：本部は佐賀県。
- ひまわり学園：本部は千葉県。
- ひまわり学園：本部は東京都。
- ひまわり学園：本部は栃木県。
- 向日葵学園：本部は宮城県。
- 姫路学院：本部は兵庫県。『都築学園グループ』に属した。2009年1月に『都築学園』と合併した。
- 日向学院：本部は宮崎県。『日本カトリック学校連合会』に属する。『サレジオ修道会』を母体とする。
- 兵庫医科大学：本部は兵庫県。
- 兵庫科学技術学園：本部は兵庫県。
- 兵庫韓国文化教育院：本部は兵庫県。
- 兵庫朝鮮学園：本部は兵庫県。
- 平方学園：本部は群馬県。
- 平島学園：本部は岐阜県。
- 平島学園：本部は北海道。設置した『岩見沢南高等学校』は1972年に廃校となっている。
- 平田学園：本部は青森県。
- 平田学園：本部は岐阜県。
- 平田学園：本部は千葉県。『龍谷総合学園』に属する。
- 平田学園：本部は東京都。
- 平田学園：本部は宮崎県。
- 平塚学園：本部は神奈川県。
- 平塚幼稚園：本部は神奈川県。
- 平松学園：本部は大分県。
- 平松学園：本部は長崎県。
- 平安学園：本部は沖縄県。読み方は『ひらやすがくえん』。
- 平山学園：本部は愛知県。
- 平山学園：本部は神奈川県。
- 廣池学園：本部は千葉県。
- 廣川学園：本部は東京都。
- 廣瀬学園：本部は大阪府。
- 廣常学園：本部は福岡県。
- 弘前学院：本部は青森県。『キリスト教学校教育同盟』に属する。
- 弘前城東学園：本部は青森県。
- 広沢学園：本部は茨城県。
- 広沢学園：本部は広島県。
- 広島大谷学園：本部は北海道。
- 広島学院：本部は広島県。『日本カトリック学校連合会』に属した。2016年4月1日付で『上智学院』と合併した。[3]
- 広島加計学園：本部は広島県。『加計学園グループ』に属する。
- 広島芸術専門学校：本部は広島県。
- 広島県新庄学園：本部は広島県。
- 広島工業技術学院：本部は広島県。
- 広島国際学院：本部は広島県。
- 広島国際学園：本部は広島県。
- 広島国際ビジネスカレッジ：本部は広島県。
- 広島三育学院：本部は広島県。『キリスト教学校教育同盟』に属する。
- 広島山陽学園：本部は広島県。
- 広島城北学園：本部は広島県。
- 広島女学院：本部は広島県。旧称『財団法人広島女学院』。『キリスト教学校教育同盟』に属する。
- 広島女子商学園：本部は広島県。設置した『立志舘大学』は2003年3月で廃校となり、『呉大学』に統合。
- 広島聖公会学園：本部は広島県。
- 広島白鳩学園：本部は広島県。
- 広島信望愛学園：本部は広島県。『日本カトリック学校連合会』に属する。
- 広島朝鮮学園：本部は広島県。
- 広島ファッション専門学校：本部は広島県。
- 広島服飾専門学校：本部は広島県。
- 広島文化学園：本部は広島県。
- 広島みどり学園：本部は広島県。
- 広島YMCA学園：本部は広島県。
- 広島和裁女子専門学校：本部は広島県。
- 廣村珠算学校：本部は東京都。

### ふ
- フェリス女学院：本部は神奈川県。『キリスト教学校教育同盟』に属する。
- 福井栄冠学園：本部は福井県。
- 福井学園：本部は群馬県。
- 福井学園：本部は福井県。
- 福井加茂学園：本部は福井県。
- 福井県自動車学園：本部は福井県。
- 福井県理美容学園：本部は福井県。
- 福井佼成学園：本部は福井県。
- 福井城之橋学園：本部は福井県。
- 福井仁愛学園：本部は福井県。
- 福井精華学園：本部は福井県。
- 福井予備校：本部は福井県。
- 福岡安達学園：本部は福岡県。
- 福岡育英学園：本部は福岡県。
- 福岡海星女子学院：本部は福岡県。
- 福岡学園：本部は神奈川県。
- 福岡学園：本部は福岡県。
- 福岡カトリック学園：本部は福岡県。『日本カトリック学校連合会』に属する。
- 福岡工業大学：本部は福岡県。
- 福岡国際学園：本部は福岡県。
- 福岡歯科大学：本部は福岡県。
- 福岡女学院：本部は福岡県。『キリスト教学校教育同盟』に属する。
- 福岡成蹊学園：本部は福岡県。
- 福岡大学：本部は福岡県。
- 福岡朝鮮学園：本部は福岡県。
- 福岡雙葉学園：本部は福岡県。『日本カトリック学校連合会』に属する。
- 福島学院：本部は福島県。旧称『学校法人福島高等洋裁学院』『学校法人福島緑が丘学園』。『東稜学園』の姉妹法人。
- 福島経理専門学校：本部は福島県。
- 福島聖心学園：本部は福島県。
- 福島朝鮮学園：本部は福島県。
- 福嶋学園：本部は岡山県。
- 福島学園：本部は群馬県。
- 福島学園：本部は埼玉県。
- 福島学園：本部は東京都。
- 福島学園：本部は長野県。
- 福寿：本部は静岡県。『神戸学園グループ』に属する。
- 福田学園：本部は岐阜県。読み方は『ふくたがくえん』。
- 福田学園：本部は愛知県。読み方は『ふくだがくえん』。
- 福田学園：本部は大阪府。読み方は『ふくだがくえん』。
- 福田学園：本部は東京都。読み方は『ふくだがくえん』。
- 福田学園：本部は長崎県。読み方は『ふくだがくえん』。
- 福田学園：本部は北海道。読み方は『ふくだがくえん』。
- 福田学園：本部は宮城県。読み方は『ふくだがくえん』。
- 福武学園：本部は大阪府。2008年4月1日付で『関西大学』と合併した。
- 福冨学園：本部は兵庫県。
- 福原学園：本部は秋田県。
- 福原学園：本部は大阪府。
- 福原学園：本部は福岡県。
- 福原学園：本部は宮崎県。
- 福原啓明学園：本部は福岡県。
- 福山暁の星学院：本部は広島県。『日本カトリック学校連合会』に属する。
- 福山基督教学園：本部は広島県。
- 福山大学：本部は広島県。
- 藤井学園：本部は愛知県。
- 藤井学園：本部は大阪府。
- 藤井学園：本部は香川県。
- 藤井学園：本部は宮城県。
- 藤学園：本部は愛知県。
- 藤学園：本部は千葉県。
- 藤学園：本部は富山県。
- 藤学園：本部は北海道。『日本カトリック学校連合会』に属する。旧称『財団法人札幌藤高等女学校』『財団法人藤女子専門学校』『財団法人藤学園』。2024年4月1日に『天使学園』と合併予定[2]。
- 藤学園：本部は三重県。
- 富士学園：本部は愛知県。
- 富士学園：本部は群馬県。
- 富士学園：本部は埼玉県。
- 富士学園：本部は静岡県。
- 富士学園：本部は東京都。
- 富士学園：本部は長崎県。
- 富士学園：本部は北海道。
- 富士川幼稚園：本部は山梨県。
- 不二越工業高等学校：本部は富山県。
- 藤島学園：本部は福井県。
- 富士大学：本部は岩手県。旧称『学校法人奥州大学』。『京王学園』から分離して発足。
- 藤田学院：本部は鳥取県。
- 藤田学園：本部は愛知県。
- 藤田学園：本部は青森県。
- 藤田学園：本部は大阪府。
- 藤田学園：本部は神奈川県。
- 藤田学園：本部は埼玉県。
- 藤田学園：本部は静岡県。
- 藤田学園：本部は福岡県。
- 藤田教育学園：本部は和歌山県。
- 藤田幼児教育学園：本部は福島県。
- 藤谷学園：本部は千葉県。
- 藤谷学園：本部は山口県。
- 藤ノ花学園：本部は愛知県。
- 富士見丘学園：本部は神奈川県。
- 富士見丘学園：本部は静岡県。設置する『富士見丘女子短期大学』は現在休校中。
- 富士見丘学園：本部は東京都。
- 藤見学園：本部は新潟県。
- 藤村学園：本部は東京都。
- 藤村学園：本部は山口県。
- 武相学園：本部は神奈川県。
- 双葉学園：本部は愛知県。
- 双葉学園：本部は秋田県。
- 双葉学園：本部は茨城県。
- 双葉学園：本部は岩手県。
- 双葉学園：本部は愛媛県。
- 双葉学園：本部は埼玉県。
- 双葉学園：本部は静岡県。
- 双葉學園：本部は栃木県。
- 雙葉学園：本部は東京都。『日本カトリック学校連合会』に属する。
- 双葉学園：本部は長崎県。
- 双葉学園：本部は長野県。
- 双葉学園：本部は新潟県。
- 双葉学園：本部は福岡県。
- 双葉学園：本部は三重県。
- 双葉学園：本部は宮城県。
- 双葉学園：本部は山形県。『日本カトリック学校連合会』に属する。
- 府中石田学院：本部は広島県。
- 復活学園：本部は京都府。
- 佛教教育学園：本部は京都府。旧称『学校法人浄土宗教育資団』。2002年5月9日付で『華頂学園』を、2009年4月1日付で『東山学園』を合併した。
- 物療学園：本部は大阪府。
- 船田教育会：本部は栃木県。旧称『学校法人作新学院』（現在の『作新学院』はこの法人から分離独立した『学校法人作新理容美容専門学院』が改称したものであり、別の組織にあたる。）。
- 船橋学園：本部は千葉県。
- 船橋高橋学園：本部は千葉県。
- 武陽学園：本部は埼玉県。
- 冬木学園：本部は奈良県。
- プール学院：本部は大阪府。『キリスト教学校教育同盟』に属する。
- 古川学園：本部は大阪府。
- 古川学園：本部は神奈川県。
- 古川学園：本部は千葉県。
- 古川学園：本部は新潟県。
- 古川学園：本部は三重県。
- 古川学園：本部は宮城県。
- 古木学園：本部は神奈川県。
- 古郡学園：本部は神奈川県。
- 古沢学園：本部は広島県。
- 古高松学園：本部は香川県。
- フレーベル学園：本部は大分県。
- 普連土学園：本部は東京都。『キリスト教学校教育同盟』に属する。
- 文化学園：本部は埼玉県。
- 文化学園：本部は千葉県。
- 文化学園：本部は東京都。旧称『学校法人並木学園』。1981年3月に『今井学園』を、1988年3月に『匹田学園』を、2001年3月に『村越学園』を、2003年3月に『渡辺学園』を、2006年3月に『文化学園』を合併した。
- 文京学院：本部は東京都。旧称『財団法人文教学園』『学校法人文教学園』
- 文教大学学園：本部は東京都。旧称『学校法人立正学園』。
- 文徳学園：本部は熊本県。
- 文理学院：本部は宮城県。『河合塾グループ』に属する。
- 文理学園：本部は大分県。
- 文理佐藤学園：本部は埼玉県。

### へ
- 平安学園：本部は京都府。読み方は『へいあんがくえん』。『龍谷総合学園』に属した。2015年4月1日付で『龍谷大学』と合併した。
- 平安女学院：本部は京都府。『キリスト教学校教育同盟』に属した。
- 平成医療学園：本部は大阪府。2020年4月1日付で『日本医科学総合学院』を合併した。
- 平成国際学園：本部は長崎県。
- 平成坪内学園：本部は島根県。『坪内学園グループ』に属する。2016年に『学校法人坪内学園』と合併した。
- 平和学院：本部は埼玉県。
- 平和学園：本部は神奈川県。『キリスト教学校教育同盟』に属する。
- 平和学園：本部は埼玉県。
- 平和学園：本部は静岡県。
- 平和学園：本部は東京都。
- 平和学園：本部は山形県。
- 平和の杜学園：本部は埼玉県。
- 別府サレジオ学園：本部は大分県。『日本カトリック学校連合会』に属する。
- 別府大学：本部は大分県。
- ベル学園：本部は岡山県。

### ほ
- 豊国学園：本部は福岡県。
- 朴沢学園：本部は宮城県。
- 宝珠学園：本部は愛知県。
- 宝珠学園：本部は大阪府。
- 宝珠幼稚園：本部は長崎県。
- 豊昭学園：本部は東京都。旧称『学校法人昭鉄学園』。1951年に『豊島学園』を合併し、現名称に変更した。
- 法政大学：本部は東京都。旧称『財団法人和仏法律学校法政大学』『財団法人法政大学』。
- 宝仙学園：本部は東京都。
- 放送大学学園：本部は千葉県。『放送大学学園法』に基づく特殊な学校法人であるが、正式な法人名は『放送大学学園』である（同法第3条）。
- 報徳学園：本部は埼玉県。
- 報徳学園：本部は兵庫県。
- 報徳学園：本部は福井県。
- 報徳学園：本部は福岡県。
- 峯徳学園：本部は埼玉県。
- 豊南学園：本部は東京都。
- 鳳鳴徳山学館：本部は山口県。
- 望洋大谷学園：本部は北海道。『真宗大谷派学校連合会』に属する。2004年5月に『登別大谷学園』と『室蘭大谷学園』が合併して発足。
- 北照高等学校：本部は北海道。
- 北辰学堂：本部は北海道。旧称『学校法人稚内北星学園』。改称前は『キリスト教学校教育同盟』に属した。『育英館』『京都育英館』はグループ学園。
- 北星学園：本部は北海道。『キリスト教学校教育同盟』に属する。
- 北泉学園：本部は東京都。
- 北杜学園：本部は宮城県。2008年2月に『日本建設学園』と合併した。
- 北都健勝学園：本部は新潟県。
- 北陸学院：本部は石川県。『キリスト教学校教育同盟』に属する。
- 北陸大谷学園：本部は石川県。
- 北陸学園：本部は新潟県。
- 北陸学園：本部は福井県。『龍谷総合学園』に属する。
- 北陸大学：本部は石川県。
- 北陸朝鮮学園：本部は福井県。
- 星野学園：本部は埼玉県。
- 星野学園：本部は島根県。
- 星野学園：本部は東京都。
- 星薬科大学：本部は東京都。
- 北海大谷学園：本部は北海道。
- 北海学園：本部は北海道。
- 北海道浅井学園：本部は北海道。
- 北海道安達学園：本部は北海道。
- 北海道インターナショナルスクール：本部は北海道。
- 北海道学院：本部は北海道。
- 北海道カトリック学園：本部は北海道。『日本カトリック学校連合会』に属する。
- 北海道佐藤栄学園：本部は北海道。『佐藤栄学園系』に属した。2010年3月31日付で『佐藤栄学園』と合併した。
- 北海道シュタイナー学園：本部は北海道。
- 北海道尚志学園：本部は北海道。旧称『学校法人自動車学園』。
- 北海道星槎学園：本部は北海道。『星槎グループ』に属する。旧称『北海道産業学園』『北海道櫻井産業学園』。
- 北海道朝鮮学園：本部は北海道。
- 北海道デザイナー専門学院：本部は北海道。
- 北海道武蔵女子学園：本部は北海道。
- 北海道立正学園：本部は北海道。
- 北海道龍谷学園：本部は北海道。『龍谷総合学園』に属する。
- ほとけの子学園：本部は京都府。
- 穂の国学園：本部は愛知県。
- ポプラ学園：本部は大阪府。
- 堀田学園：本部は愛知県。
- 頌美学園：本部は岩手県。『東北文化学園大学グループ』『藍野グループ』に属した。2003年3月に『東北文化学園大学』と合併した。設置した『アレン国際短期大学』は2007年1月11日付を以って廃校となった。
- 堀井学園：本部は神奈川県。『堀井学園グループ』に属する。旧称『財団法人堀井学園』。
- 堀井洋裁学院：本部は大分県。
- 堀越学園：本部は群馬県。『創造学園大学系』に属する。
- 堀越学園：本部は東京都。
- 堀之内編物学院：本部は三重県。
- 堀之内学園：本部は鹿児島県。
- 堀之内学園：本部は静岡県。
- 堀之内学園：本部は東京都。
- 保隣教育財団：本部は東京都。
- ポーロニア学園守谷：本部は茨城県。
- 本願寺松本学園：本部は長野県。
- ホンダ学園：本部は埼玉県。
- ホンダ服装美術学院：本部は福岡県。

## ま行

### ま
- 舞鶴青葉学園：本部は京都府。
- 舞鶴基督学園：本部は京都府。
- 前嶋学園：本部は愛知県。
- 前野幼稚園：本部は東京都。
- 幕張インターナショナルスクール：本部は千葉県。
- マクリン幼稚園：本部は京都府。
- 増田学園：本部は大阪府。
- 増田学園：本部は埼玉県。
- 増田学園：本部は千葉県。
- 増田学園：本部は広島県。
- 益田永島学園：本部は島根県。2007年4月に『永島学園』から分離して発足した。
- 松浦学園：本部は熊本県。
- 松浦ドレスメーカー女学院園：本部は岐阜県。
- 松崎珠算学校：本部は静岡県。
- 松商学園：本部は長野県。
- 松園学園：本部は青森県。
- 松永学園：本部は愛知県。
- 松永学園：本部は埼玉県。
- 松永学園：本部は北海道。
- 松本学園：本部は大阪府。
- 松本学園：本部は熊本県。
- 松本学園：本部は埼玉県。
- 松本学園：本部は千葉県。
- 松本学園：本部は東京都。
- 松本学園：本部は長野県。
- 松本学園：本部は兵庫県。
- 松本学園：本部は福岡県。
- 松本学園：本部は北海道。
- 松本経理ビジネス専門学校：本部は長野県。
- 松本光明学園：本部は長野県。
- 松本歯科大学：本部は長野県。
- 松本珠算学院：本部は兵庫県。
- 松本松南高等学校：本部は長野県。2007年3月27日付で『松商学園』との合併を発表し、翌28日に調印されている。
- 松本昭和学園：本部は長野県。
- 松本速算学校：本部は長野県。
- 松本ドレスメーカー専門学校：本部は千葉県。
- 松本幼稚園：本部は東京都。
- 松本和裁専門学校：本部は栃木県。
- 松山学院：本部は愛媛県。『キリスト教学校教育同盟』に属する。
- 松山学園：本部は愛媛県。読み方は『まつやまがくえん』。
- 松山学園：本部は埼玉県。読み方は『まつやまがくえん』。
- 松山学園：本部は千葉県。読み方は『まつやまがくえん』。
- 松山学園：本部は宮崎県。読み方は『まつやまがくえん』。
- 松山東雲学園：本部は愛媛県。『キリスト教学校教育同盟』に属する。
- 松山聖陵学園：本部は愛媛県。
- 松山大学：本部は愛媛県。
- 松山ビジネスカレッジ：本部は愛媛県。旧称『学校法人山本学園』。
- マリア学院：本部は大阪府。『日本カトリック学校連合会』に属する。
- マリア学園：本部は愛知県。『日本カトリック学校連合会』に属する。
- マリア学園：本部は鹿児島県。『日本カトリック学校連合会』に属する。
- マリア学園：本部は神奈川県。『日本カトリック学校連合会』に属する。
- マリア学園：本部は熊本県。
- マリア学園：本部は長野県。『日本カトリック学校連合会』に属する。
- マリア学園：本部は三重県。
- マリスト国際学校：本部は兵庫県。
- 丸岡栄光学園：本部は福井県。
- 丸の内学園：本部は愛知県。
- 丸島学園：本部は東京都。
- 丸橋学園：本部は東京都。2008年4月に『嘉榮学園』と合併した。
- 萬行寺幼稚園：本部は福岡県。

### み
- 三浦学園：本部は鹿児島県。
- 三浦学園：本部は東京都。
- 三浦学園：本部は福岡県。
- 三浦学園：本部は北海道。
- 三浦学苑：本部は神奈川県。
- 三浦幼稚園：本部は神奈川県。
- 三重朝鮮学園：本部は三重県。
- 三木学園：本部は大阪府。
- 三木学園：本部は香川県。
- 三木学園：本部は兵庫県。
- 御子柴学園：本部は長野県。
- 三郷中村学園：本部は埼玉県。
- 聖心学園：本部は愛知県。読み方は『みこころがくえん』。
- 三島学園：本部は大阪府。
- 三島学園：本部は静岡県。
- 三島学園：本部は福岡県。
- 三島学園：本部は宮城県。
- 三嶋学園：本部は長野県。
- 三島恵泉幼稚園：本部は静岡県。
- 三島幼稚園：本部は愛媛県。
- 三鈴学園：本部は愛知県
- 水谷学園：本部は愛知県。
- 水谷学園：本部は埼玉県。
- 水谷学園：本部は島根県。
- 水谷学園：本部は三重県。
- ミスパリ学園：本部は愛知県。
- ミスパリ学園：本部は大阪府。
- みずほ学園：本部は東京都。
- 瑞穂学園：本部は群馬県。
- 瑞穂学園：本部は長野県。
- 瑞穂学園：本部は山形県。設置した『酒田短期大学』は2004年7月14日付で解散命令が出されている。
- みずほ幼稚園：本部は新潟県。
- ミズモト学園：本部は静岡県。
- 水元学園：本部は静岡県。
- 水元まちだ学園：本部は東京都。
- 水元八千代幼稚園：本部は東京都。
- 水元幼稚園：本部は静岡県。
- 聖園学院：本部は神奈川県。
- 聖園学園：本部は秋田県。
- 溝部学園：本部は大分県。
- 三田学園：本部は茨城県。読み方は『みたがくえん』。
- みたけ学園：本部は東京都。
- 三田尻学園：本部は山口県。
- みつ朝日学園：本部は岡山県。
- 三井学園：本部は埼玉県。
- 光和学園：本部は埼玉県。読み方は『みつわがくえん』。
- 御幣島学園：本部は大阪府。
- 水戸内田洋裁学院：本部は茨城県。
- 水戸女子商業学園：本部は茨城県。
- 水戸筑波ゼミナール：本部は茨城県。
- 水戸美容専門学校：本部は茨城県。
- 緑丘学園：本部は茨城県。
- 緑が丘学園：本部は新潟県。
- 学校法人緑ケ岡学園：本部は北海道。
- 緑ヶ丘学園：本部は神奈川県。
- 緑ヶ丘学園：本部は岐阜県。
- 緑ヶ丘学園：本部は東京都。
- 緑ヶ丘学園：本部は福岡県。
- みどり学園：本部は茨城県。
- みどり学園：本部は大阪府。
- みどり学園：本部は京都府。
- みどり学園：本部は佐賀県。
- みどり学園：本部は千葉県。
- みどり学園：本部は長崎県。
- みどり学園：本部は兵庫県。
- みどり学園：本部は広島県。
- みどり学園：本部は三重県。三重県伊勢市にある『ゆたか幼稚園』を設置。
- みどり学園：本部は和歌山県。
- みどり幼稚園：本部は新潟県。
- 湊川相野学園：本部は兵庫県。
- みなとみらい学園：本部は神奈川県。旧称『学校法人鶴見歯科学園』。
- 南九州学園：本部は宮崎県。
- 南京都学園：本部は京都府。
- 峯学園：本部は埼玉県。
- 箕面自由学園：本部は大阪府。
- 箕面若葉学園：本部は大阪府。
- 美濃加茂学園：本部は岐阜県。1988年4月1日付で『愛美学園』から分離して発足。
- 身延山学園：本部は山梨県。
- みのり学園：本部は茨城県。『みのり学園グループ』に属する。
- みのり学園：本部は大分県。
- みのり学園：本部は岡山県。
- みのり学園：本部は沖縄県。
- みのり学園：本部は神奈川県。
- みのり学園：本部は静岡県。
- みのり学園：本部は東京都。
- みのり学園：本部は新潟県。
- 美萩野学園：本部は福岡県。
- 御船学園：本部は熊本県。
- 美作学園：本部は岡山県。
- 三室戸学園：本部は東京都。
- 宮内学園：本部は兵庫県。
- 宮城あけぼの学園：本部は宮城県。
- 宮城編物築館学院：本部は宮城県。
- 宮城学院：本部は宮城県。『キリスト教学校教育同盟』に属する。
- 宮城学園：本部は福岡県。読み方は『みやぎがくえん』。
- 宮城高等技芸学院：本部は宮城県。
- 宮城中央学園：本部は宮城県。
- 宮城朝鮮学園：本部は宮城県。
- 宮城文化服装専門学校：本部は宮城県。
- 宮城明泉学園：本部は宮城県。
- 都城コア学園：本部は宮崎県。『コア学園グループ』に属する。
- 宮崎学園：本部は愛知県。
- 宮崎学園：本部は福岡県。
- 宮崎学園：本部は宮崎県。
- 宮﨑学園：本部は大阪府。
- 宮﨑学園：本部は北海道。
- 宮崎カトリック学園：本部は宮崎県。『日本カトリック学校連合会』に属する。
- 宮崎カリタス学院：本部は宮崎県。『日本カトリック学校連合会』に属する。
- 宮崎共愛学園：本部は宮崎県。
- 宮崎総合学院：本部は宮崎県。
- 宮崎日本大学学園：本部は宮崎県。『日本大学系』に属する。
- みやざき福祉学園：本部は宮崎県。
- 宮崎南学園：本部は宮崎県。
- 宮崎幼稚園：本部は千葉県。
- 宮島学園：本部は北海道。
- 宮城学園：本部は東京都。読み方は『みやしろがくえん』。
- 宮野学園：本部は愛知県。旧称『財団法人宮野学園』。
- 宮野幼稚園：本部は福岡県。
- 明星院学園：本部は広島県。
- 明照学園：本部は愛知県。読み方は『みょうしょうがくえん』。
- 明星学苑：本部は東京都。2015年に『いわき明星大学』を分離した。
- 明星学園：本部は愛知県。読み方は『みょうじょうがくえん』。
- 明星学園：本部は岡山県。読み方は『みょうじょうがくえん』。
- 明星学園：本部は埼玉県。読み方は『みょうじょうがくえん』。
- 明星学園：本部は東京都。読み方は『みょうじょうがくえん』。
- 明星学園：本部は福岡県。読み方は『みょうじょうがくえん』。
- 明星学園：本部は宮城県。読み方は『みょうじょうがくえん』。
- 明星学園：本部は宮崎県。読み方は『みょうじょうがくえん』。
- 明星学園：本部は山口県。読み方は『みょうじょうがくえん』。
- 明星館幼稚園：本部は栃木県。
- 明星台幼稚園：本部は東京都。
- 明泉学園：本部は東京都。
- 明泉寺幼稚園：本部は福岡県。
- 明泉幼稚園：本部は東京都。
- 明徳学園：本部は広島県。読み方は『みょうとくがくえん』。
- 未来学舎：本部は長野県。
- 珉光学園：本部は愛知県。

### む
- むかわ文化学園：本部は北海道。
- 武庫川学院：本部は兵庫県。
- 武蔵野音楽学園：本部は東京都。
- 武蔵野学院：本部は東京都。
- 武蔵野学園：本部は東京都。
- むさしの佐野学園：本部は東京都。
- 武蔵野大学：本部は東京都。旧称『財団法人武蔵野女子学院』『学校法人武蔵野女子学院』。『龍谷総合学園』に属する。
- 武蔵野東学園：本部は東京都。
- 武蔵野平安学園：本部は東京都。
- 武蔵野美術大学：本部は東京都。
- 武蔵野幼稚園：本部は埼玉県。
- むそう学園：本部は京都府。
- 睦学園：本部は兵庫県。旧称『財団法人須磨太子館』『財団法人聖徳学園』。『龍谷総合学園』に属する。
- 村上学園：本部は愛知県。
- 村上学園：本部は大阪府。
- 村上学園：本部は埼玉県。
- 村上学園：本部は千葉県。
- 村上学園：本部は東京都。『村上学園グループ』に属する。
- 村上学園：本部は兵庫県。
- 村上学園：本部は広島県。
- 村上恵泉学園：本部は新潟県。
- 村上双葉幼稚園：本部は新潟県。
- 村上幼稚園：本部は新潟県。
- むらさき学園：本部は京都府。
- 村川学園：本部は大阪府。
- 村崎学園：本部は徳島県。
- 紫野キリスト教学園：本部は京都府。
- 村田学園：本部は大阪府。
- 村田学園：本部は神奈川県。
- 村田学園：本部は埼玉県。
- 村田学園：本部は東京都。旧称『財団法人村田学園』。
- 村田学園：本部は長野県。
- 村田学園：本部は広島県。
- 室蘭大谷学園：本部は北海道。2004年5月に『室蘭大谷学園』と合併し、『望洋大谷学園』が発足。
- 室蘭中島学園：本部は北海道。

### め
- メイ・ウシヤマ学園：本部は東京都。
- 名栄学院：本部は愛知県。『滝川学園』の系列法人。
- 明海大学：本部は埼玉県。
- 明学園：本部は京都府。
- 明学園：本部は埼玉県。
- 茗溪学園：本部は茨城県。
- 名工学園：本部は愛知県。
- 明光学園：本部は茨城県。
- 明光学園：本部は福岡県。『日本カトリック学校連合会』に属する。
- 明治学院：本部は東京都。『キリスト教学校教育同盟』に属する。
- 明治学園：本部は福岡県。『日本カトリック学校連合会』に属した。2008年に『桜の聖母学院』と合併し、『コングレガシオン・ド・ノートルダム』発足。
- 明治大学：本部は東京都。『明治大学系』に属する。旧称『財団法人明治大学』。
- 明治東洋医学院：本部は京都府。
- 明治薬科大学：本部は東京都。
- 明珠学園：本部は京都府。
- 明浄学院：本部は大阪府。
- 明昭学園：本部は東京都。
- 明照学園：本部は群馬県。読み方は『めいしょうがくえん』。
- 明照学園：本部は岩手県。読み方は『めいしょうがくえん』。
- 明照学園：本部は群馬県。読み方は『めいしょうがくえん』。旧称『学校法人明照学園樹徳高等学校』。
- 明照学園：本部は佐賀県。読み方は『めいしょうがくえん』。
- 明照学園：本部は東京都。読み方は『めいしょうがくえん』。
- 明正学園：本部は東京都。読み方は『めいしょうがくえん』。
- 明照学園：本部は新潟県。読み方は『めいしょうがくえん』。
- 明照学園：本部は福島県。読み方は『めいしょうがくえん』。
- 明照学園：本部は山形県。読み方は『めいしょうがくえん』。
- 明照学園：本部は山口県。読み方は『めいしょうがくえん』。
- 明正学園：本部は東京都。読み方は『めいしょうがくえん』。
- 名城大学：本部は愛知県。
- 明進学園：本部は東京都。
- 名進研学園：本部は愛知県。
- 明星学苑：本部は東京都。
- 明星学園：本部は北海道。読み方は『めいせいがくえん』。
- 明正学園：本部は兵庫県。読み方は『めいせいがくえん』。
- 明泉学園：本部は東京都。
- 名鉄学園：本部は愛知県。
- 明徳学園：本部は神奈川県。読み方は『めいとくがくえん』。
- 明徳学園：本部は京都府。読み方は『めいとくがくえん』。
- 明徳学園：本部は群馬県。読み方は『めいとくがくえん』。
- 明徳学園：本部は東京都。読み方は『めいとくがくえん』。
- 明徳学園：本部は山形県。読み方は『めいとくがくえん』。
- 明徳舘：本部は福島県。
- 明徳義塾：本部は高知県。
- 明倫学園：本部は埼玉県。
- 明倫学園：本部は新潟県。
- 明倫学園：本部は福岡県。
- 明和学園：本部は愛知県。
- 明和学園：本部は秋田県。
- 明和学園：本部は神奈川県。
- 明和学園：本部は京都府。
- 明和学園：本部は兵庫県。
- 明和学園：本部は宮城県。
- 明和学園：本部は宮崎県。
- 明和学園：本部は山口県。
- 明和学園幼稚園：本部は東京都。
- めぐみ学園：本部は岩手県。
- めぐみ学園：本部は鹿児島県。
- めぐみ学園：本部は神奈川県。
- めぐみ学園：本部は京都府。
- めぐみ学園：本部は兵庫県。
- めぐみ学園：本部は北海道。
- めぐみ学園：本部は三重県。
- めぐみ学園：本部は宮崎県。
- めぐみ学園：本部は山口県。
- めぐみ学園：本部は和歌山県。
- 目黒学院：本部は東京都。
- 目黒星美学園：本部は東京都。『日本カトリック学校連合会』に属した。『扶助者聖母会』を母体とした。1956年に『星美学園』から分離して発足。2016年4月1日付で再び同法人と合併した。
- 目黒日本大学学園：本部は東京都。2020年4月に『学校法人日出学園』から改称。
- 目白学園：本部は東京都。旧称『財団法人目白学園』。
- メリノール女子学院：本部は三重県。『日本カトリック学校連合会』に属する。

### も
- 最上広域コア学園：本部は山形県。『コア学園グループ』に属する。
- 本山学園：本部は岡山県。旧称『学校法人厚徳栄養総合学園』。
- ものつくり大学：本部は埼玉県。旧称『学校法人国際技能工芸機構』。
- もみじ学園：本部は山口県。
- 桃山学院：本部は大阪府。『キリスト教学校教育同盟』に属する。
- 桃山キリスト学園：本部は京都府。
- 茂来学園：本部は長野県。
- 盛岡学園：本部は岩手県。
- 盛岡大学：本部は岩手県。旧称『学校法人生活学園』。『キリスト教学校教育同盟』に属する。
- 盛岡電子商業専門学校：本部は岩手県。
- 森教育学園：本部は岡山県。
- 森島学園：本部は滋賀県。
- 森島学園：本部は静岡県。『森島グループ』に属する。
- 森島学園：本部は千葉県。『日本カトリック学校連合会』に属する。
- 森田学園：本部は大阪府。
- 森田学園：本部は京都府。
- 森田学園：本部は埼玉県。
- 森田学園：本部は東京都。
- 森友学園：本部は大阪府。
- 森友学園：本部は兵庫県。大阪府の同名法人『森友学園』の傘下として1977年に設立。母体法人の創立者森友寛の死後に独立。
- 森ノ宮医療学園：本部は大阪府。
- 森村学園：本部は神奈川県。
- 森谷学園：本部は群馬県。
- 森谷学園：本部は高知県。
- 森谷学園：本部は北海道。
- 守屋育英学園：本部は東京都。
- 守屋教育学園：本部は東京都。
- モンタナ学園：本部は神奈川県。『日本カトリック学校連合会』に属する。
- 紋別大谷学園：本部は北海道。

## や行

### や
- 八尾聖光学園：本部は大阪府。
- 八木学園：本部は愛知県。
- 八木学園：本部は神奈川県。
- 八木学園：本部は三重県。
- 弥久茂学園：本部は東京都。設置した『高田高等学校』は1969年3月31日付をもって閉校した。
- 八潮小澤学園：本部は埼玉県。
- 八洲学園：本部は神奈川県。
- 矢島学園：本部は神奈川県。
- 矢島学園：本部は静岡県。
- 矢谷学園：本部は鳥取県。
- 八代学院：本部は兵庫県。読み方は『やしろがくいん』。『キリスト教学校教育同盟』に属する。
- 安田学園：本部は愛知県。
- 安田学園：本部は茨城県。
- 安田学園：本部は岐阜県。
- 安田学園：本部は広島県。
- 安田学園教育会：本部は東京都。旧称『学校法人安田商工教育会』。『安田学園中学校』『安田学園高等学校』を設置。
- 八千代松陰学園：本部は千葉県。
- 八代白百合学園：本部は熊本県。読み方は『やつしろしらゆりがくえん』。
- 八代聖愛学園：本部は熊本県。読み方は『やつしろせいあいがくえん』。
- 柳井学園：本部は神奈川県。
- 柳井学園：本部は山口県。
- 柳井聖恵学園：本部は山口県。
- 柳井幼稚園：本部は山口県。
- 柳学園：本部は群馬県。
- 柳学園：本部は兵庫県。
- 柳商学園：本部は福岡県。
- 八幡学園：本部は愛知県。読み方は『やはたがくえん』。
- 八幡学園：本部は兵庫県。読み方は『やはたがくえん』。
- 山内学園：本部は岡山県。読み方は『やまうちがくえん』。
- 山内学園：本部は福岡県。読み方は『やまうちがくえん』。
- 山形学院：本部は山形県。『キリスト教学校教育同盟』に属する。
- 山形理容学校：本部は山形県。
- 山口学院：本部は埼玉県。旧称『学校法人山口学園』。
- 山口学園：本部は大阪府大阪市。
- 山口学園：本部は大阪府枚方市。
- 山口学園：本部は神奈川県。
- 山口学園：本部は埼玉県川越市。
- 山口学園：本部は千葉県。
- 山口学園：本部は長崎県。
- 山口学園：本部は北海道。
- 山口県桜ケ丘学園：本部は山口県。
- 山口コア学園：本部は山口県。『コア学園グループ』に属する。
- 山口高川学園：本部は山口県。旧称『学校法人多々良学園』。
- 山口中央幼稚園：本部は山口県。
- 山口朝鮮学園：本部は山口県。
- 山口中村学園：本部は山口県。
- 山越学園：本部は愛媛県。
- 山崎学園：本部は兵庫県。読み方は『やまさきがくえん』。
- 山﨑学園：本部は福岡県。読み方は『やまさきがくえん』。
- ヤマザキ学園：本部は東京都。
- 山崎学園：本部は愛知県。読み方は『やまざきがくえん』。
- 山崎学園：本部は秋田県。読み方は『やまざきがくえん』。
- 山崎学園：本部は大阪府。読み方は『やまざきがくえん』。
- 山崎学園：本部は神奈川県。読み方は『やまざきがくえん』。
- 山崎学園：本部は群馬県。読み方は『やまざきがくえん』。
- 山崎学園：本部は埼玉県。読み方は『やまざきがくえん』。
- 山崎学園：本部は静岡県。読み方は『やまざきがくえん』。
- 山崎学園：本部は千葉県。読み方は『やまざきがくえん』。
- 山崎学園：本部は東京都。読み方は『やまざきがくえん』。
- 山崎学園：本部は長野県。読み方は『やまざきがくえん』。『日本カトリック学校連合会』に属する。
- 山崎学園：本部は北海道。読み方は『やまざきがくえん』。
- 山﨑学園：本部は福島県。読み方は『やまざきがくえん』。
- 山崎文化学園：本部は兵庫県。読み方は『やまさきぶんかがくえん』。
- 山﨑文化学園：本部は東京都。読み方は『やまざきぶんかがくえん』。
- 山澤学園：本部は大阪府。
- 山下学園：本部は東京都。
- 山城精華学園：本部は京都府。
- 山田学園：本部は愛知県。
- 山田学園：本部は大阪府。
- 山田学園：本部は神奈川県。
- 山田学園：本部は埼玉県。
- 山田学園：本部は東京都。
- 山田学園：本部は兵庫県。
- 山田学園：本部は三重県。
- 山田学園：本部は山口県。
- 山田常盤学園：本部は三重県。
- 大和学院：本部は福岡県。
- ヤマト学園：本部は栃木県。
- 大和学園：本部は茨城県。読み方は『やまとがくえん』。
- 大和学園：本部は鹿児島県。読み方は『やまとがくえん』。
- 大和学園：本部は神奈川県。読み方は『やまとがくえん』。『日本カトリック学校連合会』に属する。
- 大和学園：本部は埼玉県。読み方は『やまとがくえん』。
- 大和学園：本部は千葉県。読み方は『やまとがくえん』。
- 大和学園：本部は東京都。読み方は『やまとがくえん』。
- 大和学園：本部は福岡県。読み方は『やまとがくえん』。
- 大和学園：本部は北海道。読み方は『やまとがくえん』。
- 山中学園：本部は栃木県。
- 山中学園：本部は広島県。
- 山梨英和学院：本部は山梨県。『キリスト教学校教育同盟』に属する。
- 山梨県美容専門学校：本部は山梨県。
- 山梨集成学園：本部は山梨県。
- 山梨珠算学校：本部は山梨県。
- 山梨女子専門学校：本部は山梨県。
- 山梨文化服装学院：本部は山梨県。
- 山梨幼稚園：本部は山梨県。
- 山梨予備校：本部は山梨県。
- 山内学園：本部は東京都。読み方は『やまのうちがくえん』。
- 山野学苑：本部は東京都。
- 山広女子学園：本部は愛知県。
- 山村学園：本部は埼玉県。
- 山本学園：本部は愛知県。
- 山本学園：本部は茨城県。
- 山本学園：本部は大阪府。
- 山本学園：本部は神奈川県。
- 山本学園：本部は千葉県。
- 山本学園：本部は東京都。
- 山本学園：本部は福岡県。
- 山本学園：本部は山形県。
- 山本学園：本部は和歌山県。
- やまもも学園：本部は高知県。『龍馬学園グループ』に属する。
- 山脇学園：本部は大阪府。
- 山脇学園：本部は東京都。

### ゆ
- 佑愛学園：本部は愛知県。
- 悠愛学園：本部は福岡県。
- ゆうあい学園：本部は北海道。
- ゆうき学園：本部は広島県。『加計学園グループ』に属する。
- 悠久崇徳学園：本部は新潟県。旧称『学校法人崇徳医療福祉学園』。
- 行廣国際学園：本部は栃木県。
- 行岡保健衛生学園：本部は大阪府。
- 行吉学園：本部は兵庫県。
- 湯澤学園：本部は埼玉県。
- 百合学院：本部は兵庫県。『日本カトリック学校連合会』に属する。
- 百合の園学院：本部は大阪府。『日本カトリック学校連合会』に属する。
- 湯梨浜学園：本部は兵庫県。

### よ
- 善き牧者学園：本部は鹿児島県。『日本カトリック学校連合会』に属する。
- 善き牧者聖母学院：本部は大阪府。『日本カトリック学校連合会』に属する。
- 横須賀学院：本部は神奈川県。『キリスト教学校教育同盟』に属する。
- 横須賀田中学園：本部は神奈川県。
- 横須賀山﨑学園：本部は神奈川県。
- 横島学園：本部は熊本県。
- 横田学園：本部は長崎県。
- 横田学園：本部は兵庫県。
- 横田学園：本部は福岡県。設置する『飯塚商業高等学校』は1983年3月に廃校となっている。
- 横田学園：本部は北海道。
- 横浜石川学園：本部は神奈川県。
- 横浜英和学院：本部は神奈川県。旧称『学校法人成美学園』。『キリスト教学校教育同盟』に属する。
- 横浜学院：本部は神奈川県。『キリスト教学校教育同盟』に属する。
- 横浜金井学園：本部は神奈川県。
- 横浜共立学園：本部は神奈川県。『キリスト教学校教育同盟』に属する。
- 横浜久保田学園：本部は神奈川県。
- 横浜訓盲学院：本部は神奈川県。
- 横浜商科大学：本部は神奈川県。1978年に『学校法人吉澤学園』から名称変更した際に『横浜商科大学高等学校』から分離して発足。
- 横浜商科大学高等学校：本部は神奈川県。1978年に『学校法人吉澤学園』から名称変更した際に『横浜商科大学』から分離して発足。
- 横浜雙葉学園：本部は神奈川県。『日本カトリック学校連合会』に属する。
- 横浜山手女子学園：本部は神奈川県。2010年4月1日付で『中央大学』と合併した。
- 吉沢学園：本部は神奈川県。
- 吉沢学園：本部は埼玉県。
- 吉沢学園：本部は長野県。
- 吉澤珠算学校：本部は東京都。
- 吉田学園：本部は愛知県。
- 吉田学園：本部は青森県。
- 吉田学園：本部は京都府。
- 吉田学園：本部は埼玉県。
- 吉田学園：本部は静岡県。
- 吉田学園：本部は東京都。
- 吉田学園：本部は長崎県。
- 吉田学園：本部は兵庫県。
- 吉田学園：本部は福島県。
- 吉田学園：本部は北海道。
- 吉田学園：本部は山口県。
- 吉用学園：本部は大分県。
- ヨゼフィーナ学園：本部は京都府。
- ヨゼフ学園：本部は石川県。『日本カトリック学校連合会』に属した。2005年に『海の星学園』と『カルメン学園』等が合併して『石川カトリック学園』が発足。
- 四街道旭学園：本部は千葉県。
- 米子編物学院：本部は鳥取県。
- 米子自動車学校：本部は鳥取県。
- 米子西部学園：本部は鳥取県。
- 米子西部自動車学校：本部は鳥取県。
- 米子永島学園：本部は鳥取県。1976年5月に『永島学園』から分離して発足。
- 米子文化服装専門学園：本部は鳥取県。
- 米子みどり学園：本部は鳥取県。
- 米子幼稚園：本部は鳥取県。
- 米子予備校：本部は鳥取県。
- 米子和裁学園：本部は鳥取県。
- 米沢編物学院：本部は山形県。
- 米沢斎藤学園：本部は山形県。
- 米田学園：本部は愛知県。
- 米田学園：本部は兵庫県。
- 読売理工学院：本部は東京都。
- 代々木学園：本部は三重県。

## ら行

### ら
- ライフスクール：本部は佐賀県。
- ラ・サール学園：本部は鹿児島県。『日本カトリック学校連合会』に属する。
- ラ・スール学園：本部は熊本県。
- 洛新精華学園：本部は京都府。
- 洛東学園：本部は京都府。
- 酪農学園：本部は北海道。『キリスト教学校教育同盟』に属する。
- 洛陽総合学院：本部は京都府。
- ラフ＆ピース：本部は沖縄県。
- 藍香学園：本部は埼玉県。
- 蘭越ひばり学園：本部は北海道。
- ランビニ学園：本部は福岡県。

### り
- 履正社：本部は大阪府。
- 利幸学園：本部は愛知県。
- 理知の杜：本部は長野県。旧称『学校法人創造学園』。『創造学園大学系』に属した。
- 立教学院：本部は東京都。『立教グループ』『キリスト教学校教育同盟』に属する。
- 立教女学院：本部は東京都。『立教グループ』『キリスト教学校教育同盟』に属する。
- 立志学園：本部は熊本県。
- 立志舎：本部は東京都。旧称『学校法人東京会計法律学園』『学校法人東京IT会計法律学園』。
- 立志舎中央：本部は愛知県。旧称『学校法人東京会計法律名古屋学園』『学校法人東京IT会計法律名古屋学園』。
- 立正学園：本部は栃木県。
- 立正学園：本部は宮崎県。
- 立正学園：本部は和歌山県。
- 立正大学学園：本部は東京都。『立正大学系』に属する。
- 立正幼稚園：本部は富山県。
- 立命館：本部は京都府。旧称『財団法人立命館』。1994年9月1日付で『宇治学園』を合併した。
- 隆志学園：本部は東京都。
- 龍光寺学園：本部は群馬県。
- 龍谷大学：本部は京都府。『龍谷総合学園』に属する。2015年4月1日付で『平安学園』を合併した。
- 龍昇学園：本部は徳島県。
- 柳城学院：本部は愛知県。『キリスト教学校教育同盟』に属する。
- 綾訓学園：本部は愛知県。
- 綾紘学園：本部は宮城県。
- 了德寺学園：本部は東京都。『了德寺学園』のグループ法人。
- 了德寺大学：本部は千葉県。『了德寺学園』のグループ法人。
- 龍馬学園：本部は高知県。『龍馬学園グループ』に属する。
- 両洋学園：本部は京都府。
- 緑史学園：本部は愛知県。
- 林昌学園：本部は山形県。1982年4月1日付で『天真学園』と合併し、『天真林昌学園』が発足。
- リリー文化学園：本部は茨城県。

### る
- ルーテル学院：本部は東京都。『キリスト教学校教育同盟』に属する。
- ルーテル国際学園：本部は兵庫県。
- ルナ幼稚園：本部は大分県。
- ルネス学園：本部は石川県。
- ルネス学園：本部は滋賀県。
- ルネス学園：本部は広島県。
- 留辺蘂大谷学園：本部は北海道。
- ルミエール学園：本部は神奈川県。
- ルミ学園：本部は埼玉県。
- 瑠璃学園：本部は福岡県。
- 瑠璃光学園：本部は埼玉県。
- るんびに学園：本部は山口県。
- ルンビニ学園：本部は大阪府。
- ルンビニ学園：本部は佐賀県。
- ルンビニ学園：本部は長野県。
- ルンビニ学園：本部は兵庫県。
- ルンビニー学園：本部は茨城県。
- ルンビニ幼稚園：本部は静岡県。
- ルンビニ幼稚園：本部は広島県。

### れ
- レイクタウン幼稚園：本部は青森県。
- 冷泉学園：本部は群馬県。
- 霊泉学園：本部は岐阜県。
- 霊泉寺学園：本部は福井県。
- 嶺南学園：本部は福井県。
- 麗峯学園：本部は神奈川県。
- 黎明学園：本部は埼玉県。
- 黎明学園：本部は千葉県。
- 麗和幼稚園：本部は埼玉県。
- レデンプトール学園：本部は長崎県。
- 蓮花学園：本部は神奈川県。
- 蓮生・まこと幼稚園：本部は山口県。
- 蓮水学園：本部は熊本県。

### ろ
- ロザリオ学園：本部は愛媛県。『日本カトリック学校連合会』に属する。
- ロザリオ幼稚園：本部は佐賀県。『日本カトリック学校連合会』に属する。
- 六甲学院：本部は兵庫県。『日本カトリック学校連合会』に属した。2016年4月1日付で『上智学院』と合併した。[4]

## わ行

### わ
- YIC学園：本部は山口県。『YICグループ』に属する。
- YSE学園：本部は神奈川県。旧称『学校法人扶桑山田学園』。
- ワオ未来学園：本部は岡山県。
- わかくさ学園：本部は徳島県。
- 若草珠算学校：本部は群馬県。
- 若葉会佐藤学園：本部は神奈川県。
- 若葉学園：本部は埼玉県。
- 若葉学園：本部は静岡県。
- 若葉学園：本部は福岡県。
- 若葉学園：本部は和歌山県。
- 若葉台学院：本部は神奈川県。
- わかば幼稚園：本部は埼玉県。
- 若葉幼稚園：本部は群馬県。
- 若松学園：本部は福岡県。
- 若松学園：本部は北海道。
- 若松神愛学園：本部は福岡県。
- 若松幼稚園：本部は福島県。
- 和歌山カトリック学園：本部は和歌山県。『日本カトリック学校連合会』に属する。
- 和歌山信愛女学院：本部は和歌山県。『日本カトリック学校連合会』に属する。
- 和歌山中央学園：本部は和歌山県。
- 和歌山朝鮮学園：本部は和歌山県。
- 和光学園：本部は愛知県。
- 和光学園：本部は石川県。
- 和光学園：本部は鹿児島県。
- 和光学園：本部は佐賀県。
- 和光学園：本部は東京都。
- 和光学園：本部は北海道。
- 和光学園：本部は宮崎県。
- 和光学園：本部は山梨県。
- 早稲田医療学園：本部は東京都。
- 早稲田大阪学園：本部は大阪府。『早稲田大学系』に属する。
- 早稲田学園：本部は東京都。
- 早稲田高等学校：本部は東京都。『早稲田大学系』に属する。
- 早稲田実業学校：：本部は東京都。『早稲田大学系』に属する。
- 早稲田大学：本部は東京都。『早稲田大学系』に属する。
- 早稲田電子学園：本部は東京都。『滋慶学園グループ』に属する。
- 渡辺学園：本部は神奈川県。
- 渡辺学園：本部は岐阜県。
- 渡辺学園：本部は静岡県。
- 渡辺学園：本部は東京都。旧称『財団法人私立東京裁縫女学校』『財団法人東京裁縫女学校』『財団法人渡辺女学校』『財団法人渡辺学園』。
- 渡辺学園：本部は徳島県。
- 渡辺学園：本部は長崎県。
- 渡辺珠算学校：本部は東京都。
- 渡辺ニッティングスクール：本部は静岡県。
- 稚内大谷学園：本部は北海道。『真宗大谷派学校連合会』に属する。
- 稚内鈴蘭学園：本部は北海道。
- 和風会：本部は東京都。
- 和洋学園：本部は秋田県。
- 和洋学園：本部は千葉県。